# 屯門區

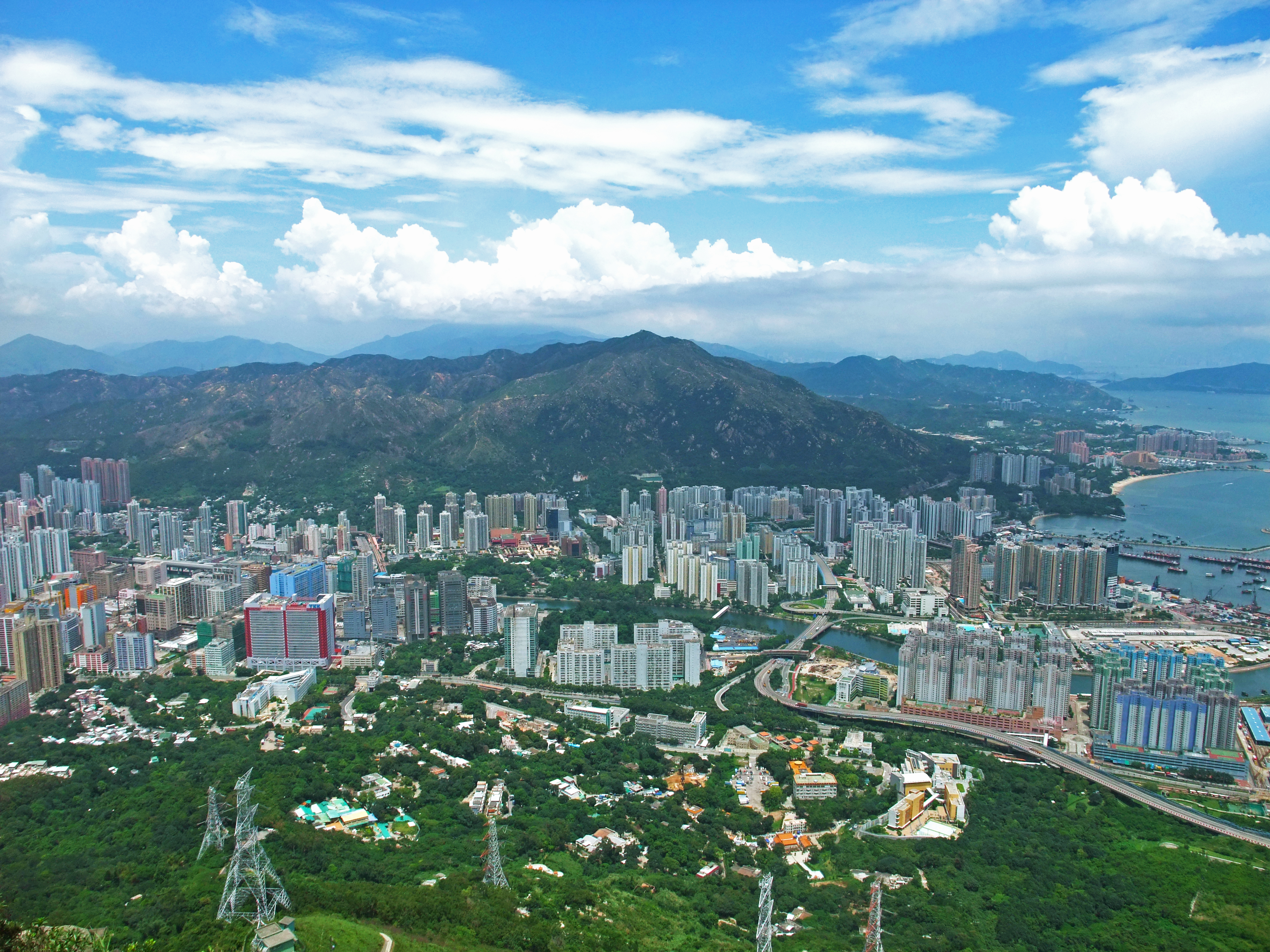
從青山俯瞰屯門新市鎮，遠方山峰為九逕山

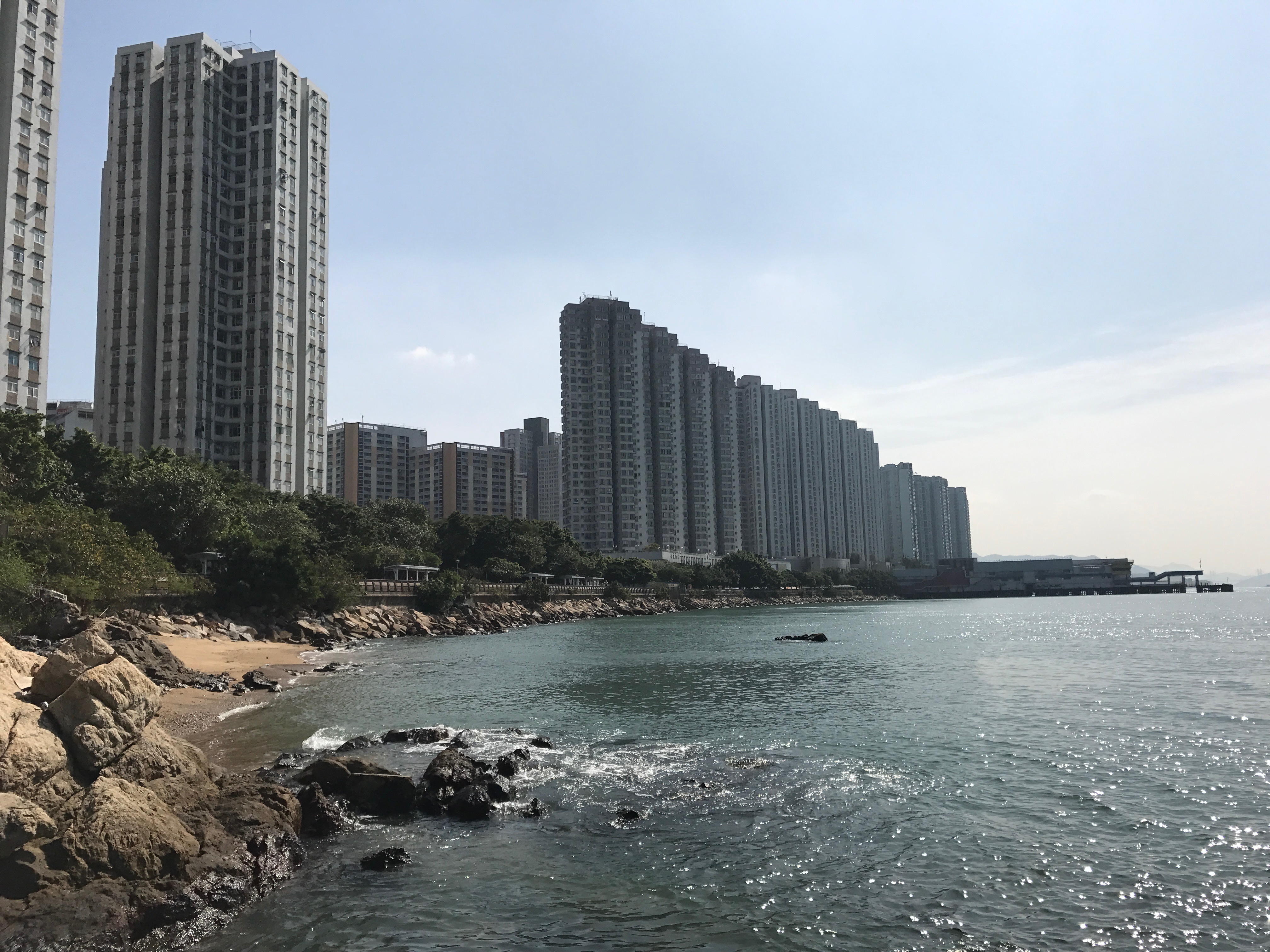
屯門蝴蝶灣

22°23′25″N 113°58′35″E / 22.390264°N 113.976255°E
屯門區（英語：Tuen Mun District），是香港十八區之一，位於新界的西部，面積約8445公頃，毗鄰元朗區及荃灣區。根據2021年的人口普查，屯門區的人口為506,879人。而屯門區的屯門新市鎮也是新界首三個新市鎮（舊稱衛星城市）的其中之一，於1970年代開始發展。

## 地理

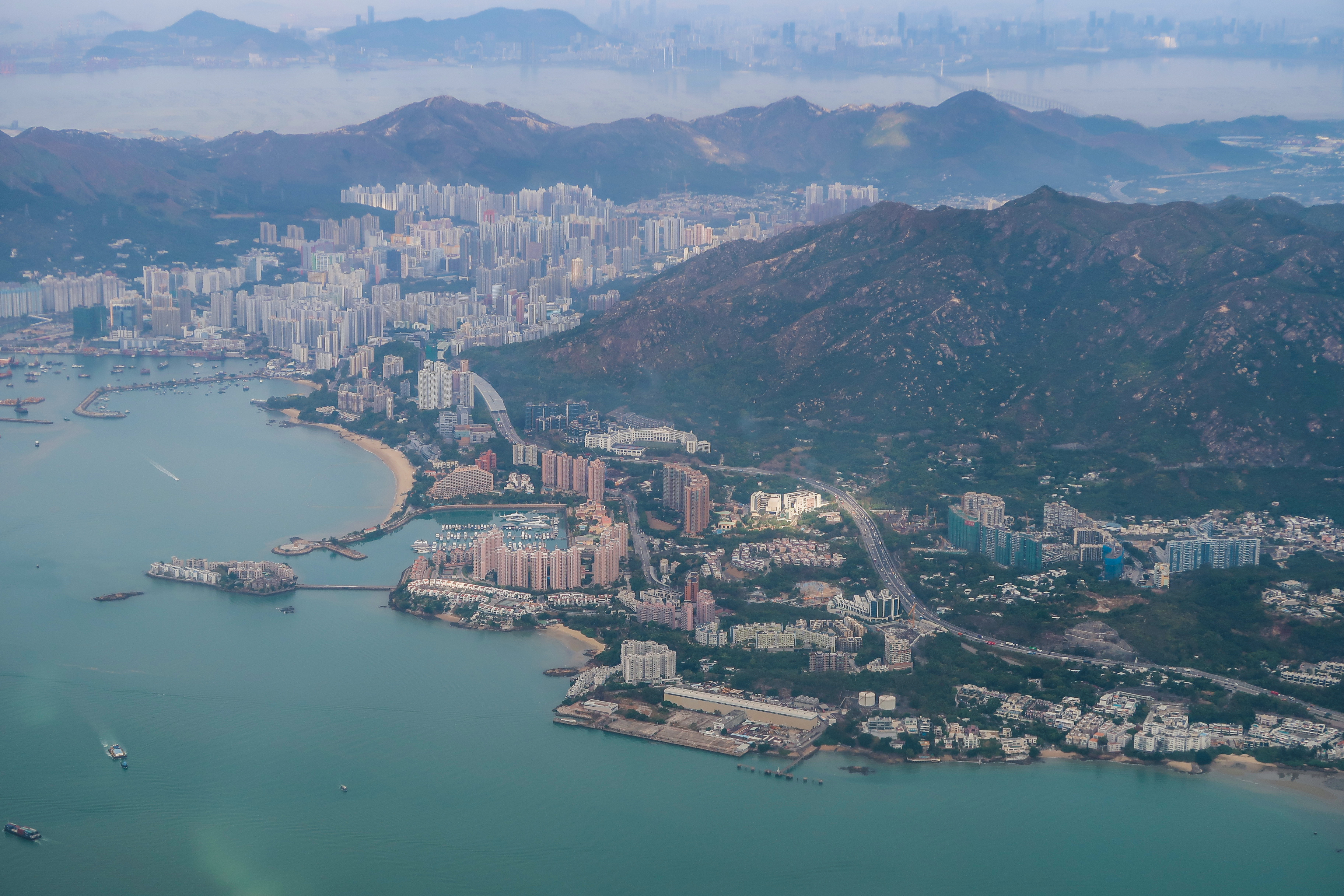
从航機上向北望屯门（2019年）

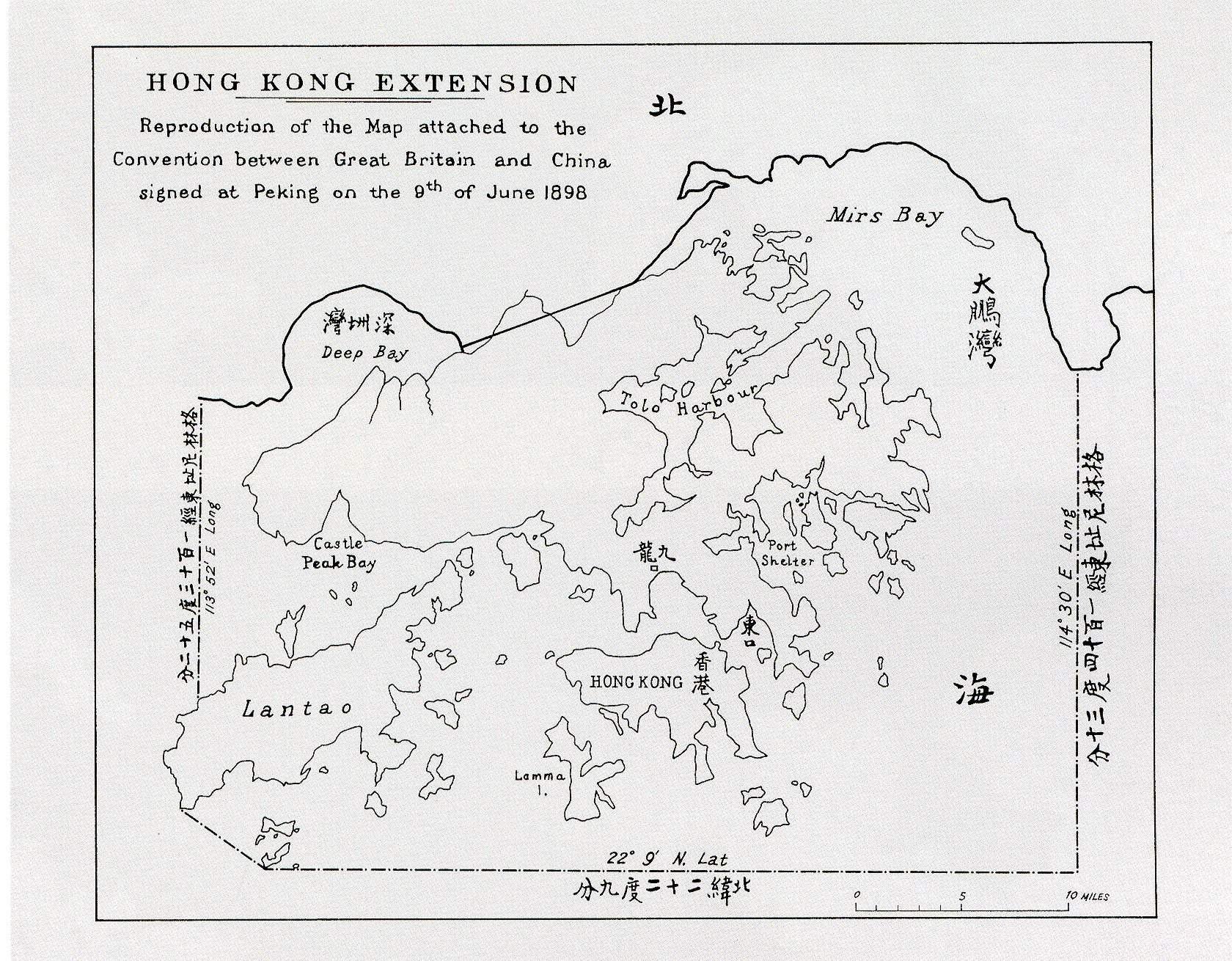
1898年《展拓香港界址專條》中之青山灣（Castle Peak Bay），甚為寬闊

屯門區位於香港新界西部，北接元朗區、東連荃灣區、西臨珠江口、南面與大嶼山隔海相望。區內中心西部有青山（高583米）、東面是九逕山（高507米）、北面是圓頭山和元朗平原、南面入海有青山灣。區內中心區被青山和九逕山2座高山夾著，而大小磨刀和龍鼓洲等島嶼亦屬屯門區，當中屯門河分隔東西屯門。屯門河為屯門區發展時由青山灣填海形成的明渠，由北向南流入大海，所以屯門區內大部份屋宇都建於填海區上。現時的青山灣實際只是原來的一小部份，而且早年發展期把避風塘建立於該區域。
在香港國際機場完成擴建工程後，由於區議會分界並無改變，新建北跑道及客運廊有一半為屯門區的外飛地，而該部分在陸地上僅與離島區連接。

## 氣候
| 屯門 (1988-2023)   | 屯門 (1988-2023) | 屯門 (1988-2023) | 屯門 (1988-2023) | 屯門 (1988-2023) | 屯門 (1988-2023) | 屯門 (1988-2023) | 屯門 (1988-2023) | 屯門 (1988-2023) | 屯門 (1988-2023) | 屯門 (1988-2023) | 屯門 (1988-2023) | 屯門 (1988-2023) | 屯門 (1988-2023) |
| 月份               | 1月              | 2月              | 3月              | 4月              | 5月              | 6月              | 7月              | 8月              | 9月              | 10月             | 11月             | 12月             | 全年             |
| ------------------ | ---------------- | ---------------- | ---------------- | ---------------- | ---------------- | ---------------- | ---------------- | ---------------- | ---------------- | ---------------- | ---------------- | ---------------- | ---------------- |
| 平均高温 °C（°F）  | 20.0 (68.0)      | 20.8 (69.4)      | 23.3 (73.9)      | 26.2 (79.2)      | 30.0 (86.0)      | 31.6 (88.9)      | 32.4 (90.3)      | 32.1 (89.8)      | 31.8 (89.2)      | 29.3 (84.7)      | 26.0 (78.8)      | 21.5 (70.7)      | 27.1 (80.8)      |
| 日均气温 °C（°F）  | 16.2 (61.2)      | 17.3 (63.1)      | 20.2 (68.4)      | 23.1 (73.6)      | 26.6 (79.9)      | 28.5 (83.3)      | 29.2 (84.6)      | 28.8 (83.8)      | 28.3 (82.9)      | 25.7 (78.3)      | 22.2 (72.0)      | 17.6 (63.7)      | 23.6 (74.5)      |
| 平均低温 °C（°F）  | 13.4 (56.1)      | 14.8 (58.6)      | 17.8 (64.0)      | 20.6 (69.1)      | 24.2 (75.6)      | 26.2 (79.2)      | 26.7 (80.1)      | 26.3 (79.3)      | 25.8 (78.4)      | 23.1 (73.6)      | 19.5 (67.1)      | 14.8 (58.6)      | 21.1 (70.0)      |
| 平均降水量 mm（）  | 30.5 (1.20)      | 41.7 (1.64)      | 57.0 (2.24)      | 121.7 (4.79)     | 221.2 (8.71)     | 327.8 (12.91)    | 249.0 (9.80)     | 310.5 (12.22)    | 193.1 (7.60)     | 51.7 (2.04)      | 38.4 (1.51)      | 31.6 (1.24)      | 1,674.2 (65.91)  |
| 平均相對濕度（％） | 68               | 74               | 76               | 78               | 80               | 81               | 78               | 80               | 76               | 69               | 69               | 63               | 74               |
| 来源：香港天文台   |                  |                  |                  |                  |                  |                  |                  |                  |                  |                  |                  |                  |                  |

## 歷史

### 開埠前期
屯門歷史悠久，考古發掘證明，距今六千年前的新石器時代中期，屯門地區的龍鼓灘等地已經有南越古族先民聚居。到了兩漢時期，屯門已經有與製鹽有關的商貿活動。南北朝，傳說杯渡禪師坐杯渡海來到青山修行創杯渡寺（現稱青山禪院）。現今以杯渡命名的地有杯渡路和杯渡輕鐵站。唐朝設有屯門軍鎮，屬安南都護府，由邊防軍駐守，「屯門」之名亦由此而來，意為「屯兵之門」。《新唐書》卷四十三“地理誌”有描述：「有府二：曰綏南、番禺；有經略軍，屯門鎮兵」此為香港地名第一次在中國文獻中出現。五代南漢時設靖海都巡，於山麓上建設軍寨。宋代置巡檢司，負責緝捕海盜。明代，建築墩台和汎房，分別派兵駐守。明武宗正德九年（1514年），葡萄牙王國佔領當時屬東莞縣的屯門，並在當地設立營寨。正德十六年（1521年），廣東海道副使汪鈜在海戰中擊敗葡人，重奪屯門。史稱「屯門海戰」。清朝則設有屯門寨、墩台，清末改屬新安縣。1866年（清同治七年）的《新安縣全圖》，當時的屯門被標為「田門」、青山被標為「清山」；而一張1868年的英國政府新安地圖上屯門當時叫「團門」，內有「黃家圍」、「青甎圍」、「清山」、「子屯圍」。（現稱：皇家圍、青磚圍、青山、子田圍）

### 英國殖民地時期及新市鎮發展時期
由於清政府與大英帝國簽訂《展拓香港界址專條》，屯門納入英國殖民地範圍內。在英國所編製的地圖，屯門地帶有清山（青山），故此屯門區以前為青山區。於1960年，香港政府計劃在青山區及其填海區上建青山新市鎮，後來青山區易名為屯門區，新市鎮亦更名為屯門新市鎮。

### 歷史年表
- 公元前214年：屬南海郡番禺縣管轄。
- 公元331年（東晉咸和六年）： 番禺縣分置寶安縣，包括屯門在內的香港全境改屬寶安縣管轄。
- 公元733年： 屯門歸廣州寶安縣管轄，唐王朝正式設立屯門兵鎮，管理對外貿易。
- 公元757年（唐朝至德二年）： 寶安縣撤銷，併入東莞縣；屯門改由廣州府東莞縣管豁。
- 1403年：文世歌屯門遷往新田，為新田文氏開基祖。
- 1514年：葡萄牙帝國佔領屯門島、屯門海澳及葵涌海澳，成為葡萄牙佔領地。
- 1521年：大明在屯門海戰中戰勝葡萄牙帝國，葡軍撤退。
- 1718年：屯子圍陶氏宗祠落成。
- 1898年：屯門隨新界交予大英帝國統治。
- 1900年：革命黨人於屯門紅樓策劃反清活動，中華民國國父孫中山亦曾在紅樓居住。
- 1907年：理民府在大埔成立，管轄新九龍、新界和離島地區。
- 1910年：理民府分為北約理民府和南約理民府，青山由北約理民府管轄。
- 1914年：青山公路元朗至青山（今屯門一帶）段於1914年完成，荃灣至青山段則於1919年完成。
- 1941年12月－1945年8月15日：二戰時，日軍攻陷香港。日佔時期，屯門被劃入日本军法统治 (元朗區)，大量屯門原居民土地被日軍吞食，於是村民加入國民黨和東江縱隊 對抗日軍(抗日原居民 有彭、陳、梁、劉、鄭、謝、何、李、鐘、廖、陶、曾、蔡  )
- 1947年：北約理民府分為大埔和元朗兩個理民府，元朗理民府管轄元朗和青山
- 1953年：屯門鄉事委員會成立。
- 1961年：青山醫院落成。
- 1965年：政府開始計劃於青山發展新市鎮，將青山從元朗的範圍分劃出。
- 1970年代末：政府落實發展屯門新市鎮，並在青山灣進行大幅度的填海工程，最後將大部份海灣收窄為屯門河。
- 1971年：新發邨落成，為區內首個公共屋邨，而青山灣東南部尚未填海。（參見圖一）
- 1972年：青山恢復使用舊名屯門，青山理民府重新命名為屯門理民府。新市鎮亦改名為「屯門新市鎮」。
- 1975年：政府於屯門河西北面逐步收回魚塘及農地，並開始興建大興邨。屯門新墟建成多幢唐樓及洋樓，屯門工業區正在規劃，青山灣東南部準備進行大型填海工程。（參見圖二）
- 1977年：大興邨首3座落成。
- 1978年5月5日：屯門公路第一行車道通車。
- 1979年：青山灣東南面填海工程大致完成，友愛邨正全速興建，旁邊的安定邨亦開始興建。（參見圖三）
- 1980年：三聖邨、友愛邨和安定邨先後入伙，置樂花園開始動工。蝴蝶灣填海工程接近完成，準備興建屯門南首個住宅項目湖景邨。（參見圖四）
- 1981年7月13日、7月15日：友愛邨發生警民衝突[4][5]。12月17日，屯門鄧肇堅運動場落成。
- 1982年：屯門區議會成立。舊墟、新墟、黃家圍搬村。置樂花園及兆康苑入伙，為區內早期建成之居屋。湖景邨亦落成入伙。
- 1983年5月17日：屯門公路全線通車。蝴蝶邨、兆山苑和山景邨開始入伙。
- 1984年：良田村、新圍仔搬村。8月3日，仁愛堂游泳池啟用。
- 1985年8月29日：屯門市鎮公園第一期啟用，同年7月14日，輕便鐵路第一期動工興建至3年後的9月18日。
- 1986年：屯門工業學院落成。現稱香港專業教育學院屯門分校。7月2日，屯門游泳池啟用。11月，屯門碼頭落成啟用，取代位於友愛邨南面的臨時碼頭，而位於屯門碼頭旁的輕便鐵路第一個上蓋物業海翠花園開始動工興建。（參見圖五）
- 1987年：屯門大會堂落成。屯門市廣場第一期住宅及商場10月開幕。
- 1988年9月18日：九廣鐵路公司旗下的輕便鐵路第一期通車，鐵路貫通屯門及元朗兩個新市鎮，海翠花園亦落成入伙。屯門市廣場第二期於12月開幕。同年良景邨和新圍苑開始入伙，次年田景邨和建生邨入伙。
- 1989年12月21日：屯門中央圖書館啟用，配合地方圖書館，如友愛邨公共圖書館。
- 1990年3月8日：屯門醫院啟用。
- 1992年：輕便鐵路第2期建成通車。
- 1992年4月－1993年4月 屯門色魔在大約一年的時間內，於屯門區多次犯下強姦、搶劫和謀殺罪行，使女性居民提心吊膽。及後警方加強該區保安；亦有居民自發組成自衞巡更隊[4]。
- 1993年：香港黃金海岸酒店落成。
- 1995年：嶺南大學的校園由香港島的司徒拔道遷址至屯門虎地。
- 1997年1月1日：首次在荃灣和屯門除夕煙花匯演，於屯門黃金泳灘對開海面發放。
- 2000年3月21日：獲世界衛生組織正式確認為安全社區，是全港首個安全社區[6]。
- 2003年12月20日：九廣鐵路公司旗下的九廣西鐵（現屬屯馬綫）正式通車。
- 2007年7月1日：深港西部通道正式通車。
- 2015年2月8日、3月8日：分別爆發光復屯門和遊覽完上水去屯門，不滿香港境內水貨客問題對民生造成滋擾，兩宗為區內較大型社會運動。
- 2016年8月22日：香港珠海學院遷入屯門新校舍及啟用。
- 2019年7月6日、9月21日：屯門公園衛生關注組發起光復屯門公園活動，抗議自2006年起公園內大媽們的噪音滋擾，儘管曾有眾多街坊投訴，但康文署十多年來都沒有作出相應措施[6]。
- 2020年12月27日：屯門至赤鱲角連接路通車[6]。

## 行政區劃

### 區議會

屯門區徽，以「屯」字構圖

屯門區議會是香港的區議會之一，共有32名議員，其中民選議員6名、地區委員會界別議員12名、委任議員13名及當然議員1名。區徽為翠綠色方形圖案，中間有中文「屯」字圖案，外圍兩邊有類似中文「門」字簡化後的兩邊，表示「屯門」兩字。而「屯」字亦造成一個「T」字，指「屯」的英語「Tuen」的首個字母。
屯門區議會負責就該區的社區設施、衞生環境、運輸及交通、房屋政策及居住環境改善等事宜，向政府反映意見。
第七屆屯門區議會现有32名議員，全部屬於建制派陣營。現時屯門區議會主席由屯門民政事務專員關可臨先生兼任，秘書長則由屯門民政事務處高級行政經理（區議會）劉振輝先生兼任。

### 民政事務專員
現任屯門區民政事務專員為關可臨先生，於2023年6月26日接替馮雅慧出任該區專員。

#### 歷任屯門民政事務專員
- 陳子敬 先生（任期：至1998年1月4日）
- 王國彬 先生（任期：1998年1月5日-2000年8月6日）
- 林國強 先生（任期：2000年8月7日-2003年8月24日）
- 鍾少騰 先生（任期：2003年8月25日-2008年3月7日）
- 張國財 先生（任期：2008年3月8日-2012年5月6日）[來源請求]
- 劉淦權 先生（任期：2012年5月7日-2016年1月24日）
- 馮雅慧 女士（任期：2016年1月25日-2023年6月25日）
- 關可臨 先生（任期：2023年6月26日至今）

### 統計資料
根據2021年的人口普查資料，屯門區的人口資料如下：
| 人口特徵 - 人口： 506,879 人 - 15歲以下： 10.7% - 15至24歲： 7.6% - 25至44歲： 30.1% - 45歲至64歲： 32.3% - 65歲及以上： 19.3% - 年齡中位數： 46.1 歲 - 十五歲及以上從未結婚人口比例 - 男性： 31.0% - 女性： 24.8% 教育 - 15歲及以上人口具專上教育程度比例： 28.8% 勞動人口特徵 - 勞動人口： 265,678 人 - 勞動人口參與率 - 男性： 66.3% - 女性： 52.0% - 合計： 58.7% - 工作人口每月主業收入中位數（不包括外籍家庭傭工）： 18,000 港元 | 住戶特徵 - 家庭住戶數目： 187,202 戶 - 家庭住戶平均人數： 2.6 人 - 家庭住戶每月收入中位數： 25,040 港元 房屋特徵 - 有家庭住戶居住的屋宇單位數目： 187,111 個 - 每個屋宇單位的平均家庭住戶數目： 1.000 戶 - 自置居所住戶在家庭住戶總數目中所佔的比例： 54.2% - 家庭住戶每月按揭供款及借貸還款中位數： 9,570 港元 - 按揭供款及借貸還款與收入比率中位數： 19.6% - 家庭住戶每月租金中位數： 1,610 港元 - 租金與收入比率中位數： 11.4% - 居所樓面面積中位數： 40 平方米 |

## 社區環境
屯門區初期以住宅及工業雙功能發展模式為主，並發展成一個以自給自足為理念的新市鎮，及後工廠北移中國大陸，區內就業職位減少，加上大部份人口由市區遷入，所以較多居民選擇於區外工作，今日的屯門區可謂以住宅用地為主的新市鎮，現時約有488,831人居住。

### 市中心
屯門市中心是特定劃定的範圍，集中區內主要設施，包括市鎮公園、大型表演場地、公共圖書館、主要政府辦公大樓、法院等等。

### 公共屋邨
新發邨是屯門區內首個落成的公共屋邨，於1971年落成，但在2002年底拆卸，原址興建港鐵屯馬綫屯門站交通接駁交匯處、私人住宅瓏門及V city商場。其後先後次序落成為：大興邨、三聖邨、友愛邨、安定邨、湖景邨、蝴蝶邨、山景邨、良景邨、田景邨、建生邨、寶田邨、富泰邨、龍逸邨、欣田邨、和田邨、菁田邨、顯發邨及業旺邨。截至2025年，屯門區內有18個公共屋邨：

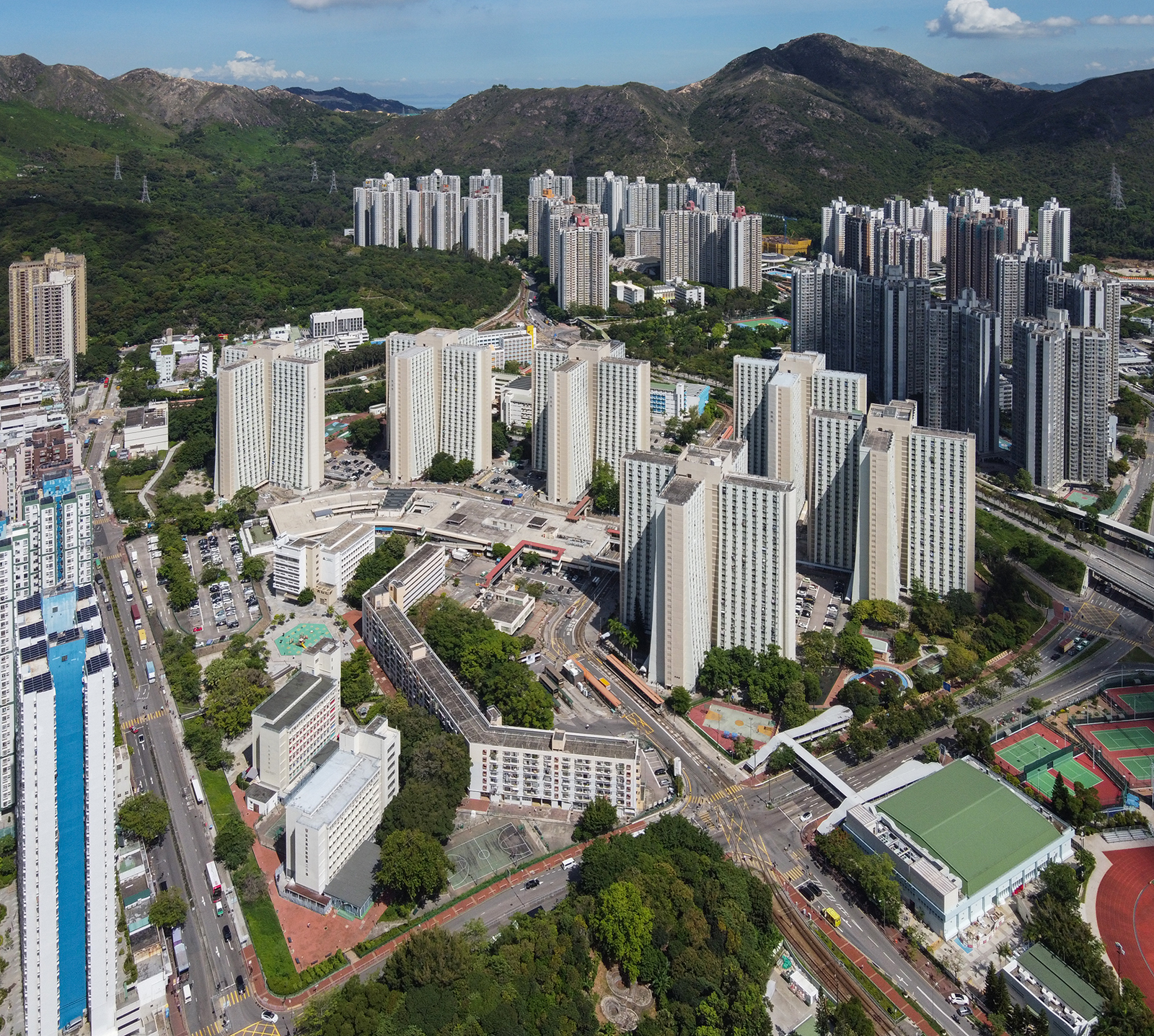
大興邨
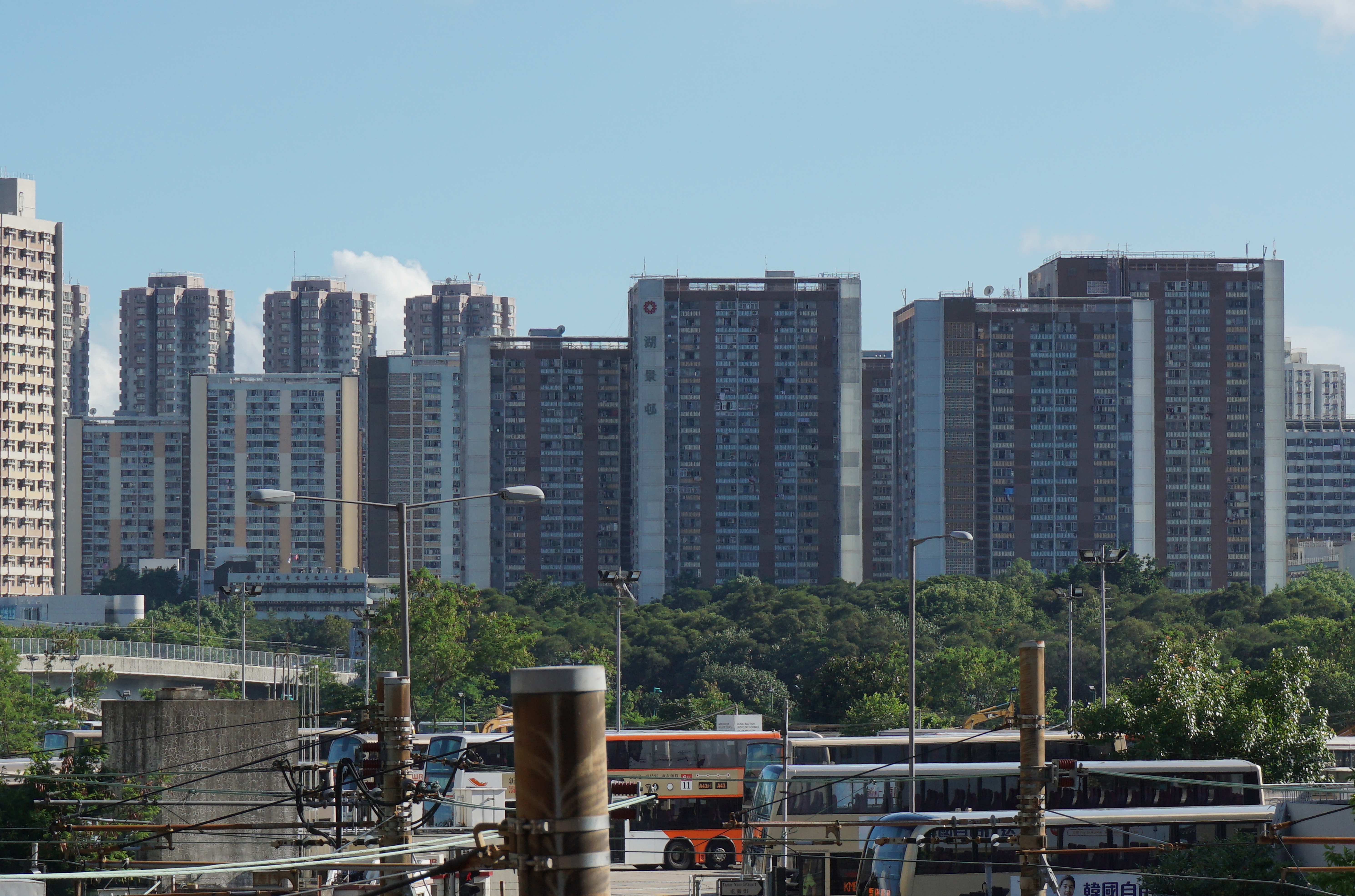
湖景邨
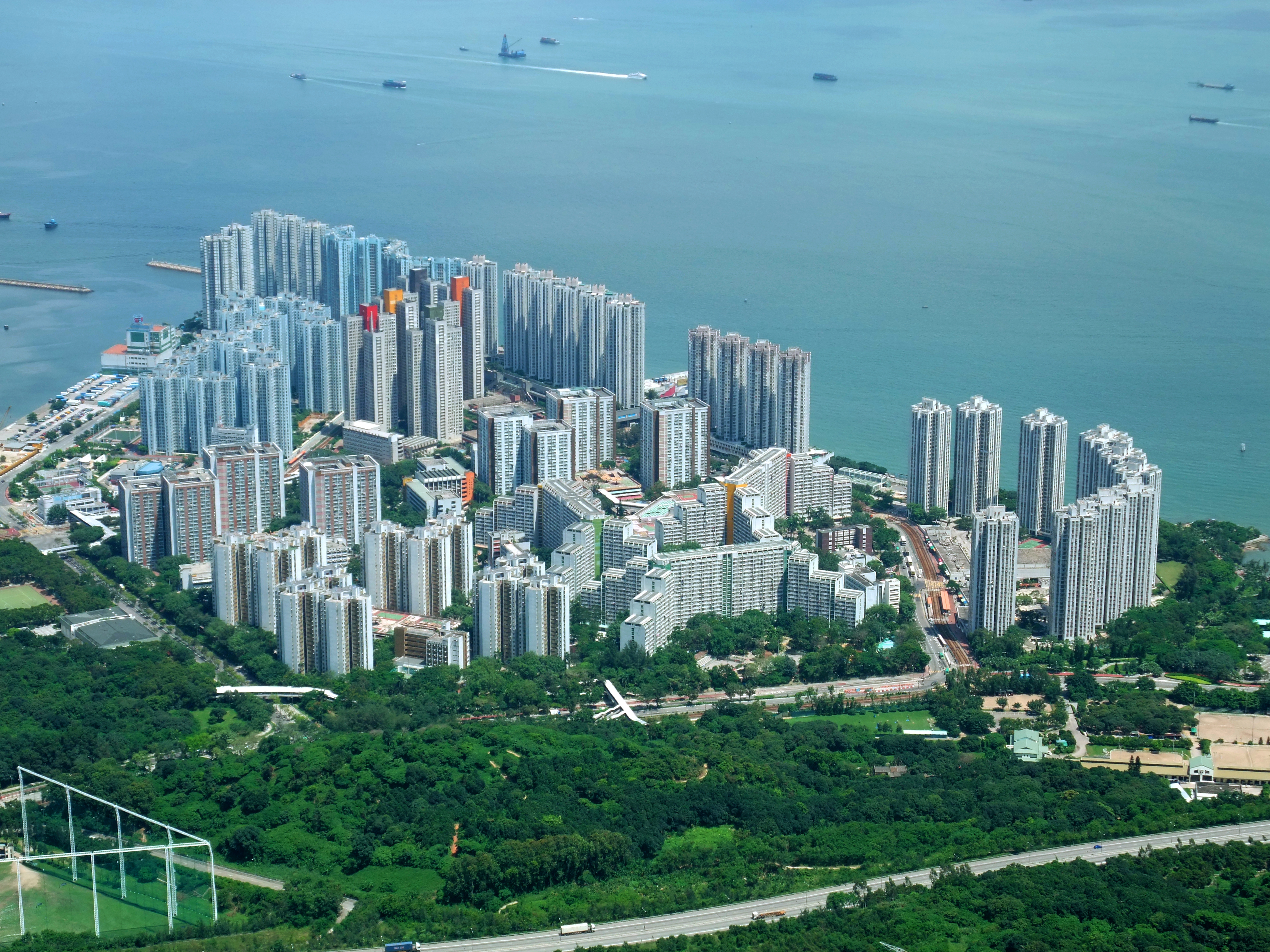
蝴蝶邨
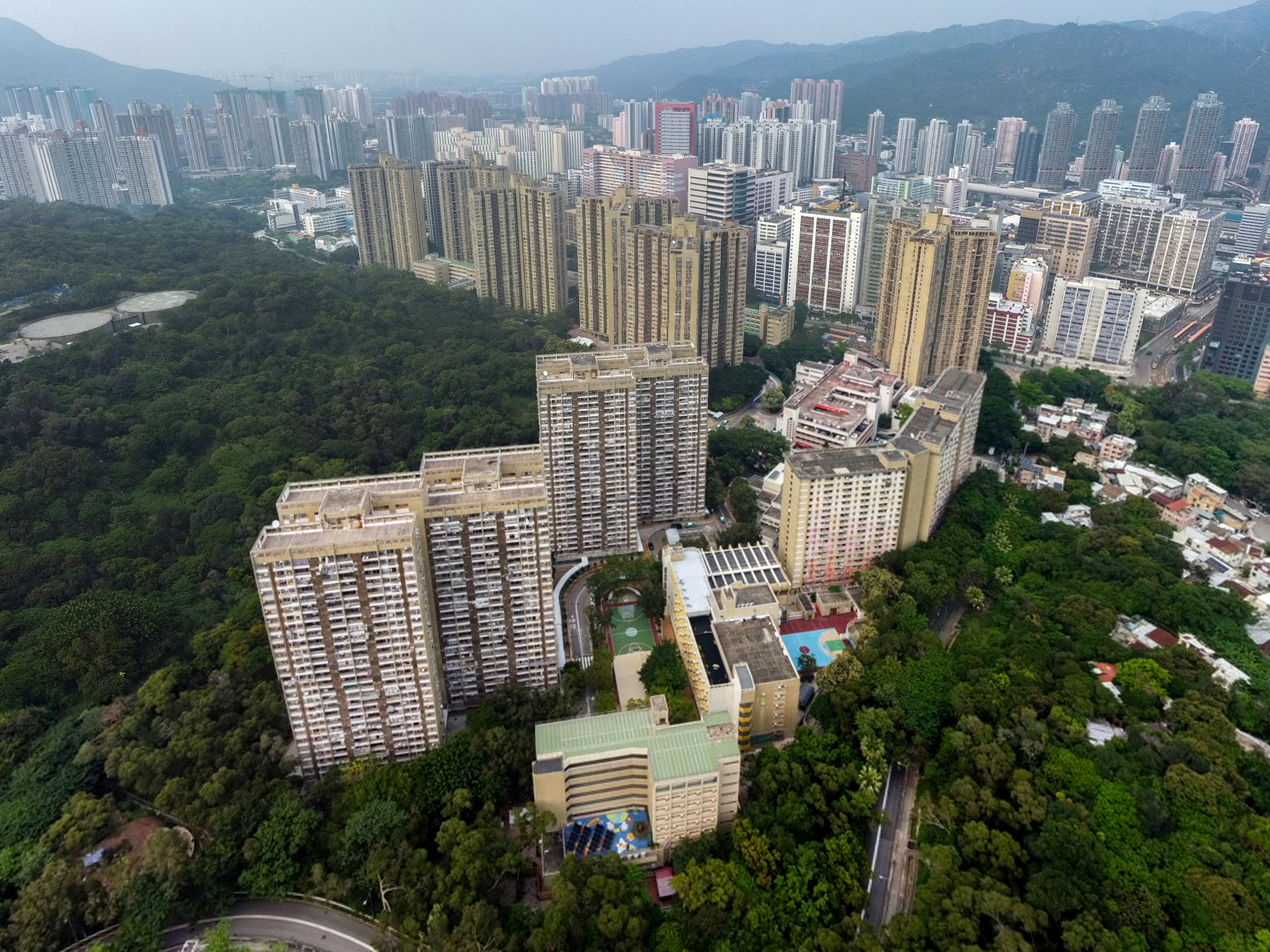
山景邨
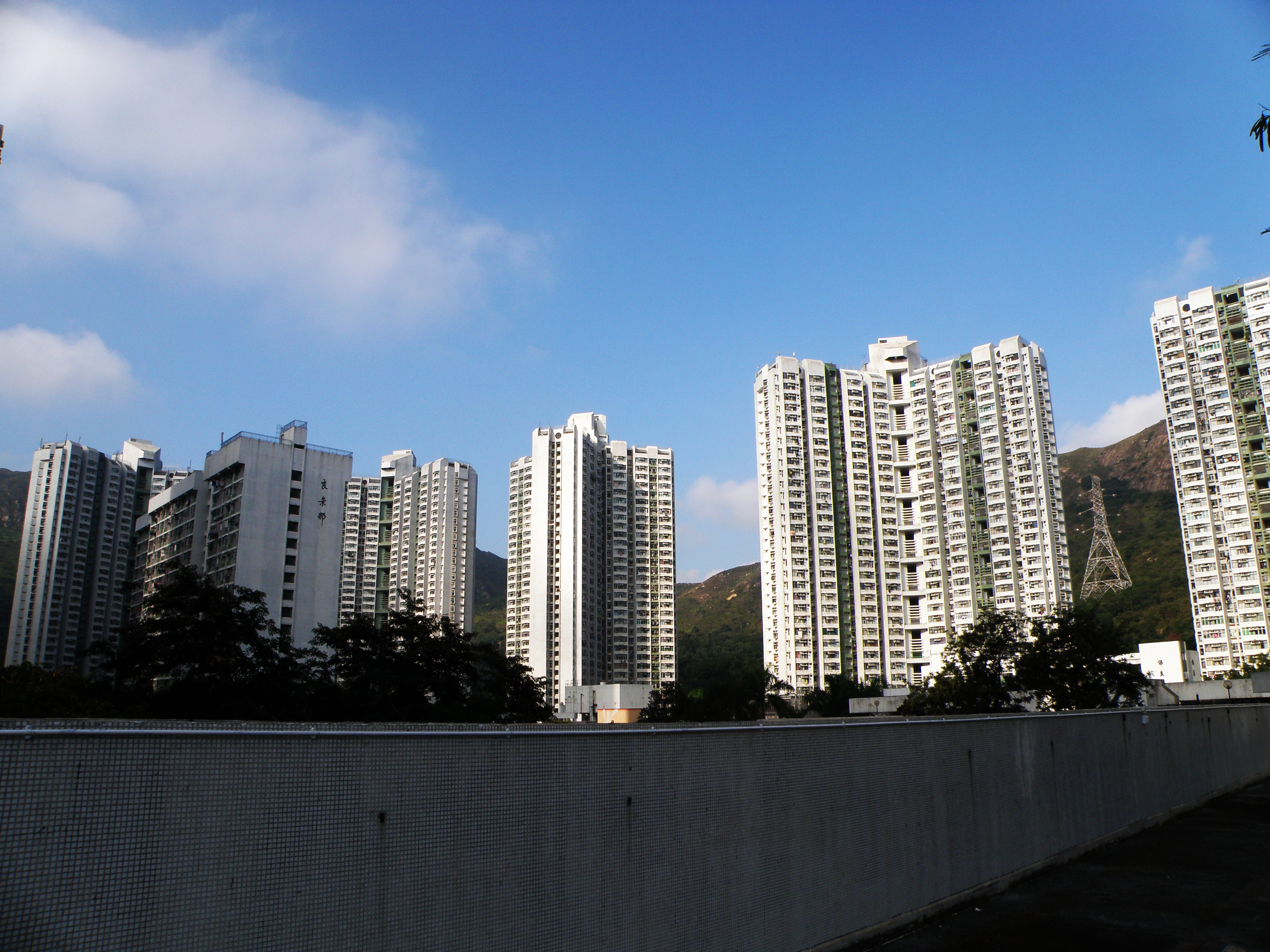
良景邨
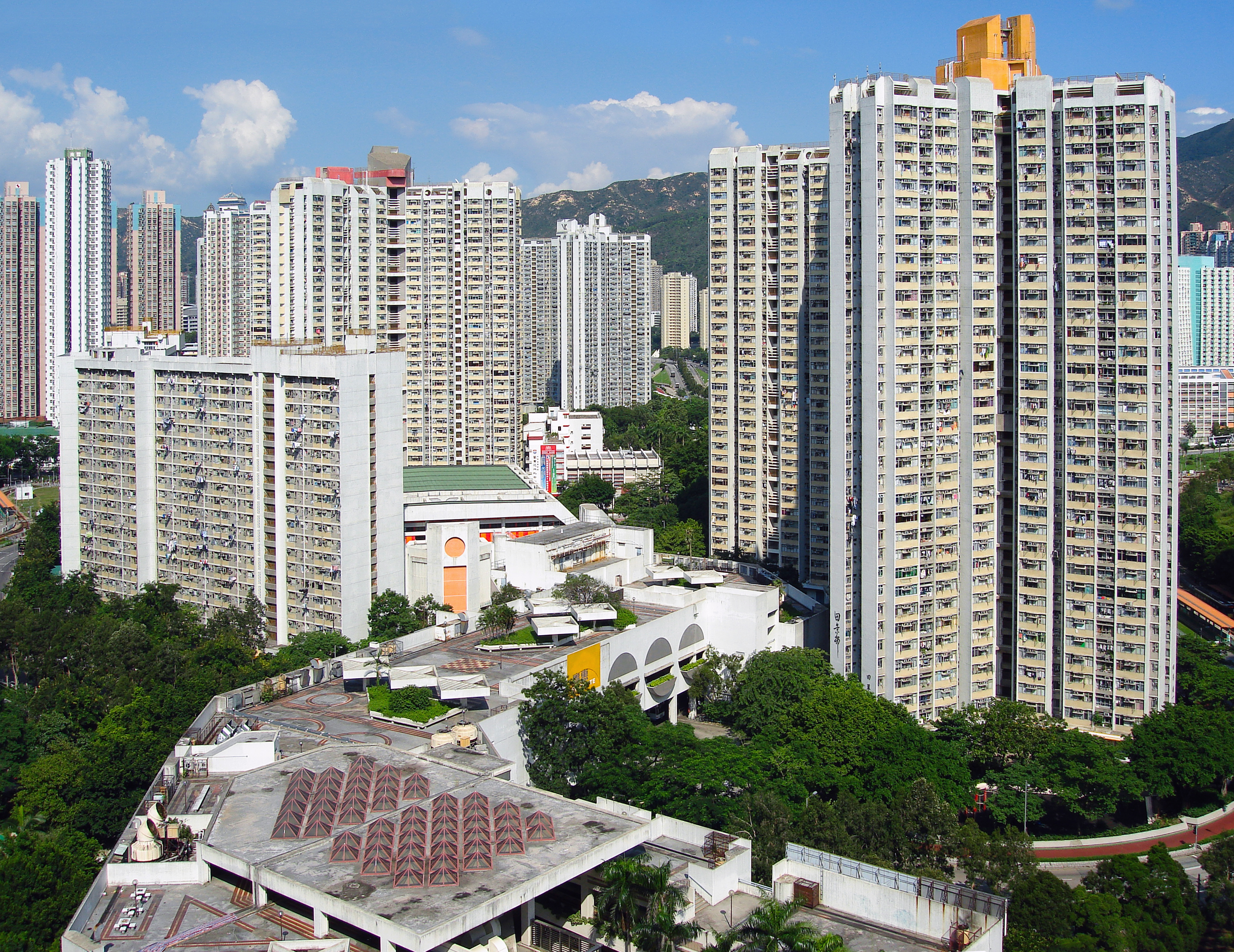
田景邨
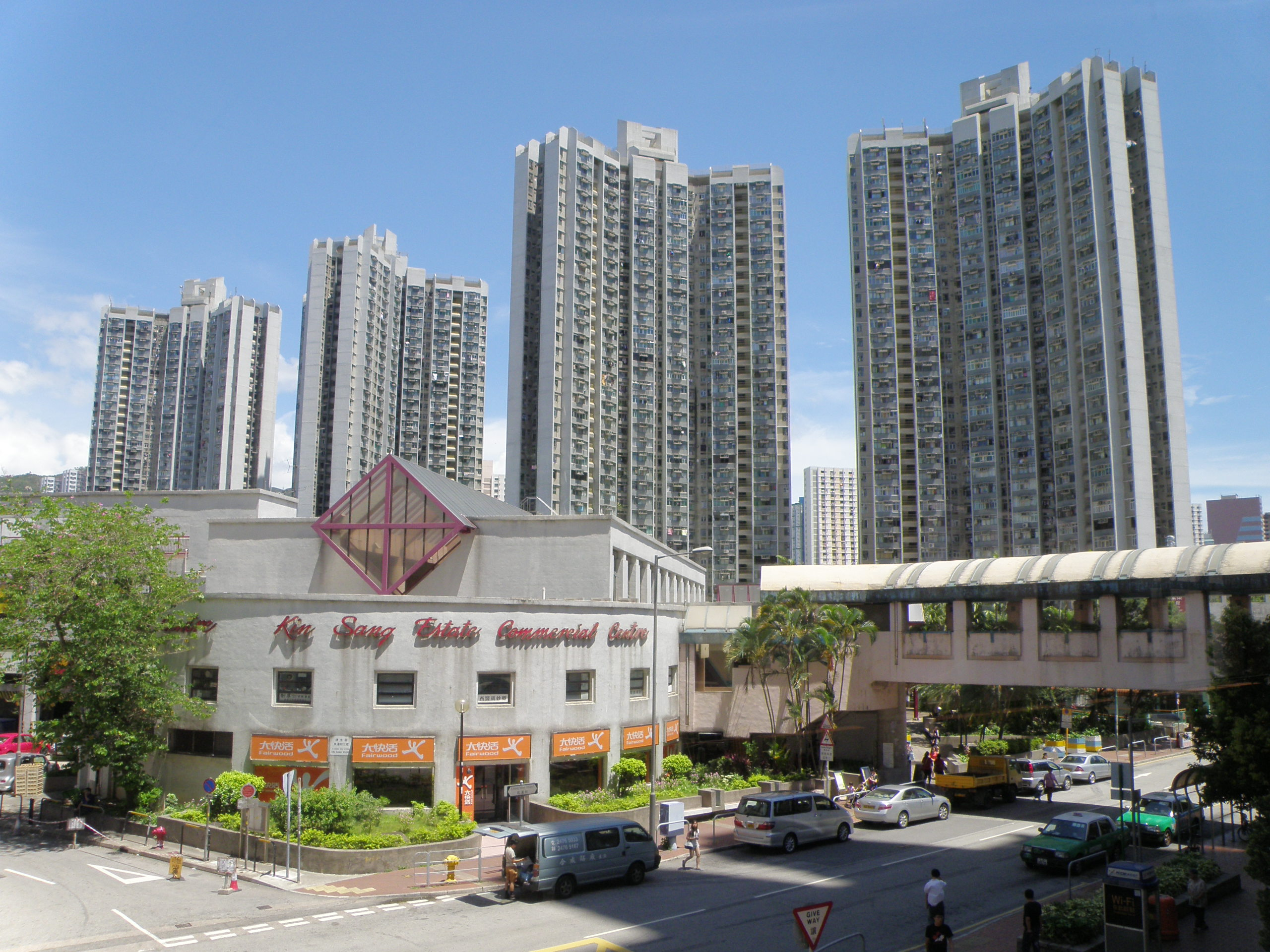
建生邨
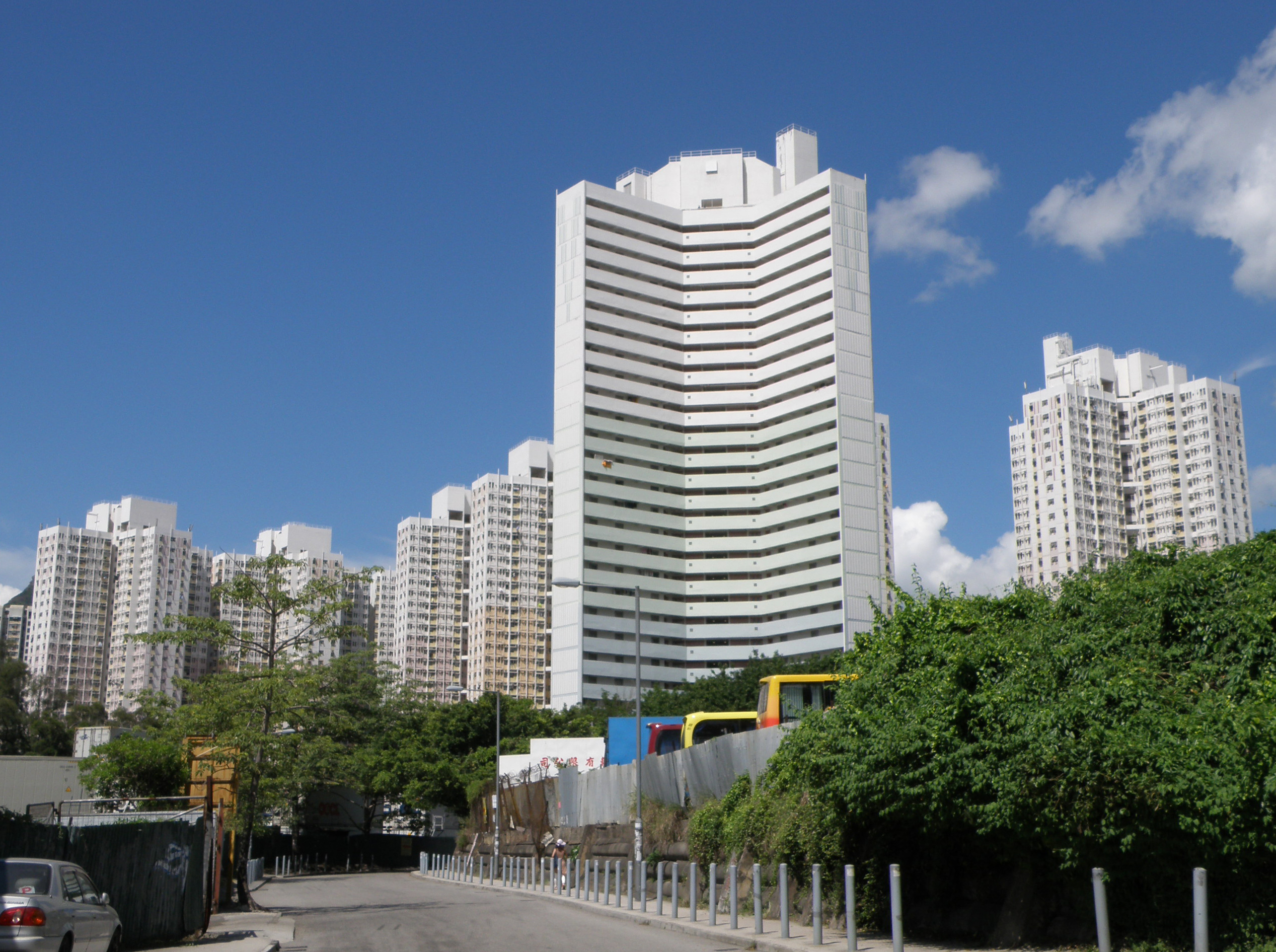
寶田邨
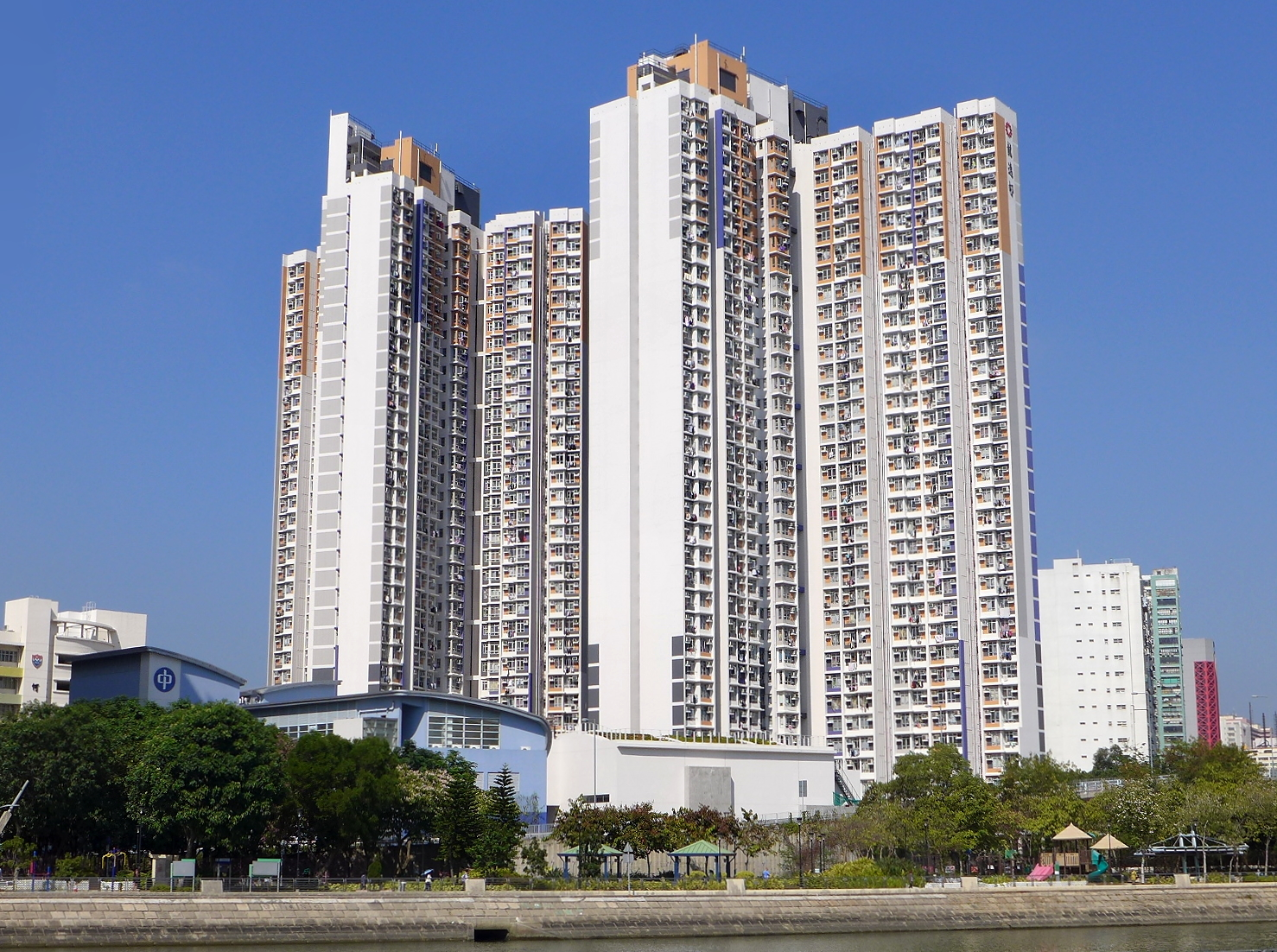
龍逸邨
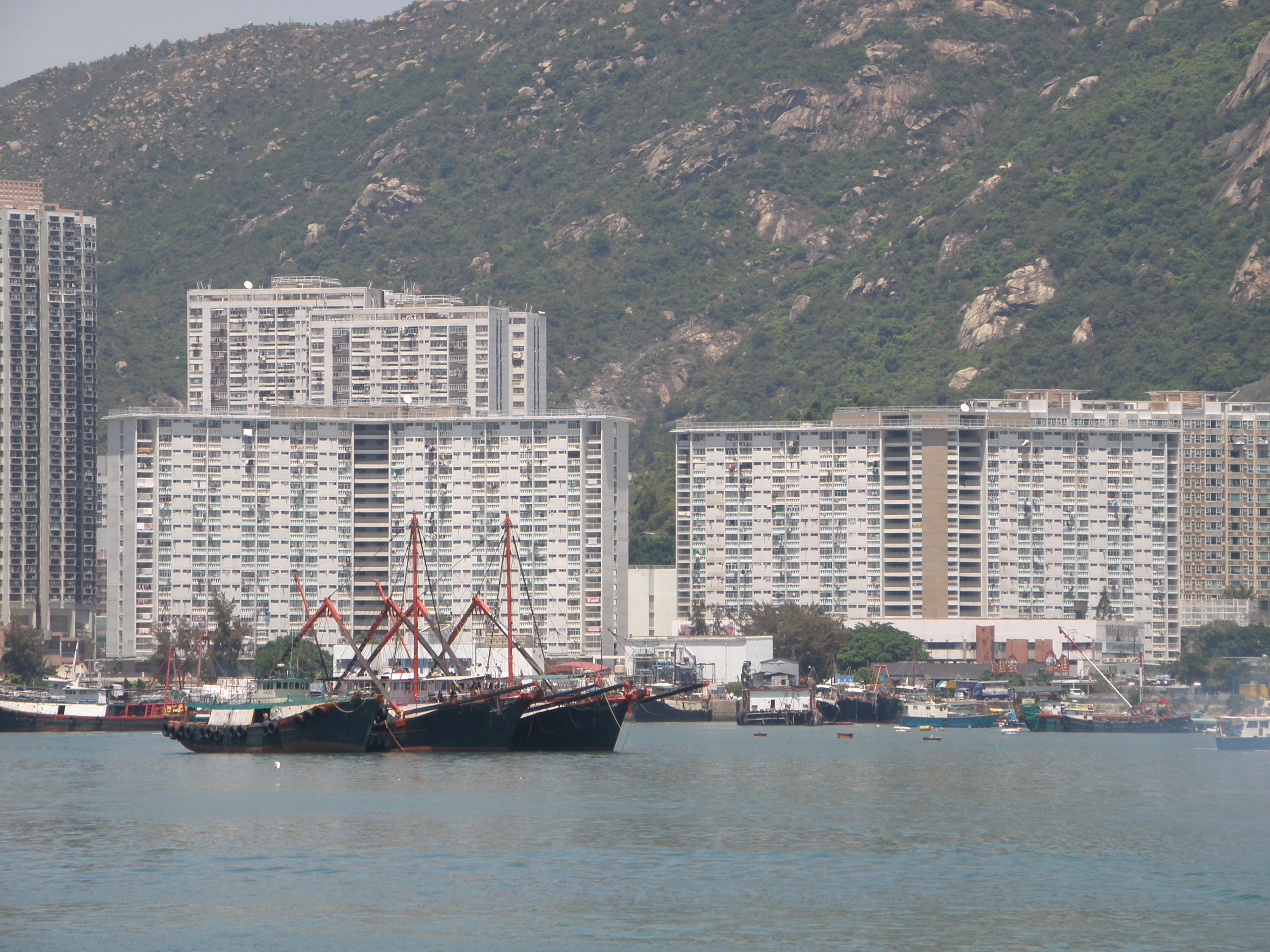
三聖邨
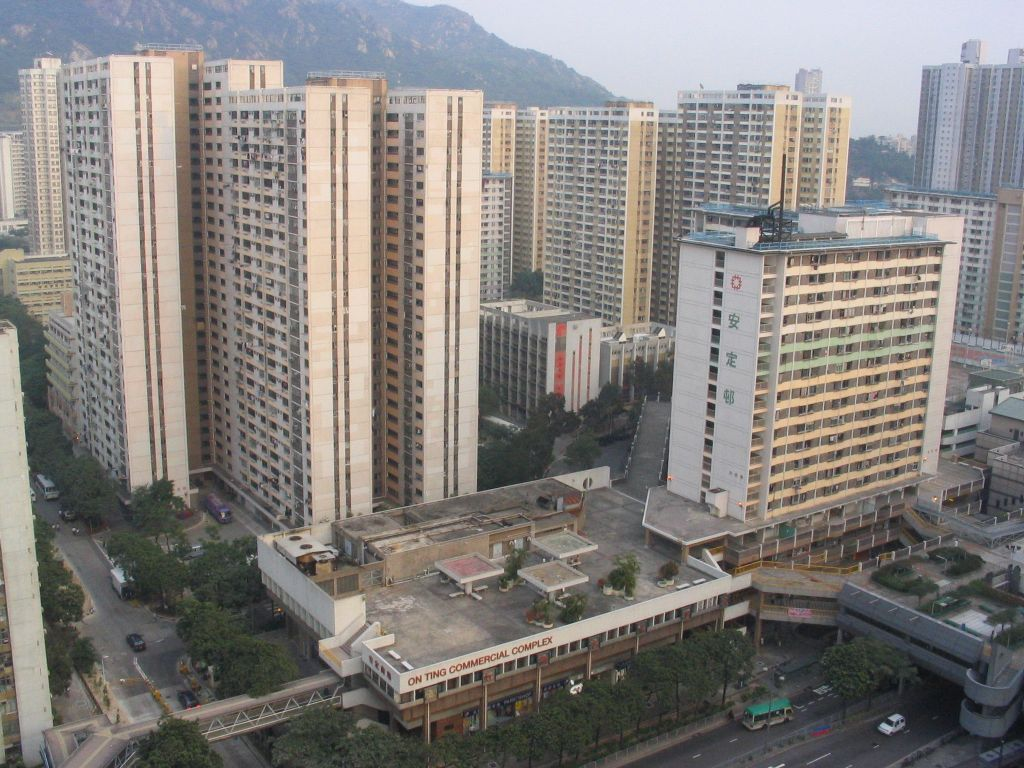
安定邨
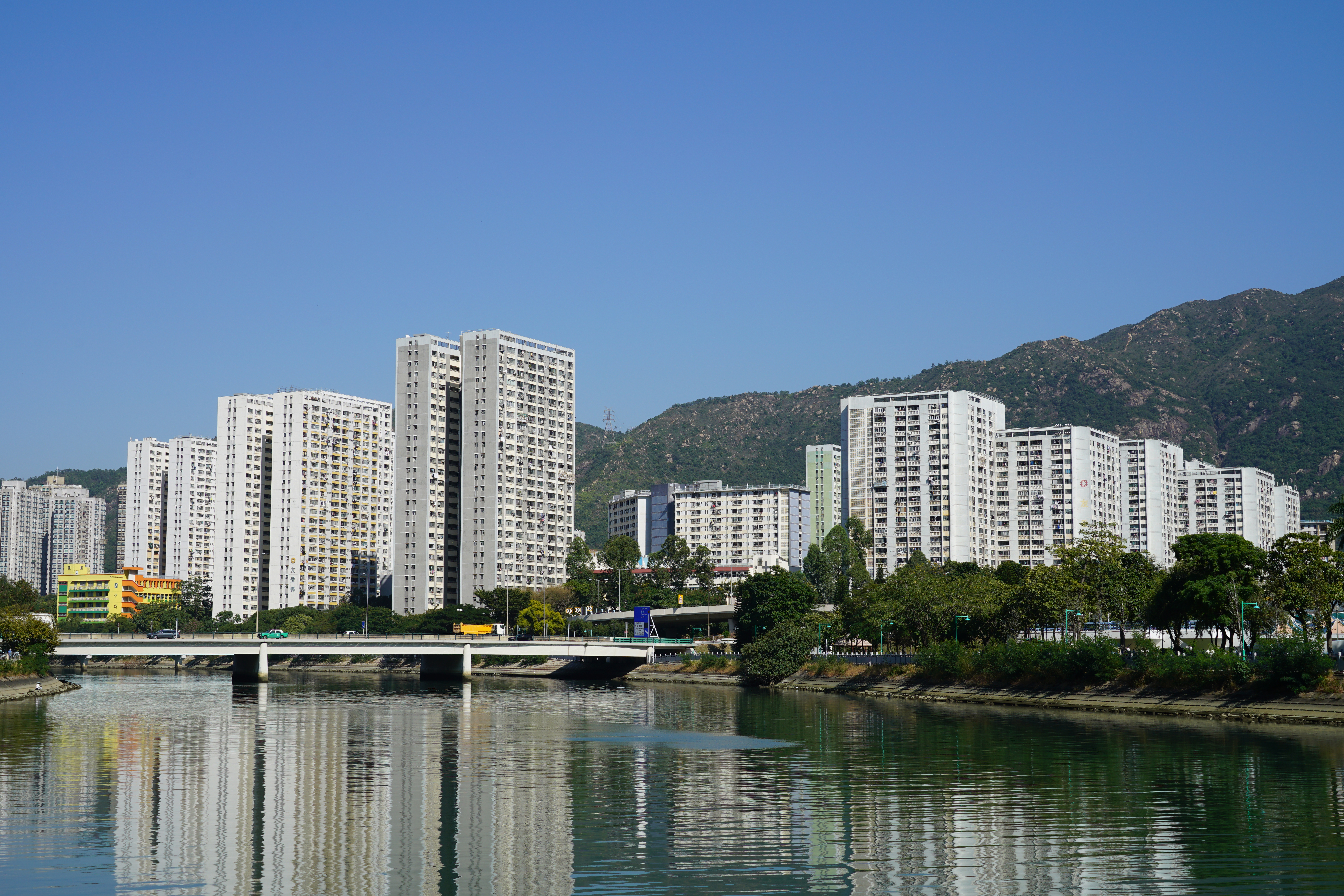
友愛邨
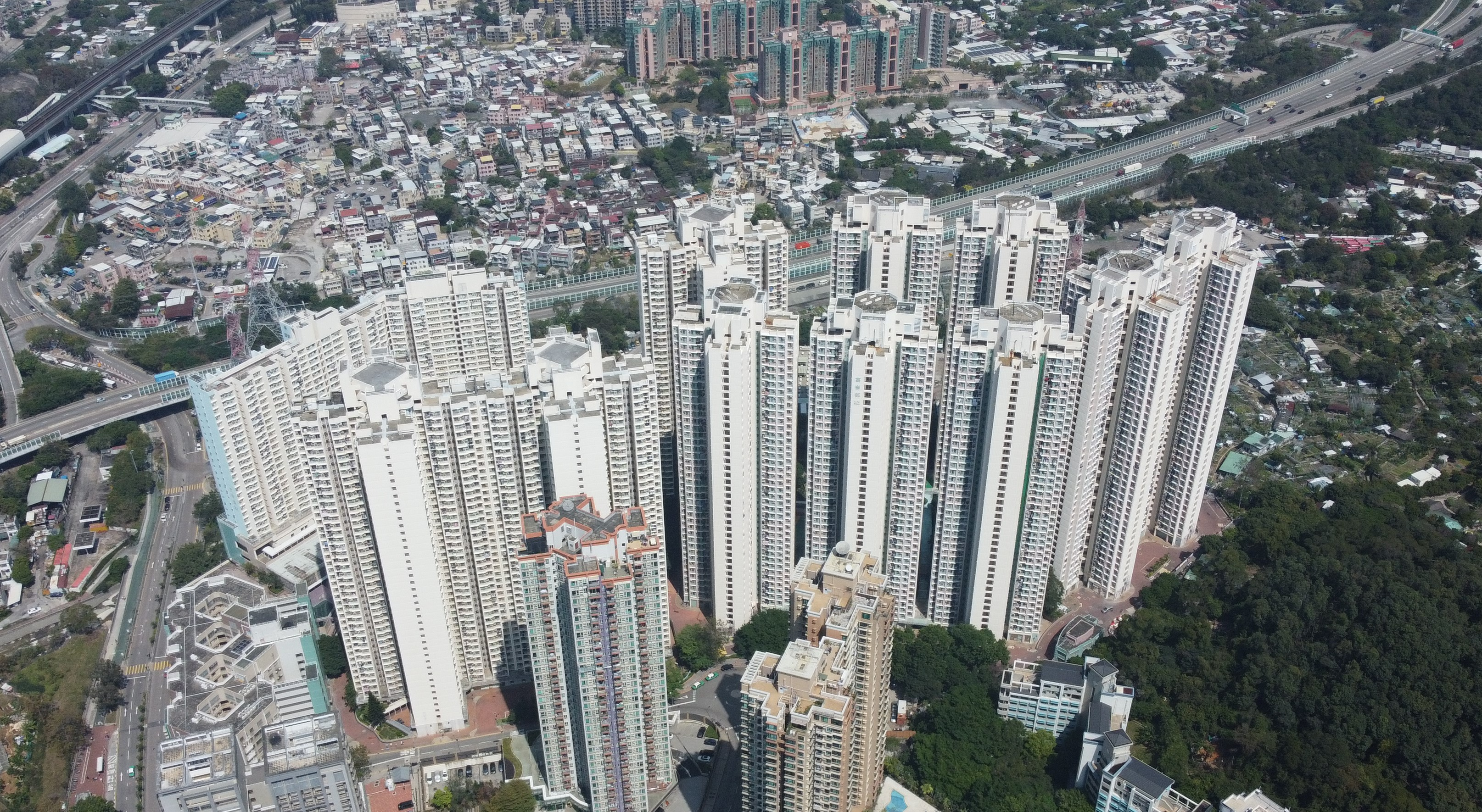
富泰邨
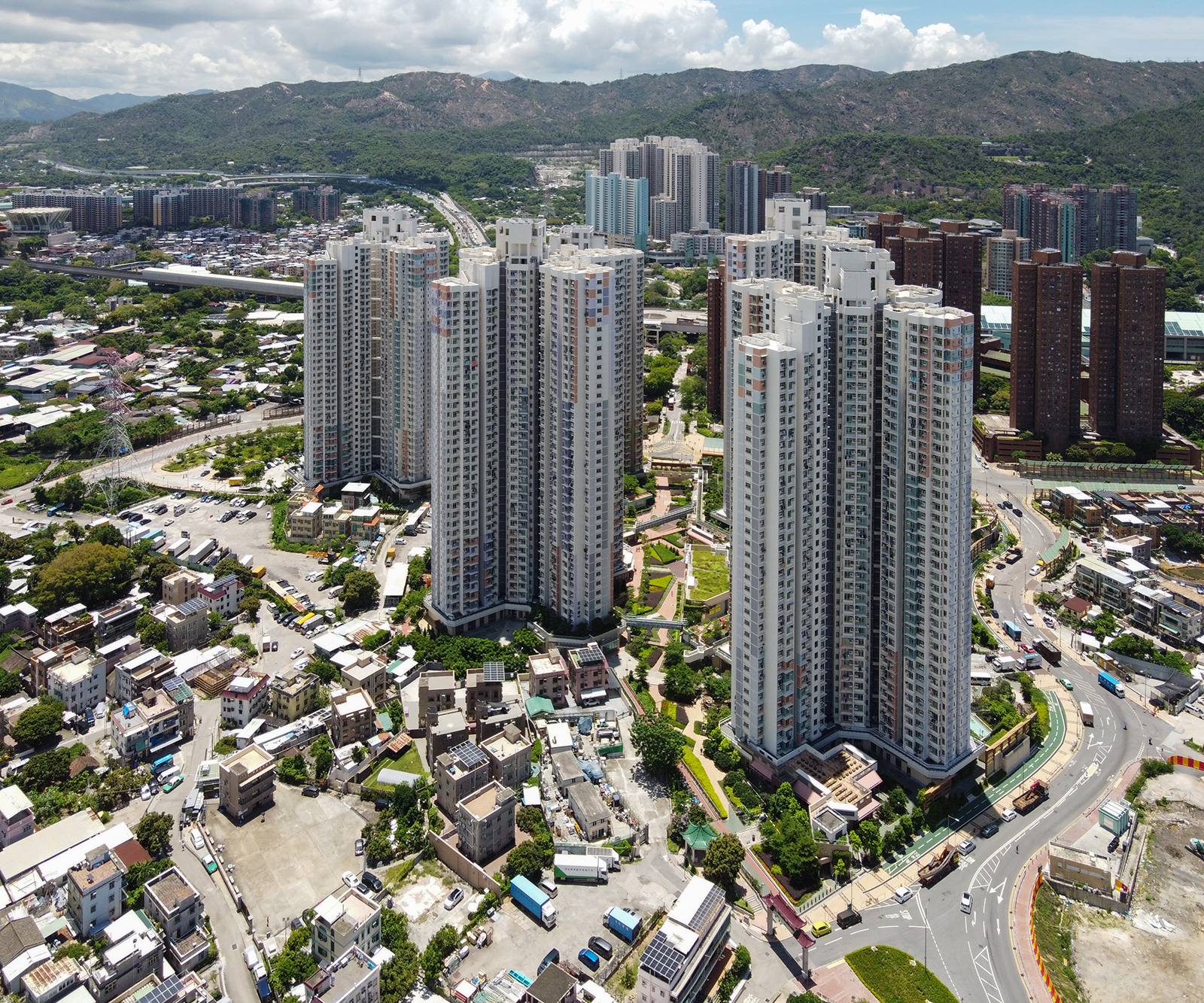
欣田邨
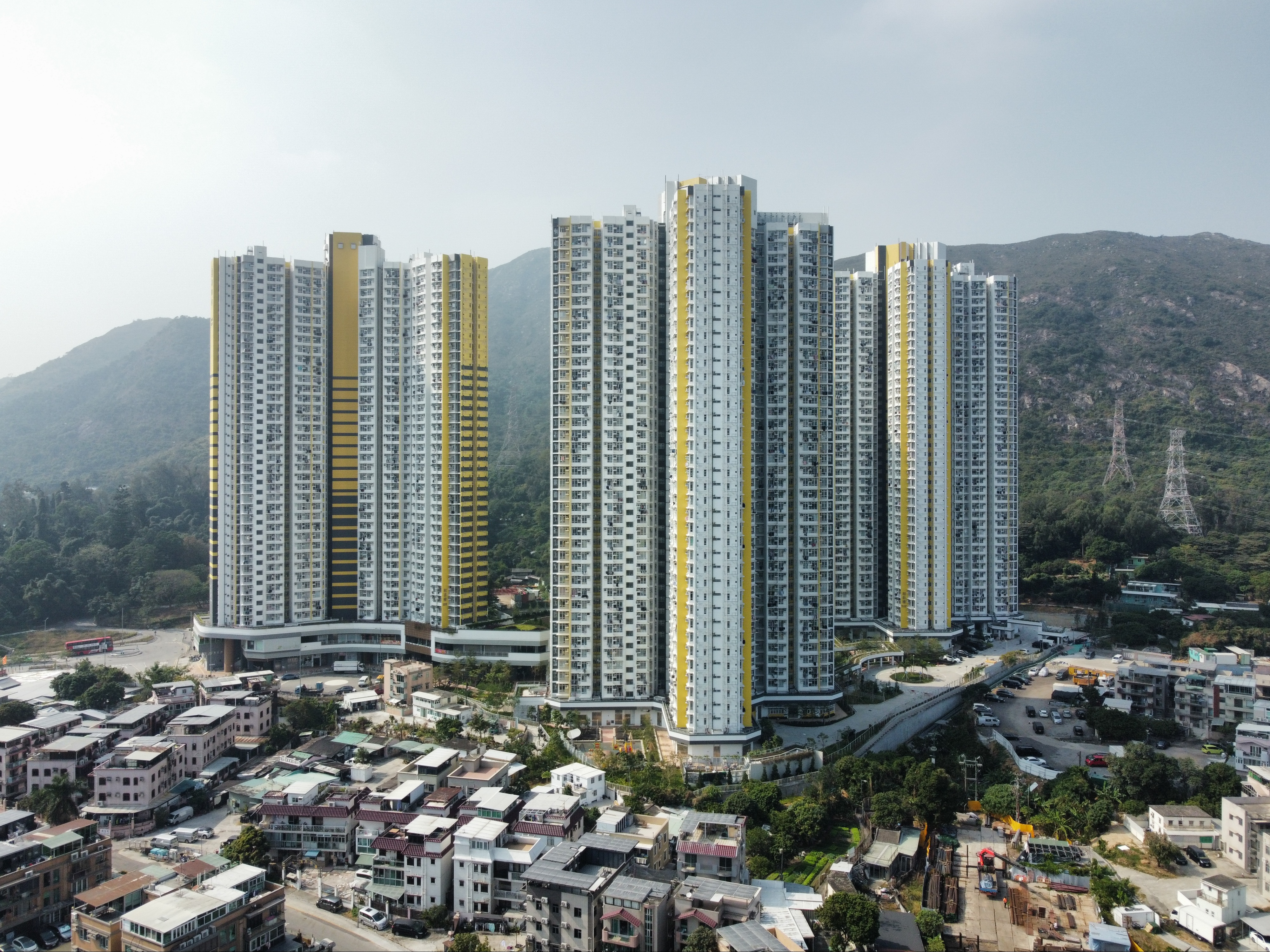
和田邨
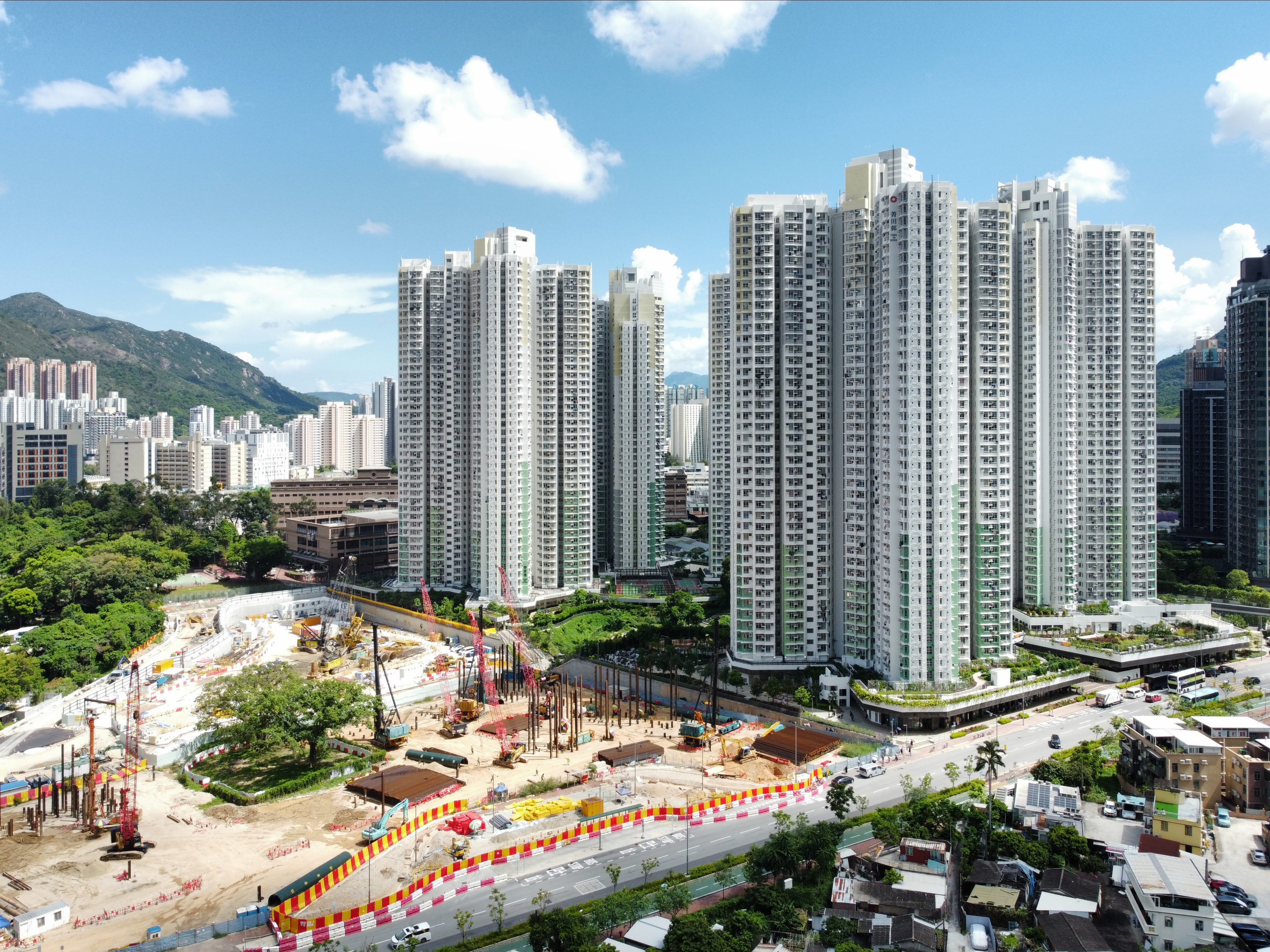
菁田邨
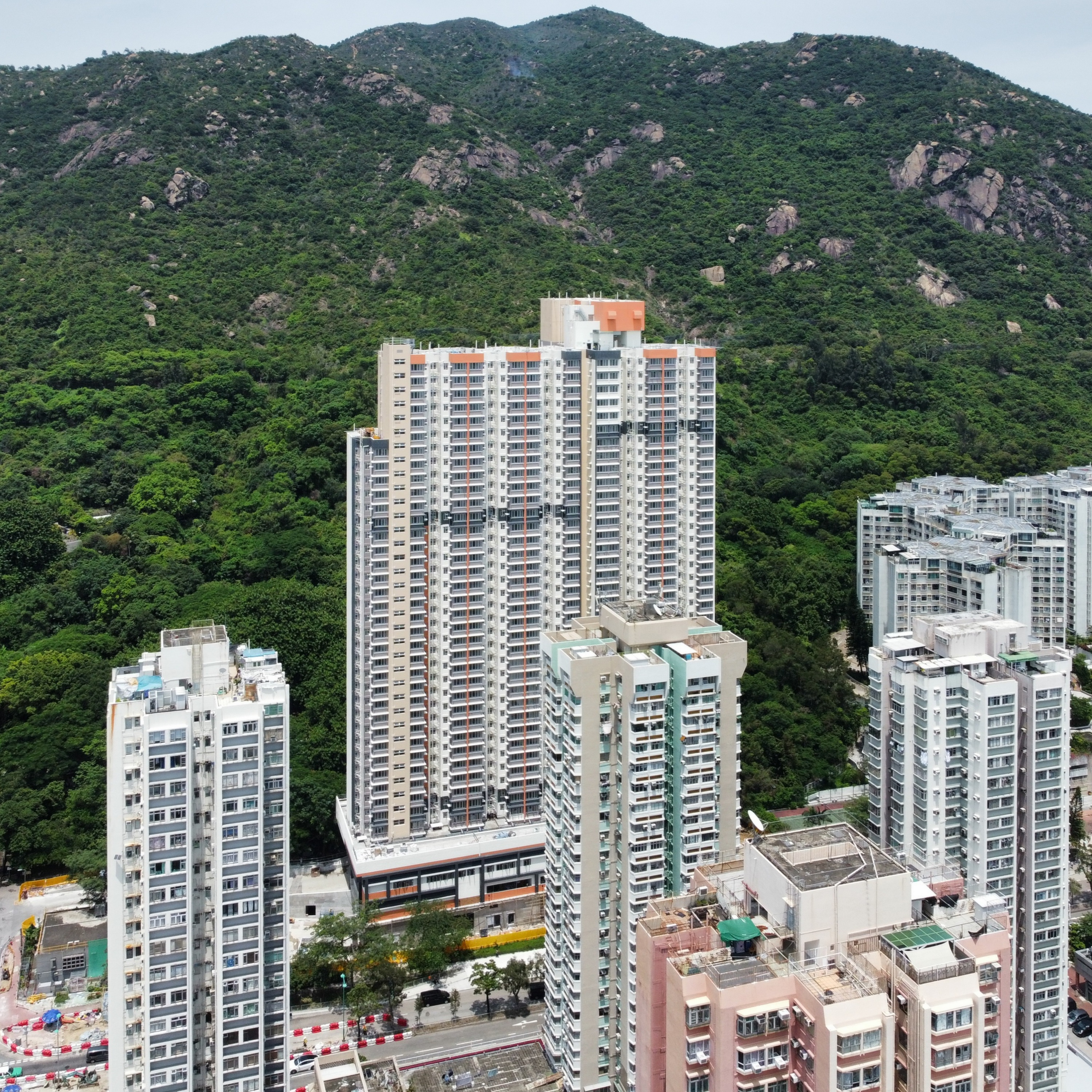
顯發邨
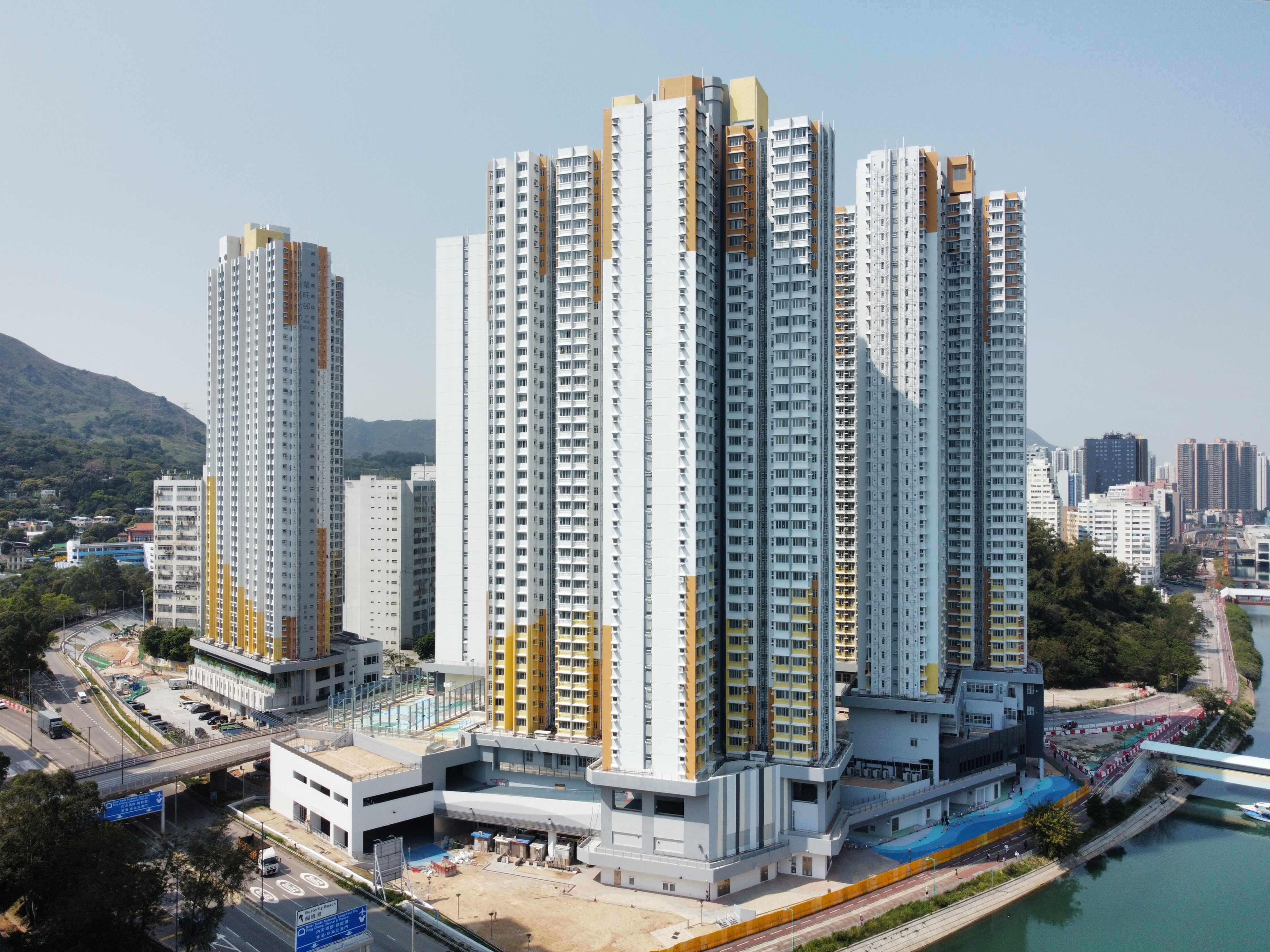
業旺邨

### 居者有其屋屋苑
截至2009年，屯門共有10個居屋屋苑及7個私人參建居屋屋苑。1982年起入伙的兆康苑擁有20幢樓宇，提供4,676個單位，是現時全香港住宅數目最多的居屋之一。部分屋苑，如兆邦苑、兆隆苑，實為單一大廈，而非有多座大廈的屋苑。居屋屋苑分別為：兆安、兆康、兆山、兆禧、新圍、兆畦、兆邦、兆隆、兆軒、兆麟、兆翠及兆湖苑。私人參建居屋有：置樂、景峰、澤豐、翠寧、悅湖山莊、龍門居及富健（以先後次序落成計），另有全香港唯一一個中等入息家庭房屋計劃屋苑美樂花園。

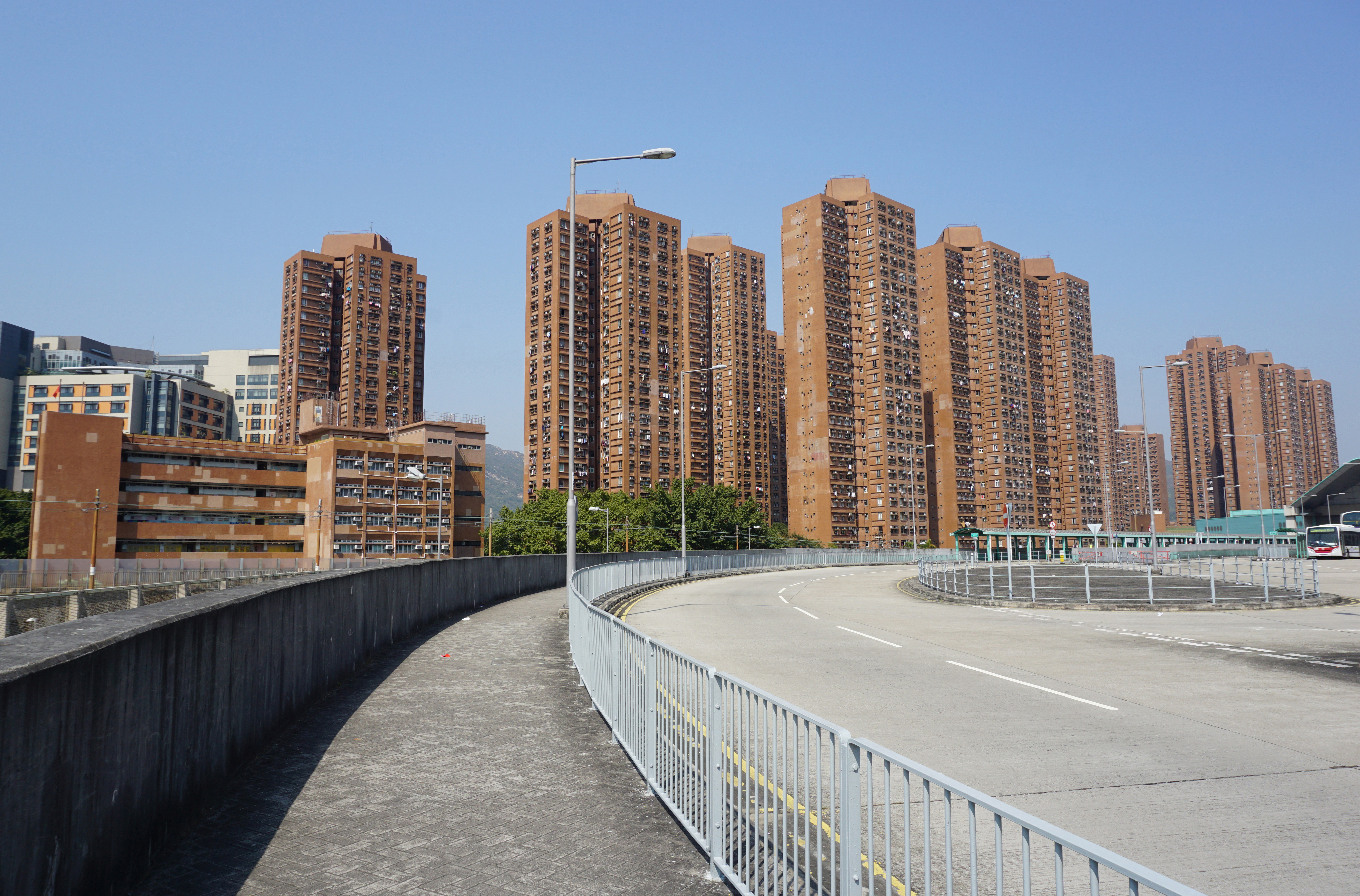
兆康苑
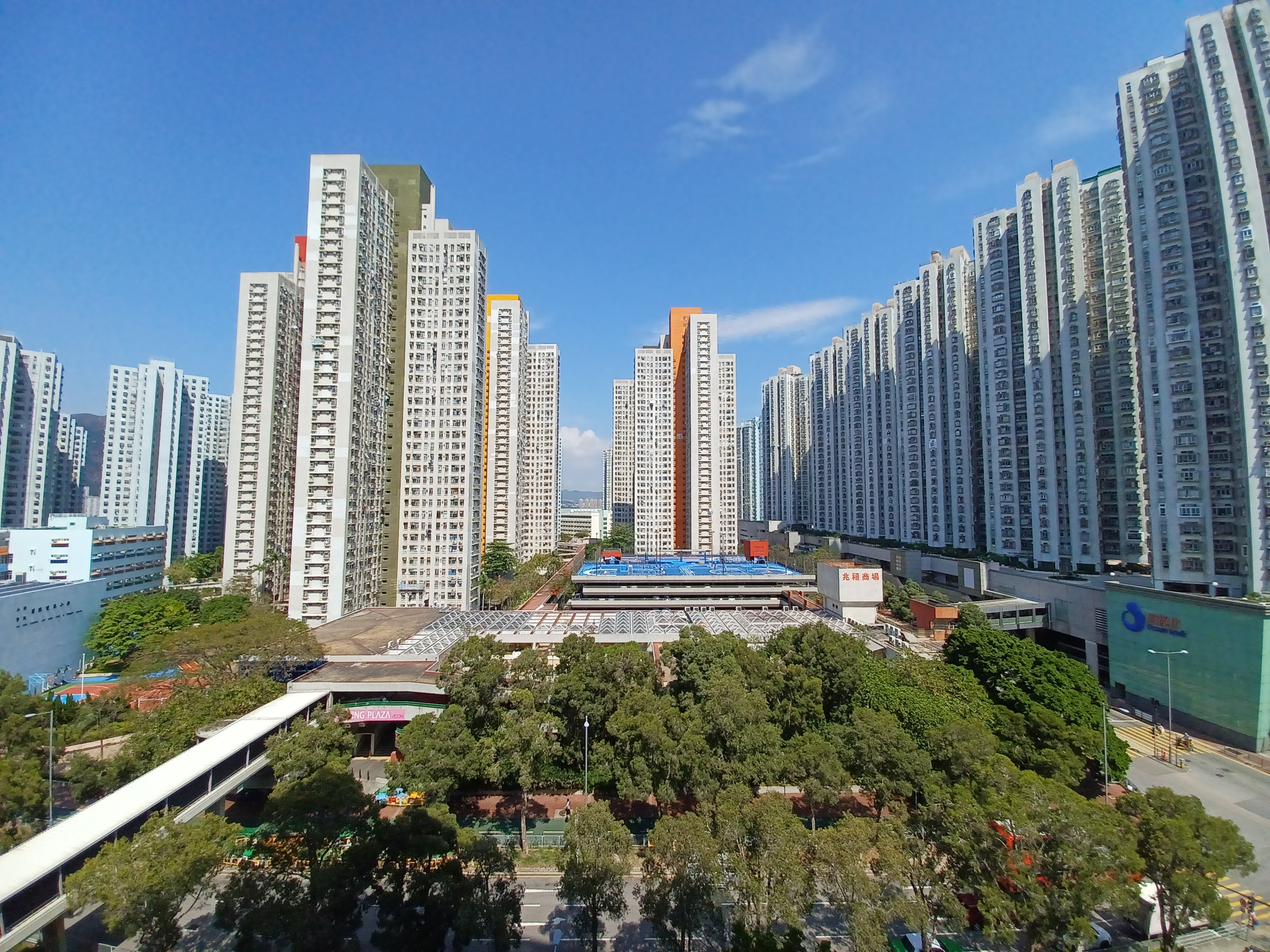
兆禧苑
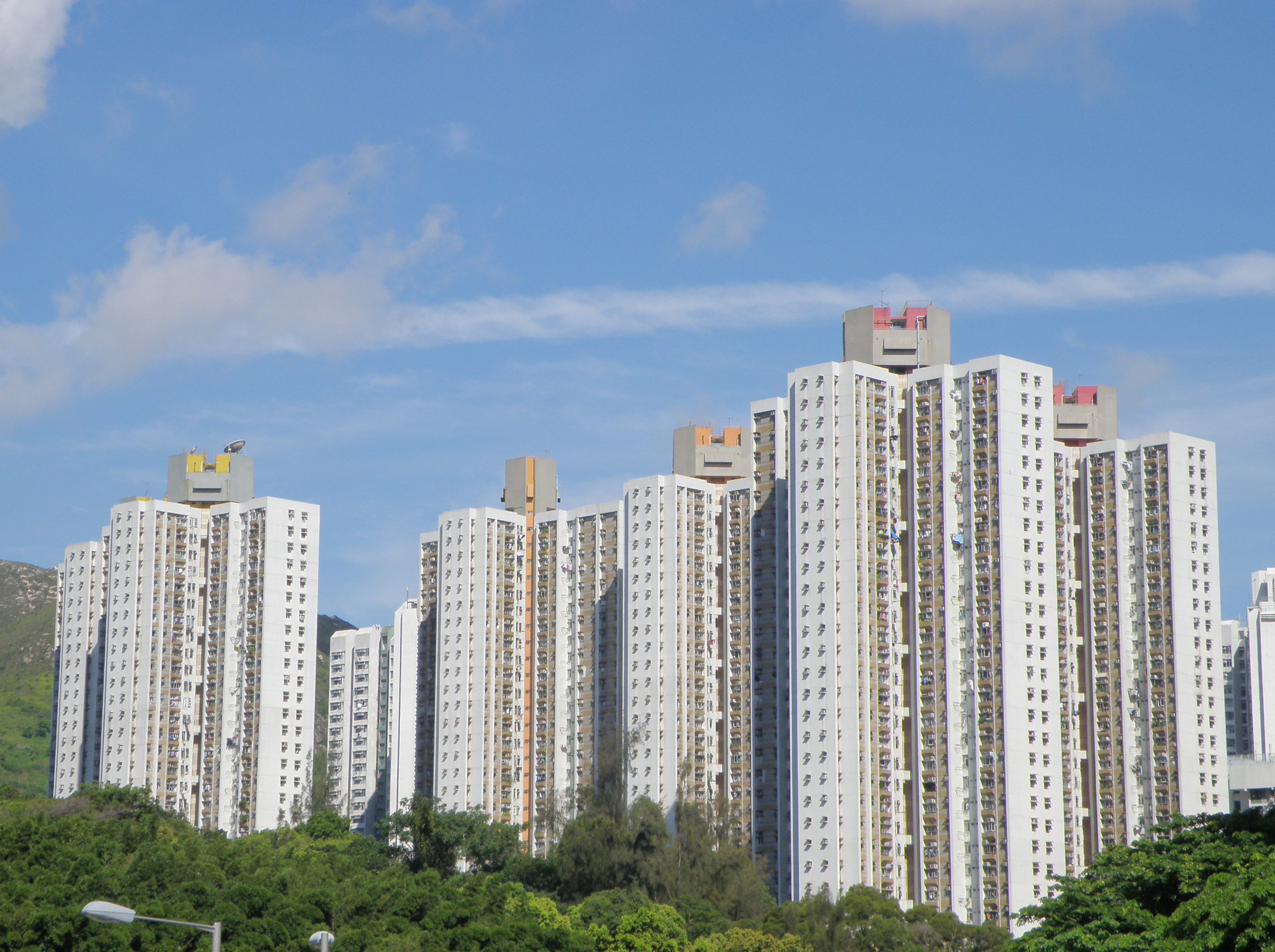
新圍苑
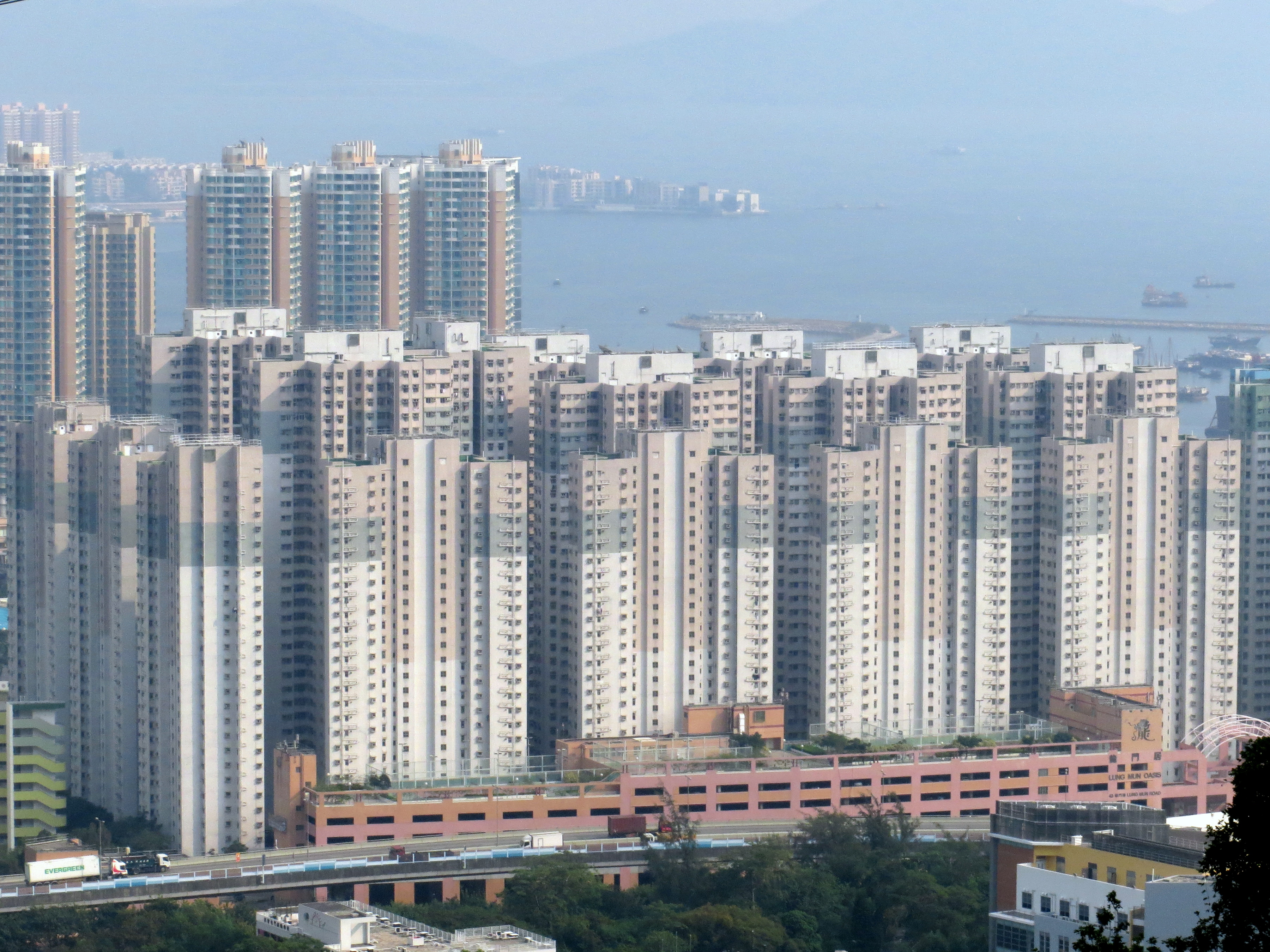
龍門居
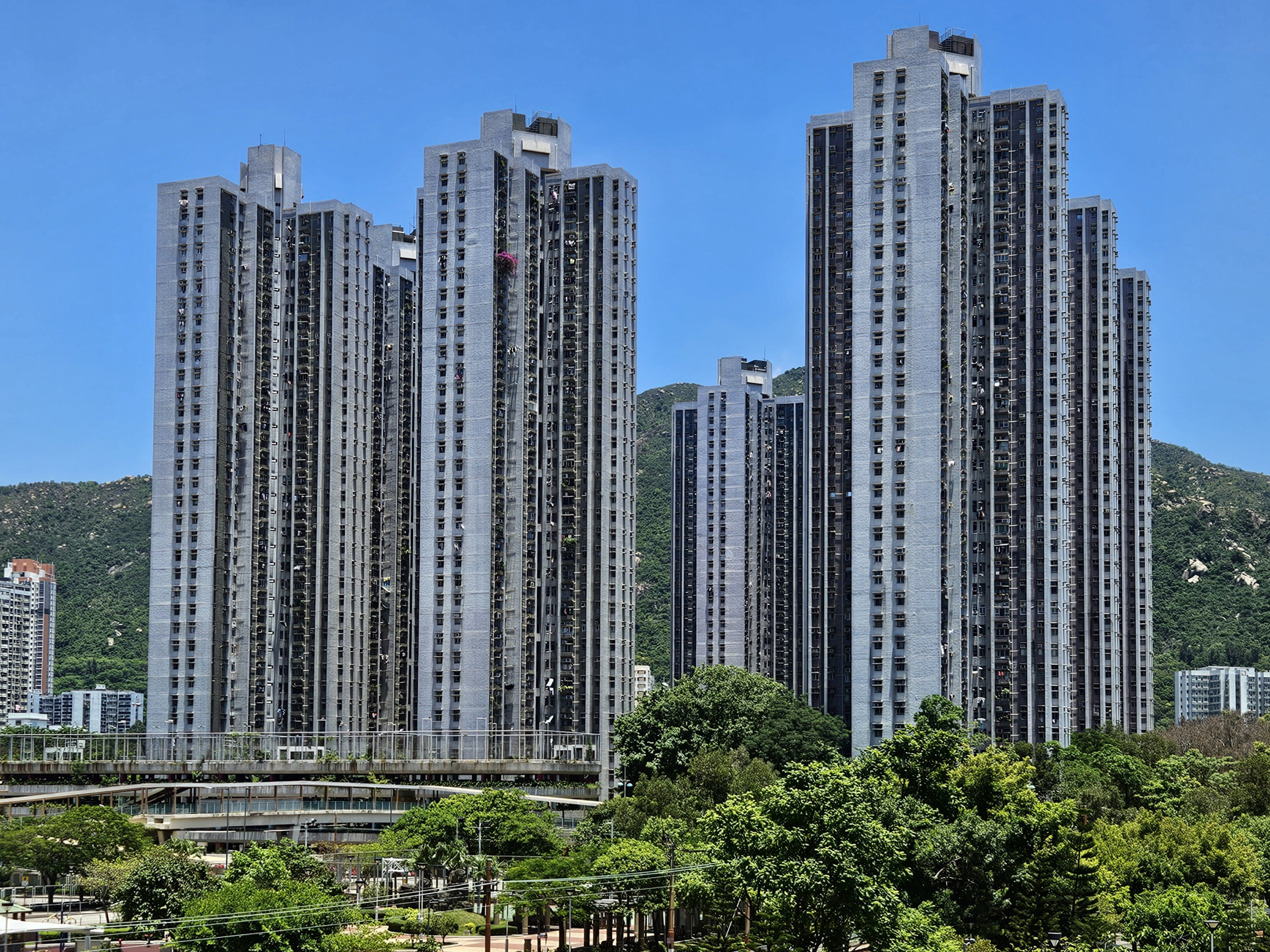
兆麟苑
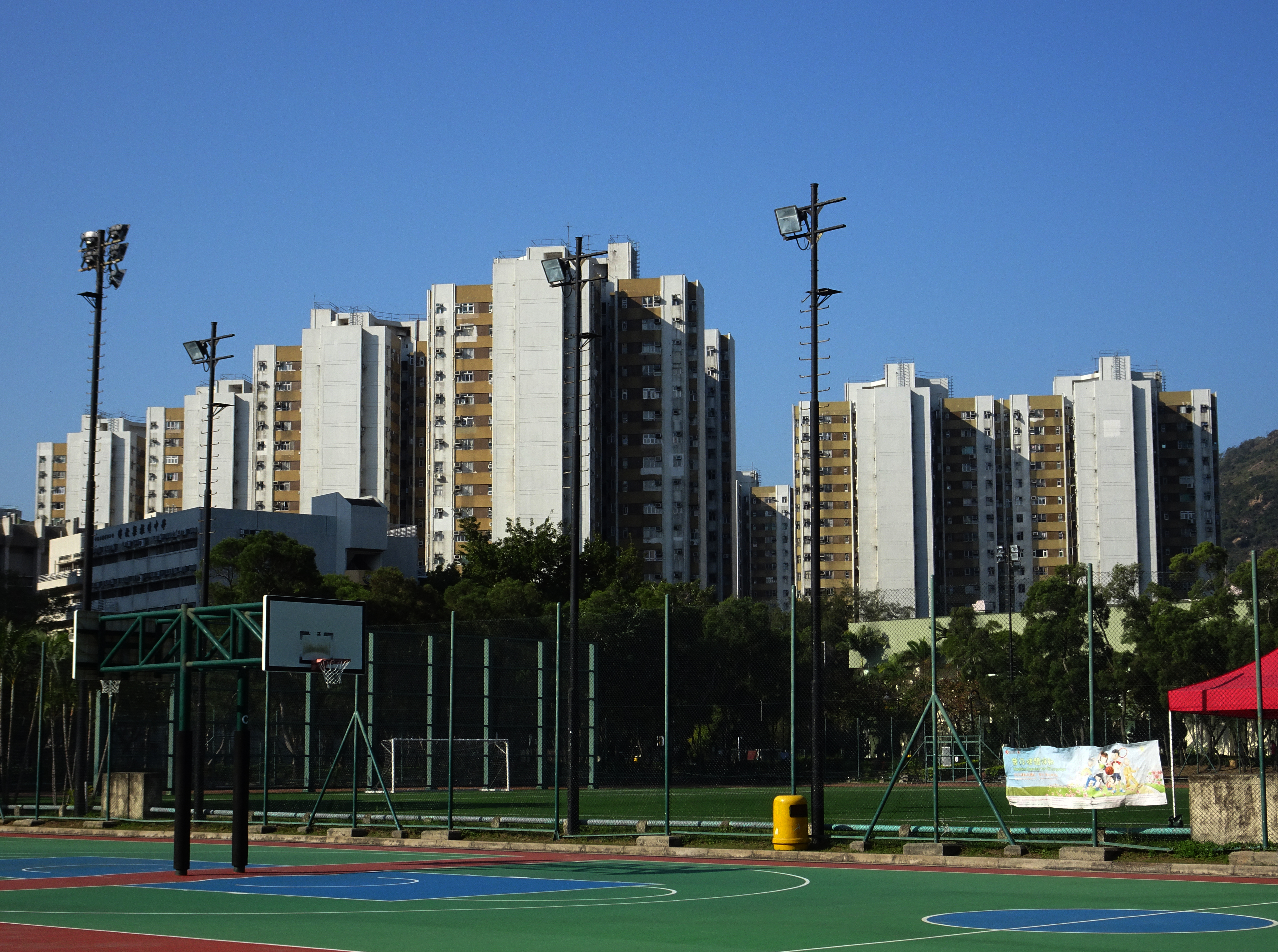
兆山苑

### 主要私人屋苑
屯門市中心的屯門市廣場最為出入市區最快最方便。此外沿海一帶的住宅，包括屯門碼頭及青山公路曾是屯門最貴的私人住宅區。不過自2012年下半年新盤瓏門以7,000至10,000元開售後，區內多個私人屋苑升幅驚人，二手成交價創97以至屯門分層住宅新高。

屯門市中心一帶的私人住宅，包括瓏門、錦華花園及屯門時代廣場
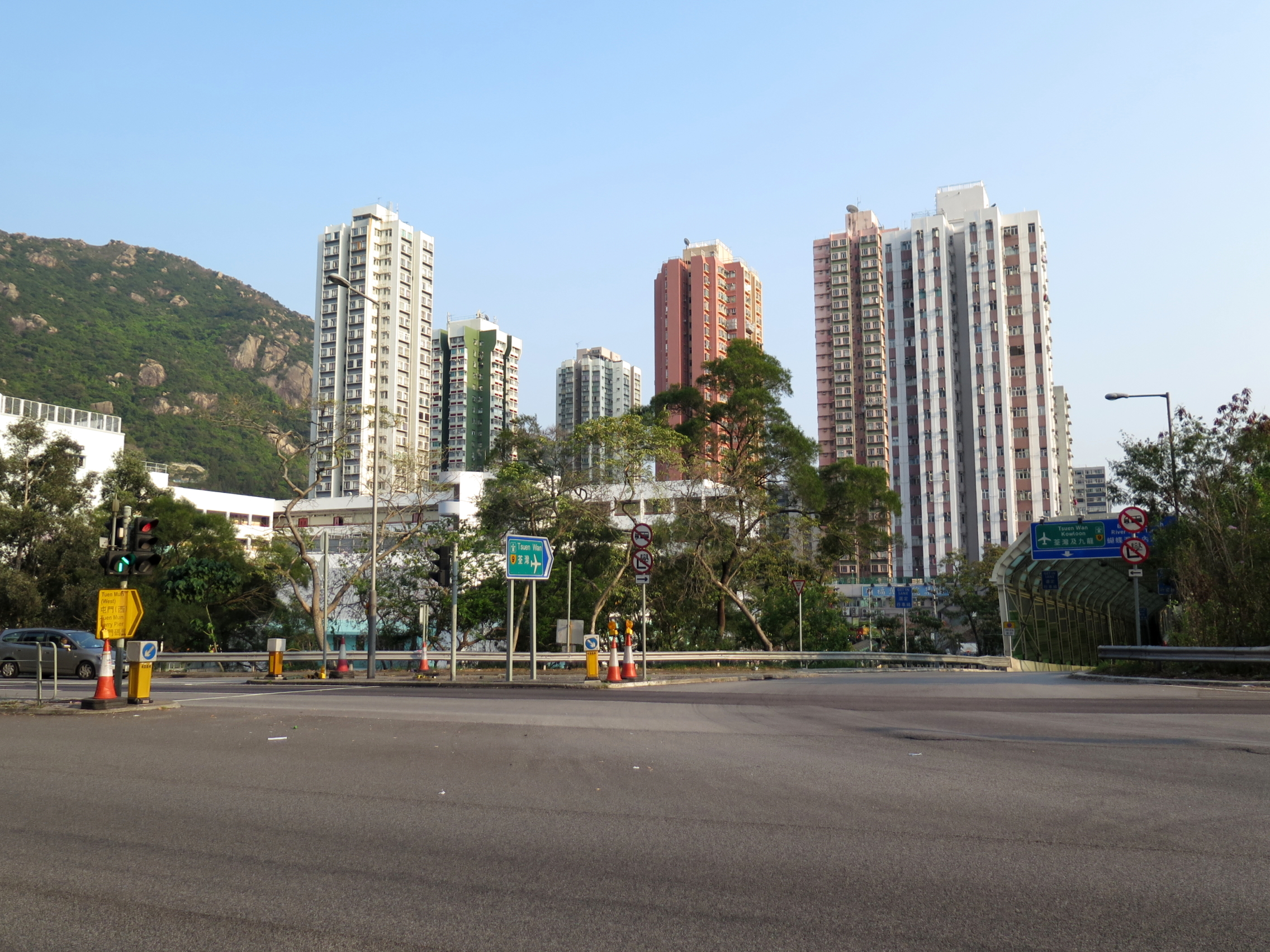
「置樂」住宅區一帶的私人住宅，設多座單幢住宅樓宇
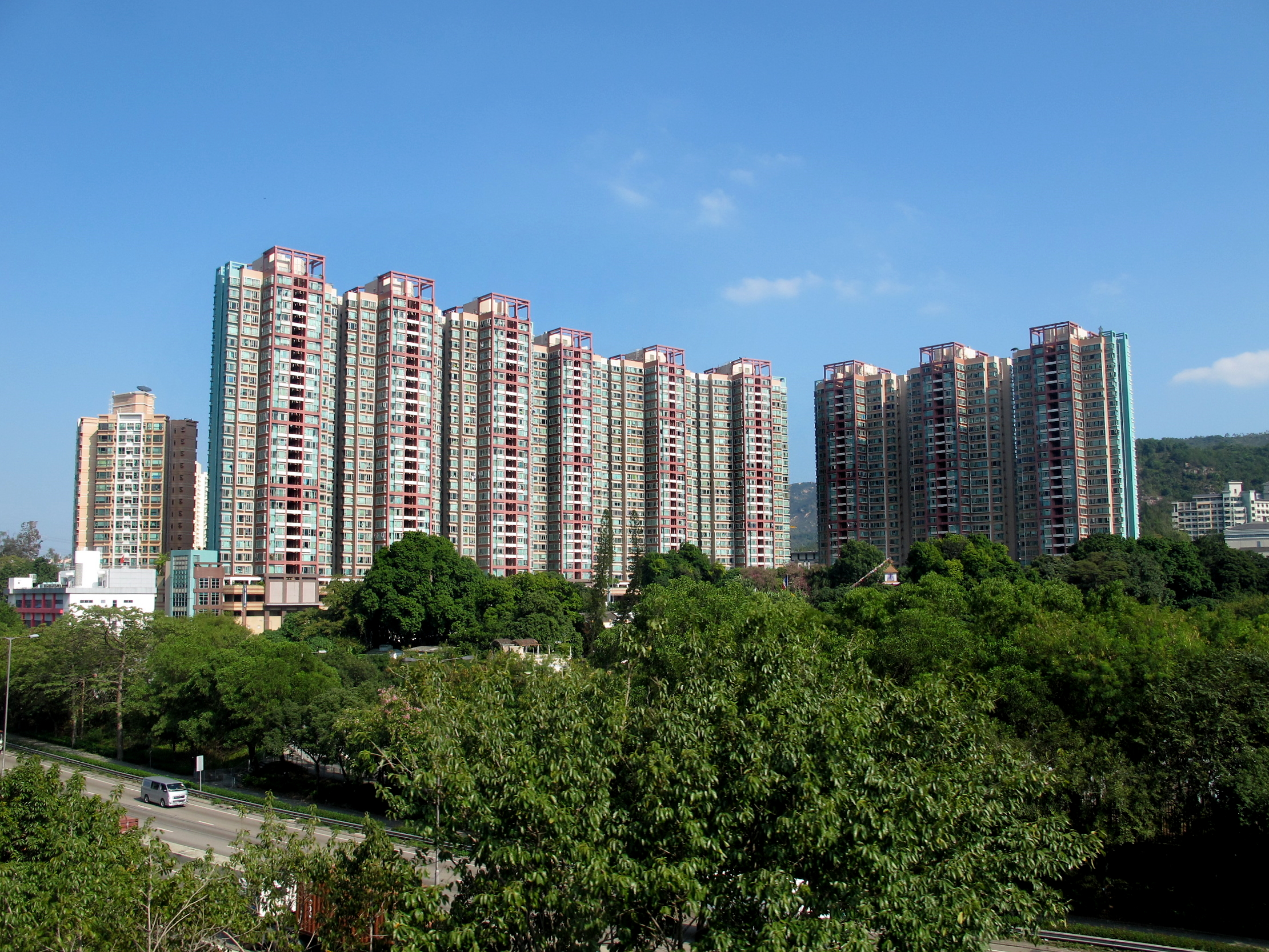
疊茵庭
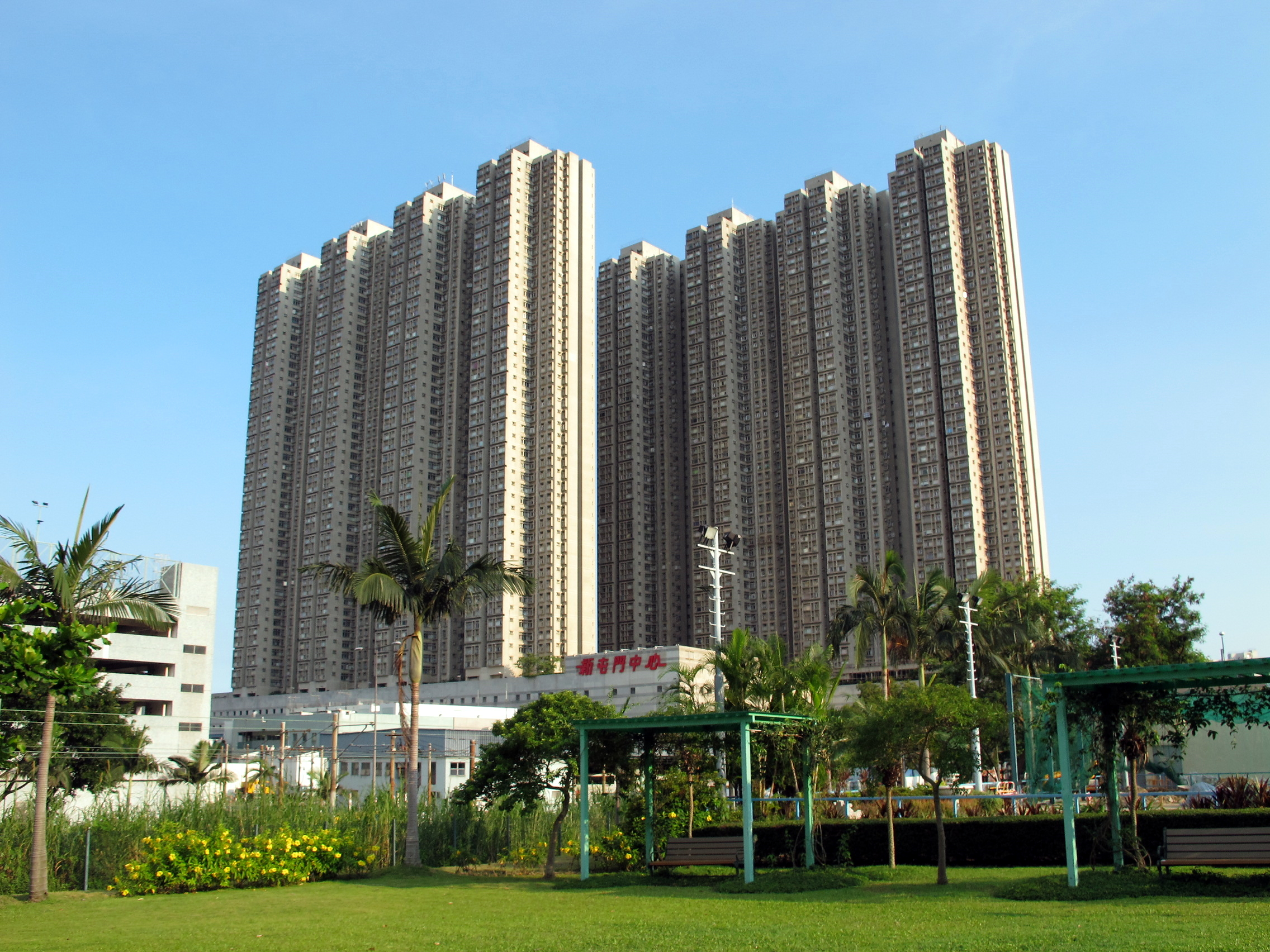
由新鴻基地產與九廣鐵路公司（現稱港鐵）合作發展的新屯門中心。
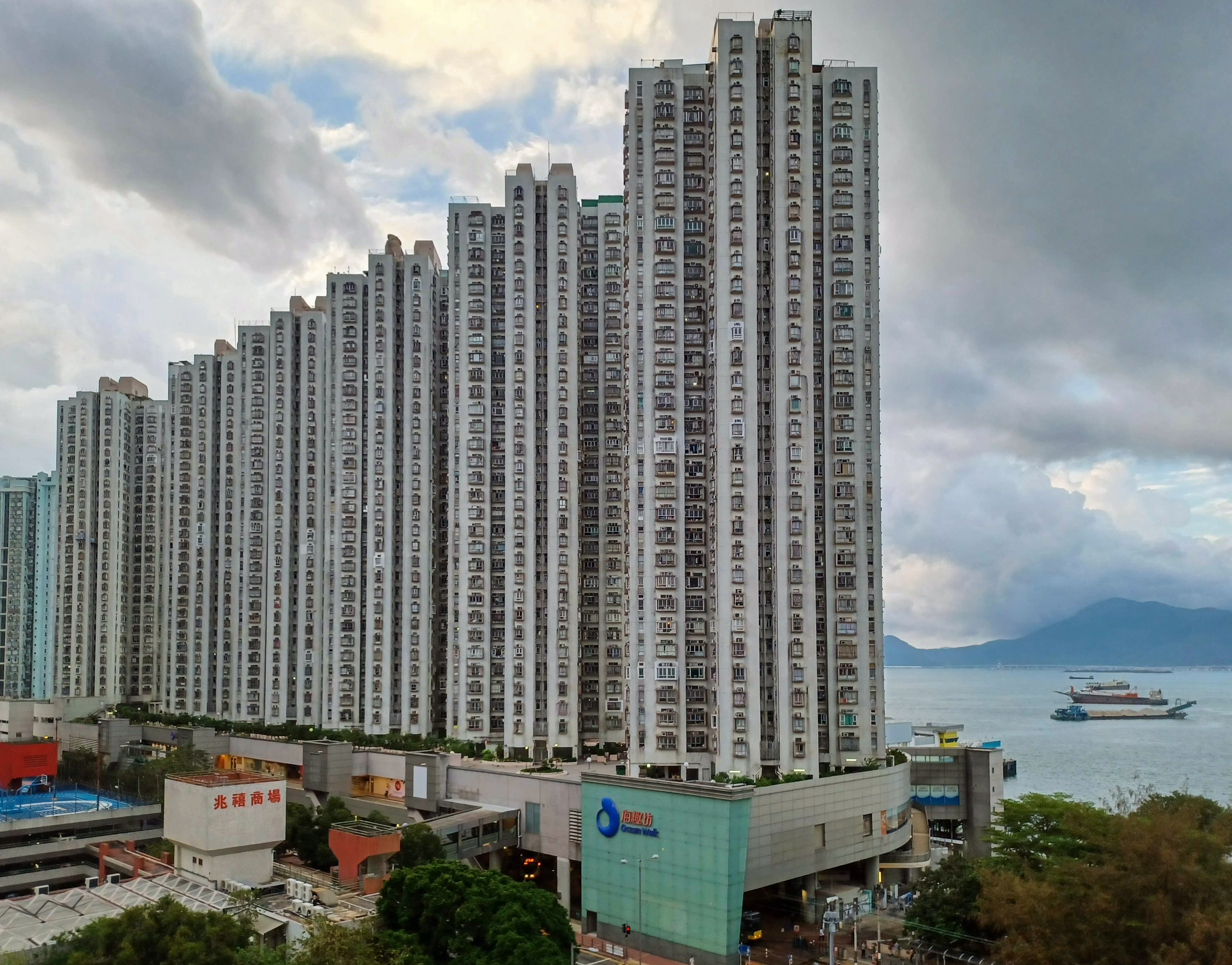
海翠花園及其商場海趣坊
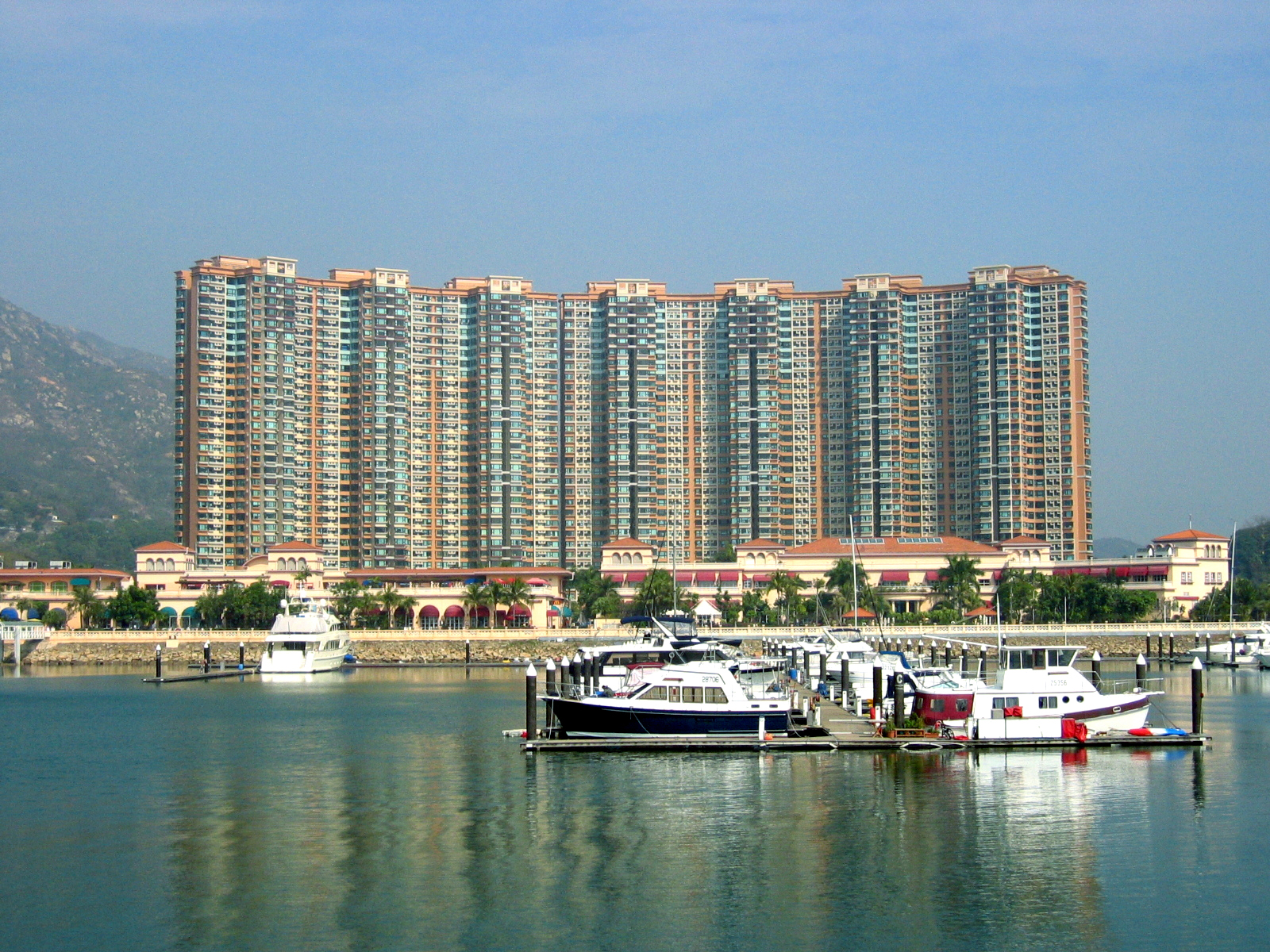
愛琴海岸

## 購物

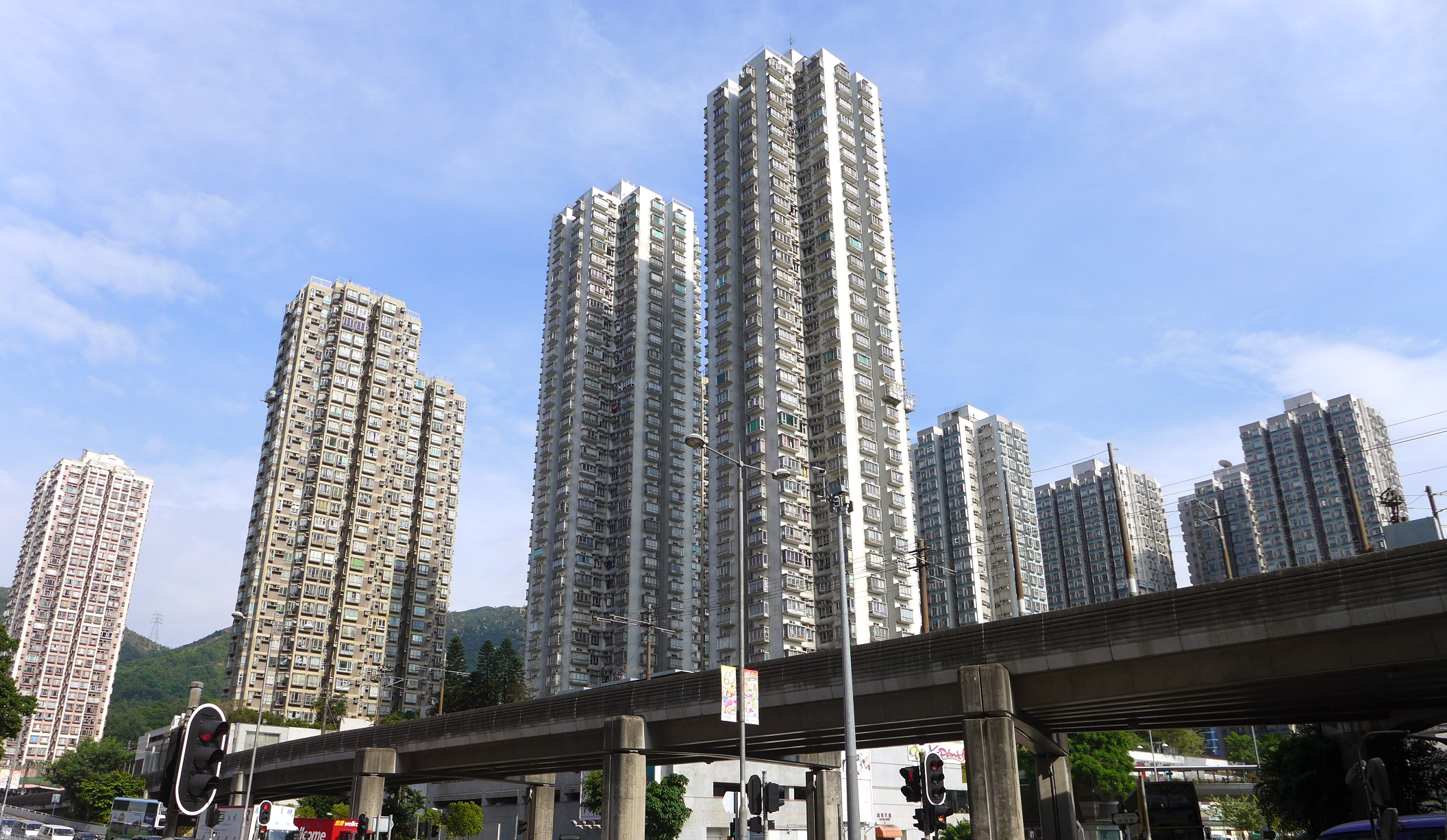
屯門市中心區域，當中包括多個互相連接的商場，形成大型購物區

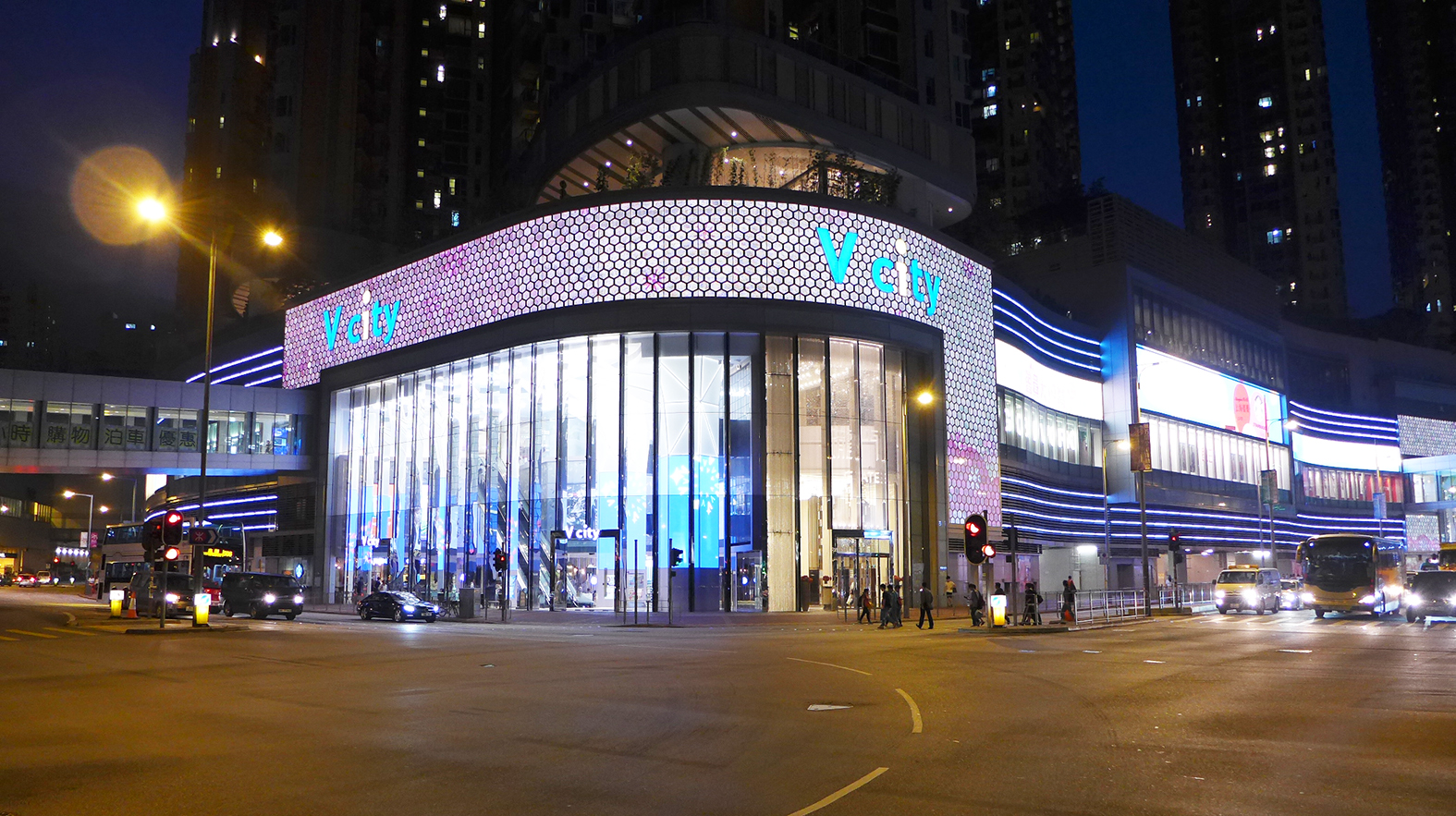
V city

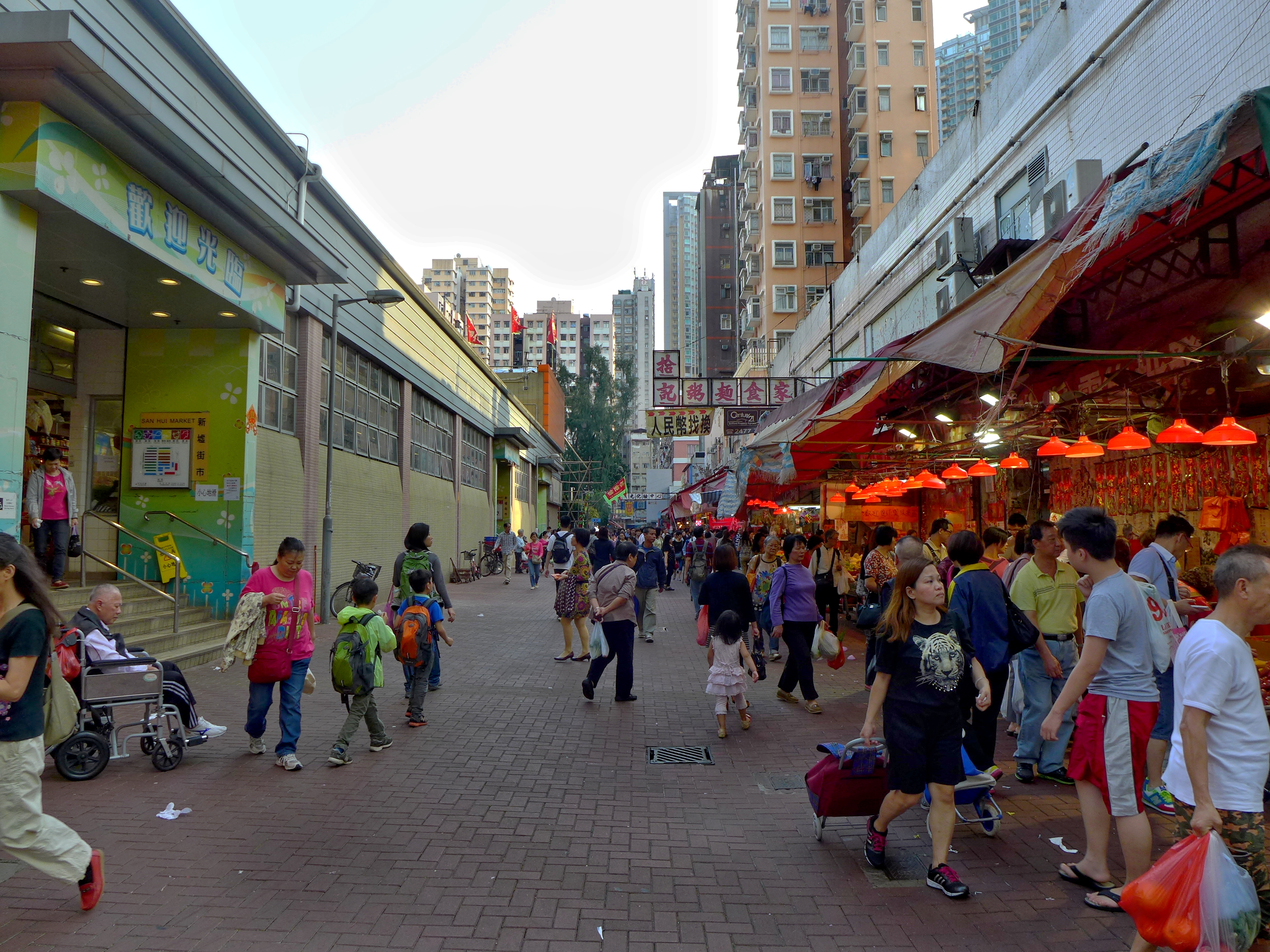
新墟街市(左)及新墟的商店

紅橋一帶以小商店為主

「置樂」住宅區青山坊一帶以小商店為主

屯門區擁有不少商場，其中屯門市廣場為目前區內最大型商場。此外，各公共屋邨都擁有自己的商場設施及小型商場。

### 市中心區及新墟
- 屯門市廣場，位於屯門鄉事會路旁。屯門市廣場分為1及2期與鄰近的屯門時代廣場、錦薈坊、華都花園商場、新都商場及栢麗廣場互相連接，成為屯門購物中心區域。隨著屯馬綫屯門站上蓋項目於2013年8月落成，市中心區擴展至該範圍。
- 屯門時代廣場
- 錦薈坊
- 華都花園及華都大道
- 新都大廈
- 栢麗廣場
- V city，位於香港新界西屯門屯門站旁，商場面積達300,000平方呎，於2013年8月1日開幕。
- 雅都商場及Gogo Mall
- 巴黎倫敦紐約商場，位於康麗花園基座

### 屯門南區
- 屯門中央廣場位於海榮路旁，由於該處較少住宅，而且居民多選擇到屯門市中心區商場，所以人流較為稀少。
- 海典軒 購物商場，設於屋苑基座。
- 新屯門商場位於龍門路55-65號，輕鐵的港鐵屯門車廠上蓋物業，為港鐵商場，上蓋為住宅項目。
- 恆福商場為九廣鐵路發展項目，上蓋為住宅項目，下層為輕鐵三聖站，為港鐵商場。
- 愛定商場 H.A.N.D.S，下層為輕鐵安定站
- 兆麟商場，設有少量民生商店
- 弦坊，弦海的基座商場
- 御海灣商場，御海灣的基座商場，毗鄰輕鐵屯門泳池站

### 屯門碼頭區
- 海趣坊，為九廣鐵路發展項目，上蓋為住宅項目，下層為輕鐵屯門碼頭站。
- 兆禧苑商場
- 啟豐商場
- 美樂花園商場，毗鄰輕鐵美樂站。
- 蝴蝶廣場
- 悦湖商場
- 邁亞美海灣
- 慧豐園
- 䨇寓商場

### 置樂區
- 利寶商場，位於置樂花園附近，與麗寶及萬寶同為該區小型商場。由於利寶與萬寶有不少潮流物品售賣，成為屯門區內年青人集中地之一。
- 麗寶商場，主要為上海式理髮店。
- 萬寶商場
- 金安大廈商場，整個商場只有外圍有鋪頭，而且人流稀少；一樓為老人院，前身為酒樓。
- 嘉喜利大廈商場
- 華樂大廈商場
- 壹號總站 One Terminal，由屯門最大的桌球會結業後改建而成。

### 紅橋區
- 文翔大廈商場
- 鹿苑大廈商場
- 錦發大廈商場
- 多寶購物廣場
- 金寶大廈商場
- 好勝大廈商場
- 富臨門購物中心
- 金銘大廈商場
- 雅麗花園
- 景峰花園商場

### 大興區
- 卓爾廣場，設於屋苑卓爾居基座的購物商場，位於震寰路及石排頭路旁。
- 澤豐花園商場
- 大興商場
- 大興花園商場

### 良田區
- 建生商場，與海麗花園、寶怡花園、盈豐園及寶田商場以行人天橋連接。
- 海麗花園商場
- 寶怡花園商場
- 盈豐園商場
- 寶田商場
- 良景商場
- 珀御坊

### 黃金海岸區

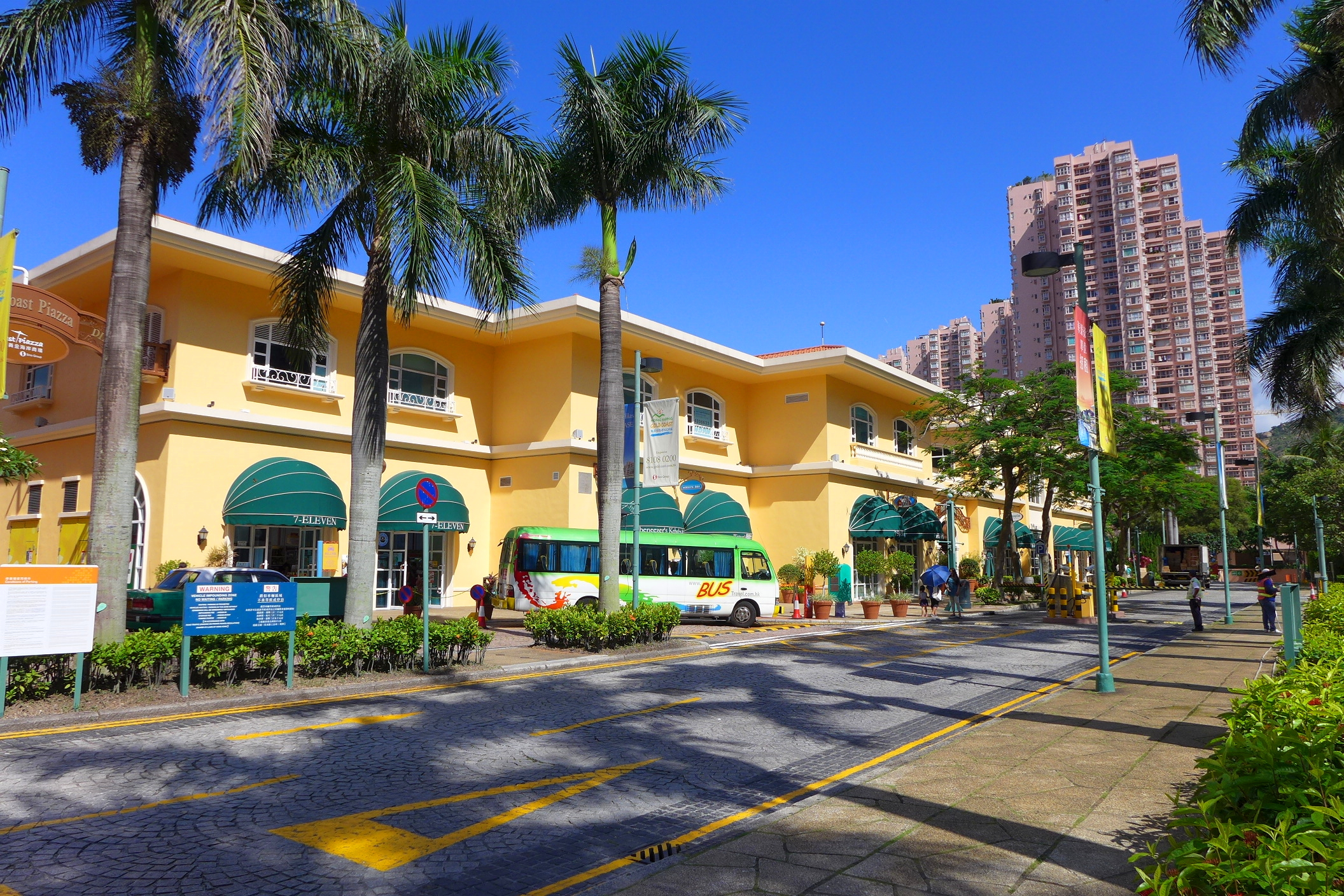
黃金海岸購物商場

- 黃金海岸購物商場，位於青山公路黃金海岸住宅及酒店發展項目附近。
- 愛琴海岸商場

### 屯門西北
- 兆康商場
- 欣田商場

## 公共設施

### 政府設施
- 屯門裁判法院
- 井財街政府服務大樓
- 屯門兆麟政府綜合大樓
- 政府合署
  - 屯門政府合署
  - 大興政府合署
- 警署
  - 屯門警署，位於杯渡路100號
  - 青山分區警署，位於湖安街12號
  - 大興行動基地，位於震寰路80號
- 消防局／救護站
  - 青山灣消防局，位於屯義街6號
  - 青山灣救護站，位於屯義街8號
  - 屯門消防局，位於杯渡路102號
  - 虎地消防局，位於屯富路21號
  - 大欖涌消防局，位於大欖涌路16號
  - 望后石消防局，位於浩運街3號
  - 屯門救護站，位於震寰路1號
- 廢物處理
  - 新界西堆填區：位於稔灣

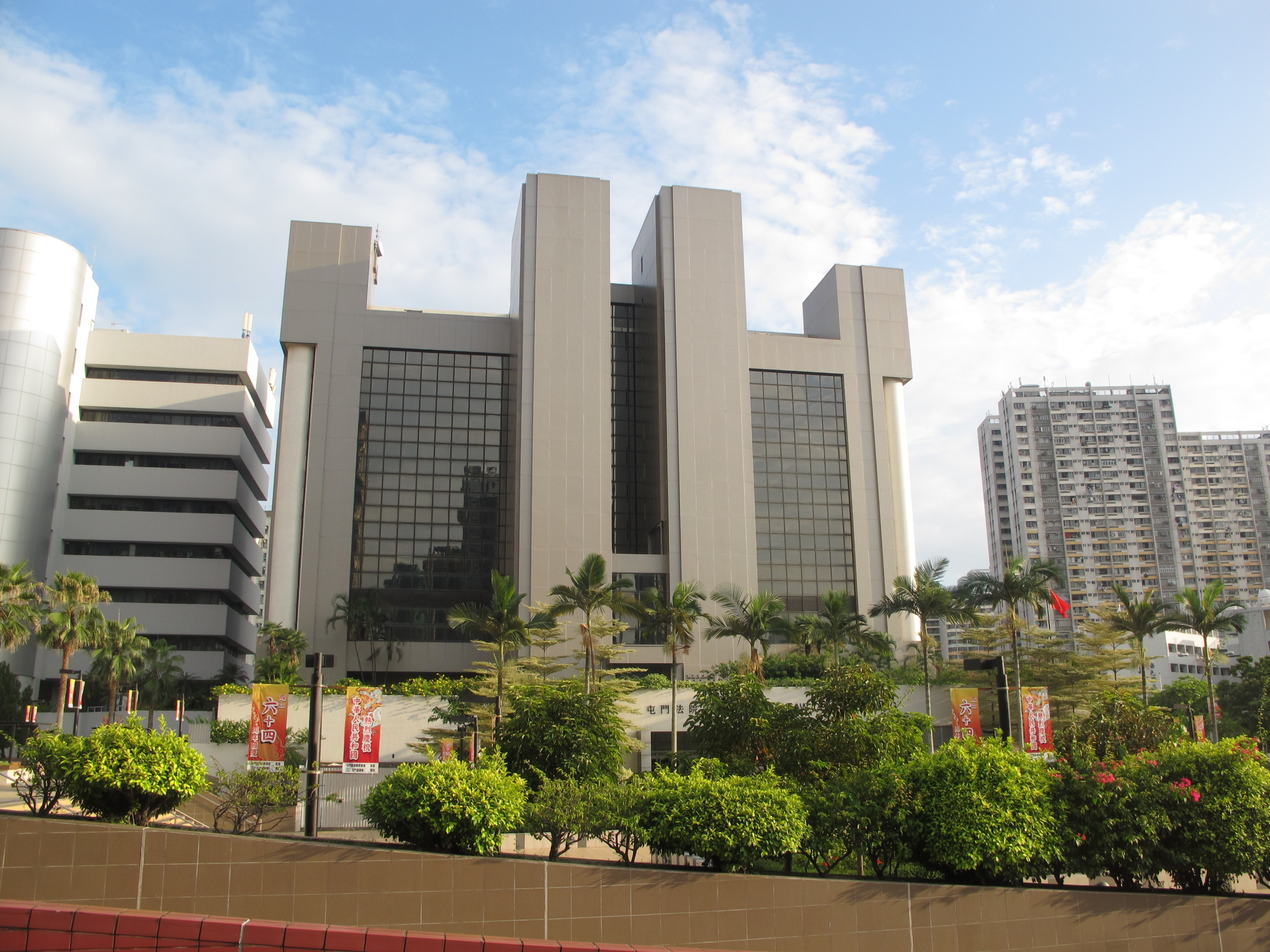
屯門裁判法院

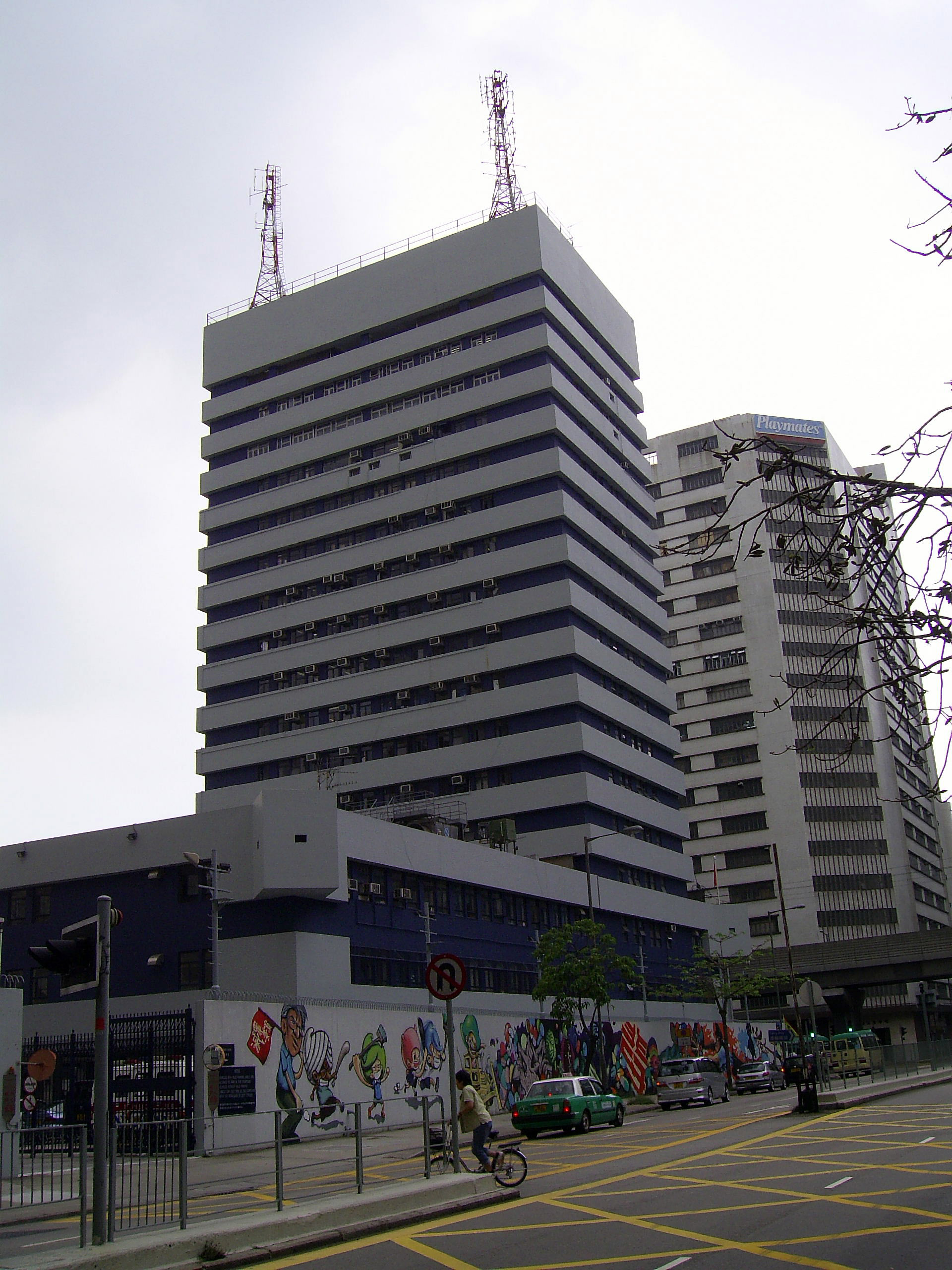
屯門警署

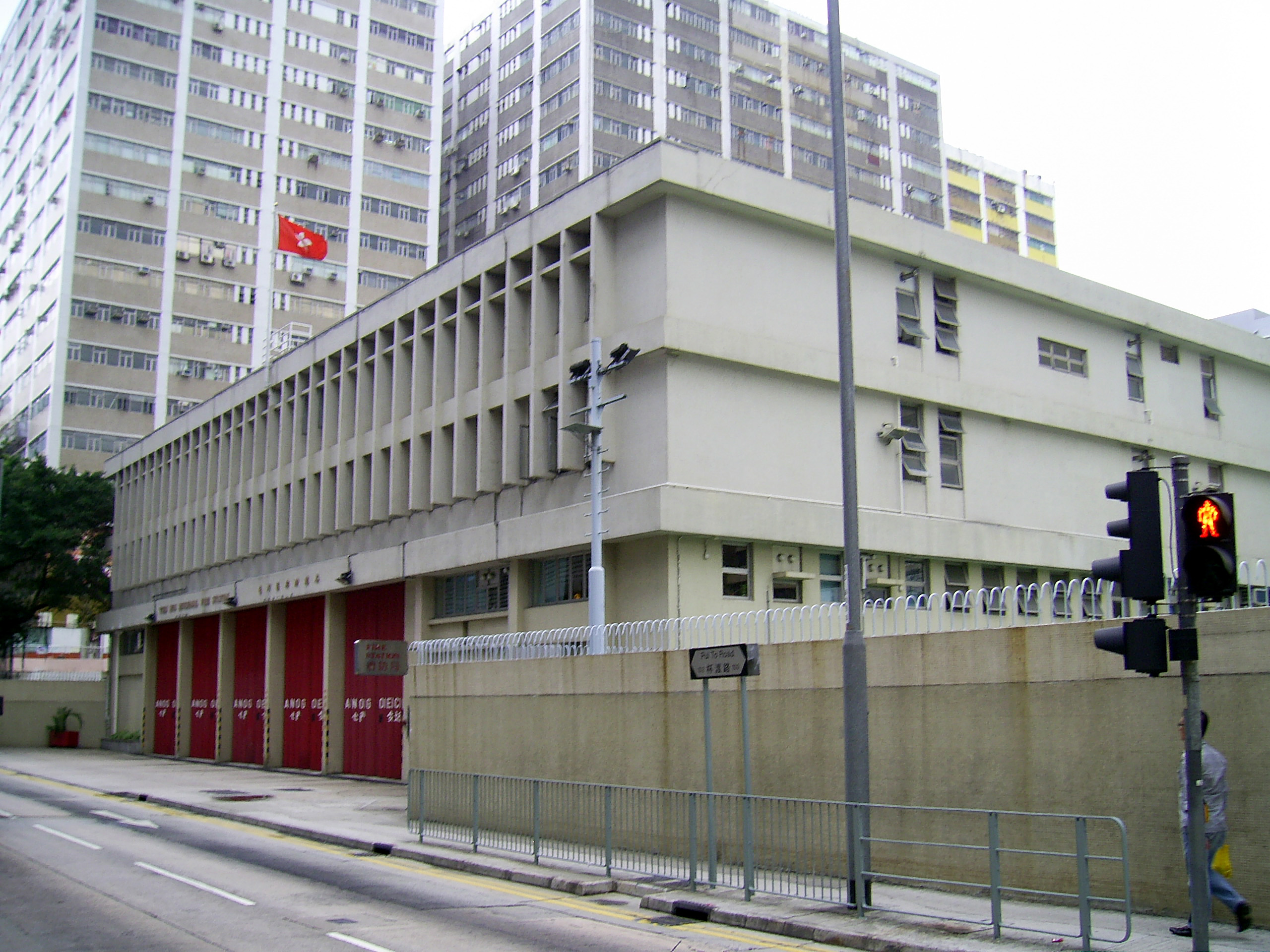
屯門消防局

青山灣入境事務中心

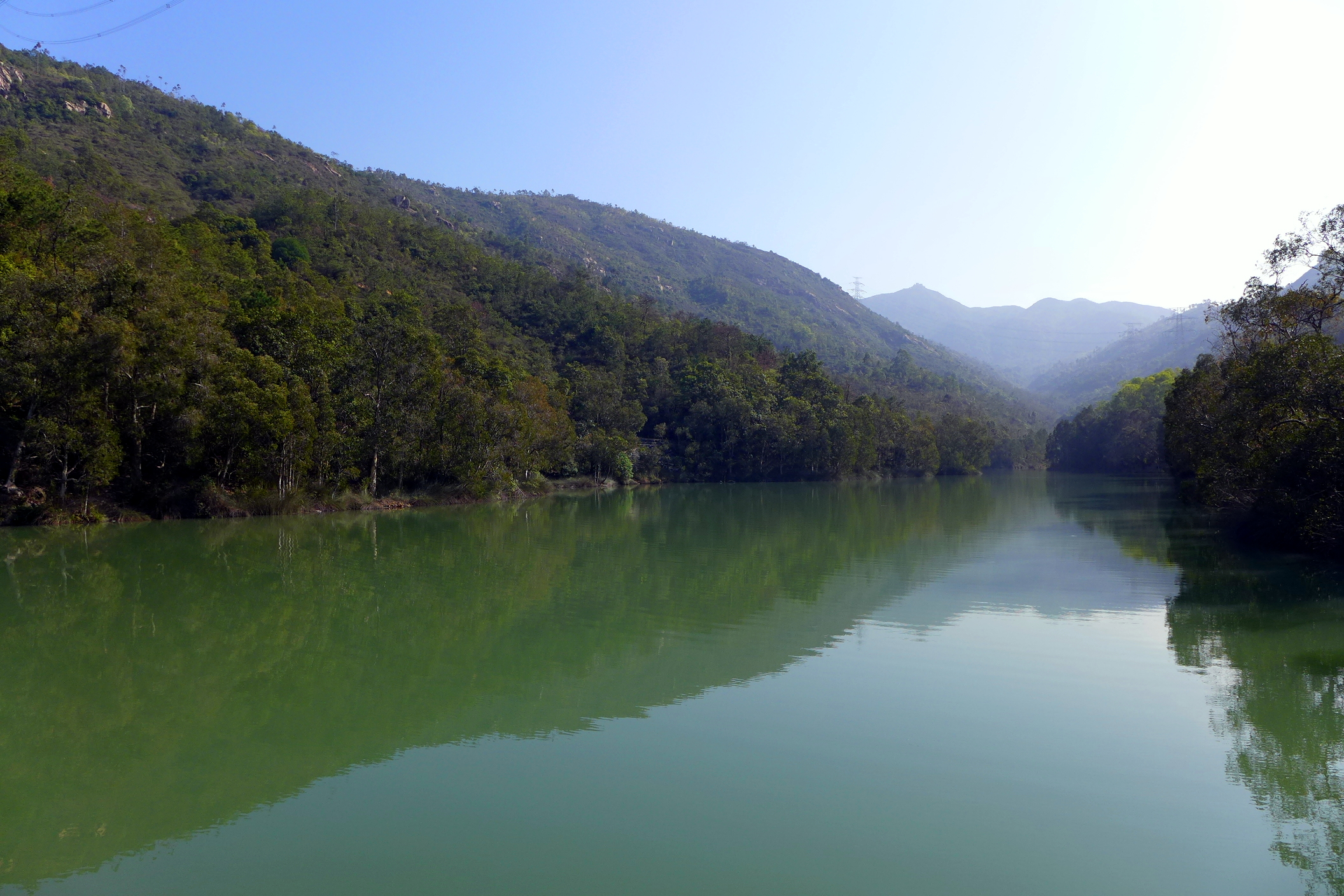
藍地水塘

  - 望后石谷堆填區：位於望后石望發街，已於1996年關閉
  - 小冷水堆填區：位於舊龍門路以西，已於1983年關閉
  - 新界西北廢物轉運站：屯門順達街
  - 屯門污泥焚化爐：位於曾咀煤灰湖東端[12]
  - 源·區（T·PARK）
- 主要水務設施
  - 樂安排海水化淡廠（已清拆）
  - 大欖涌水塘
  - 藍地水塘
  - 洪水坑水塘
- 軍事用地
  - 青山操炮區
  - 掃管軍營
- 海關訓練學校，位於屯門大欖涌路10號。
- 青山灣入境事務中心，內設入境處訓練學校，位於屯門青山公路。
- 廉政公署訓練營，位於屯門楊青路一號。

### 港口
- 屯門碼頭
- 香港內河碼頭，位於屯門望后石。

### 教育

#### 大專院校
- 嶺南大學，位於屯門虎地。
- 香港專業教育學院屯門分校，原名為屯門工業學院，位於屯門青雲路。
- 珠海學院，位於屯門咖啡灣，入境事務學院旁[13]。
- 香港職業訓練局海事訓練學院，位於屯門小欖。
- 香港職業訓練局技能訓練中心，位於屯門豐安街1號，豐景園對面。
- 建造業訓練局屯門訓練場，位於屯門屯義街，近屯門泳池。
- 香港達德學院（已結束多年，舊址在現時中華基督教會拔臣小學後的馬禮遜樓）
- 神召神學院（由沙田遷到現址）

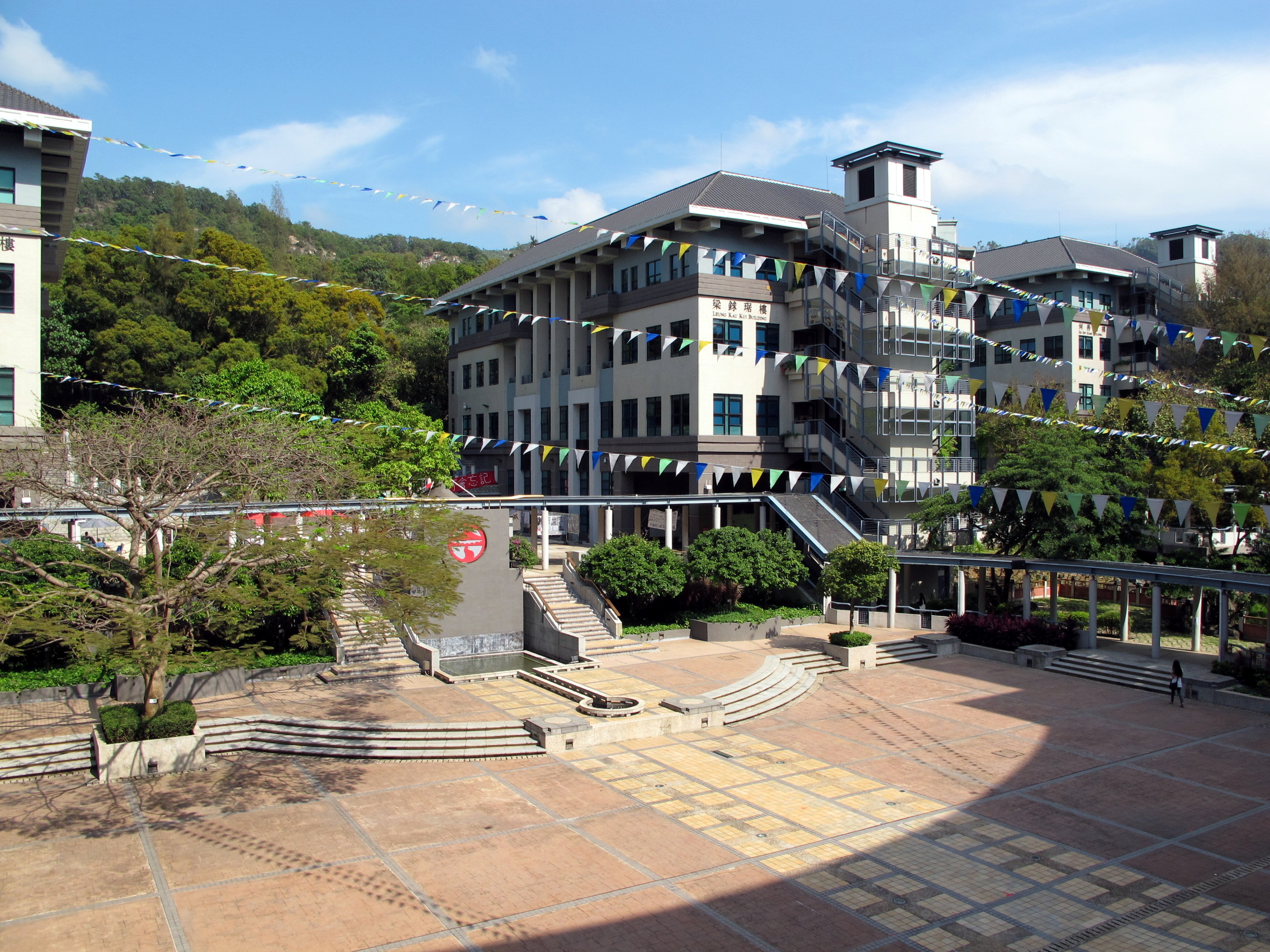
嶺南大學
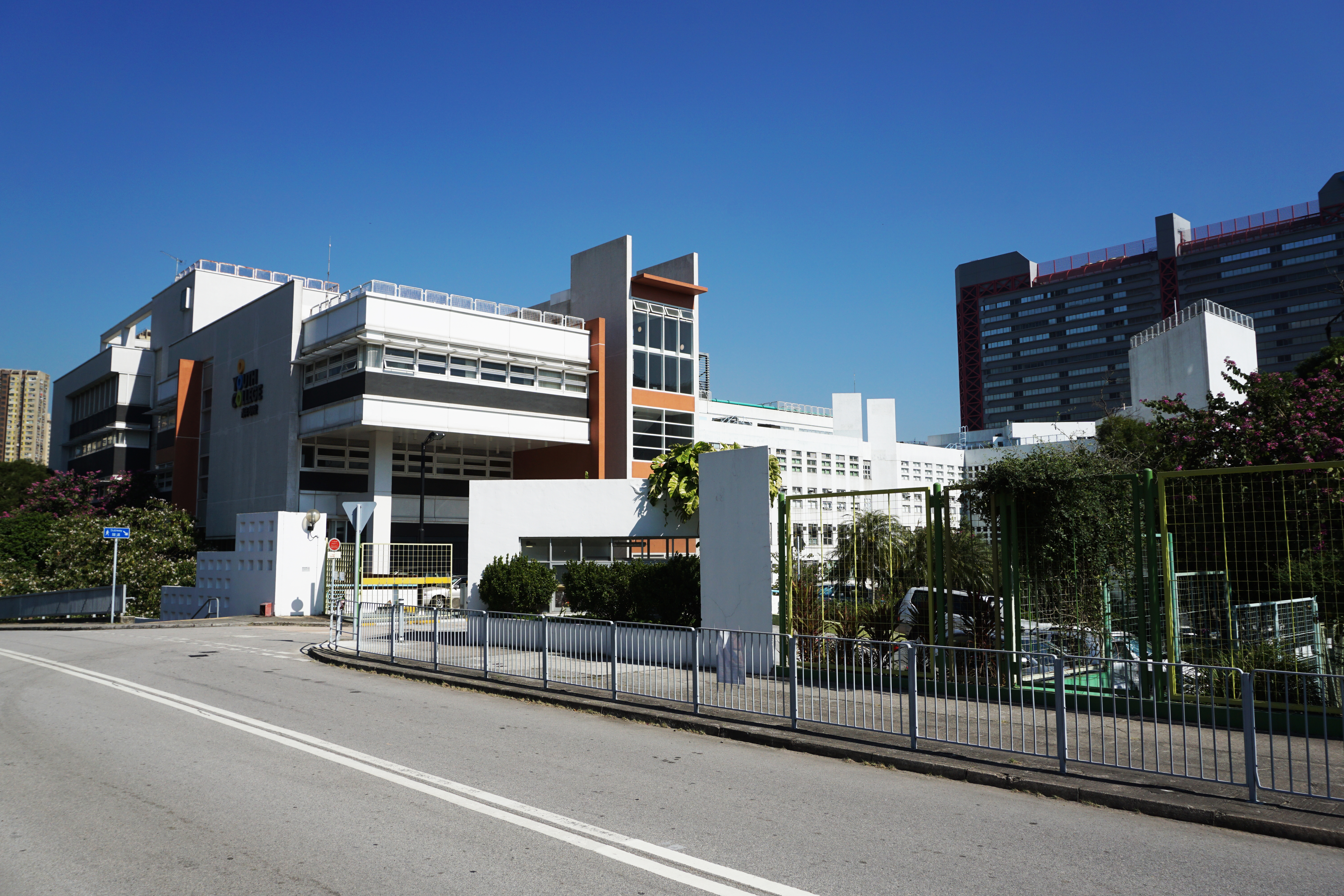
專業教育學院(屯門)
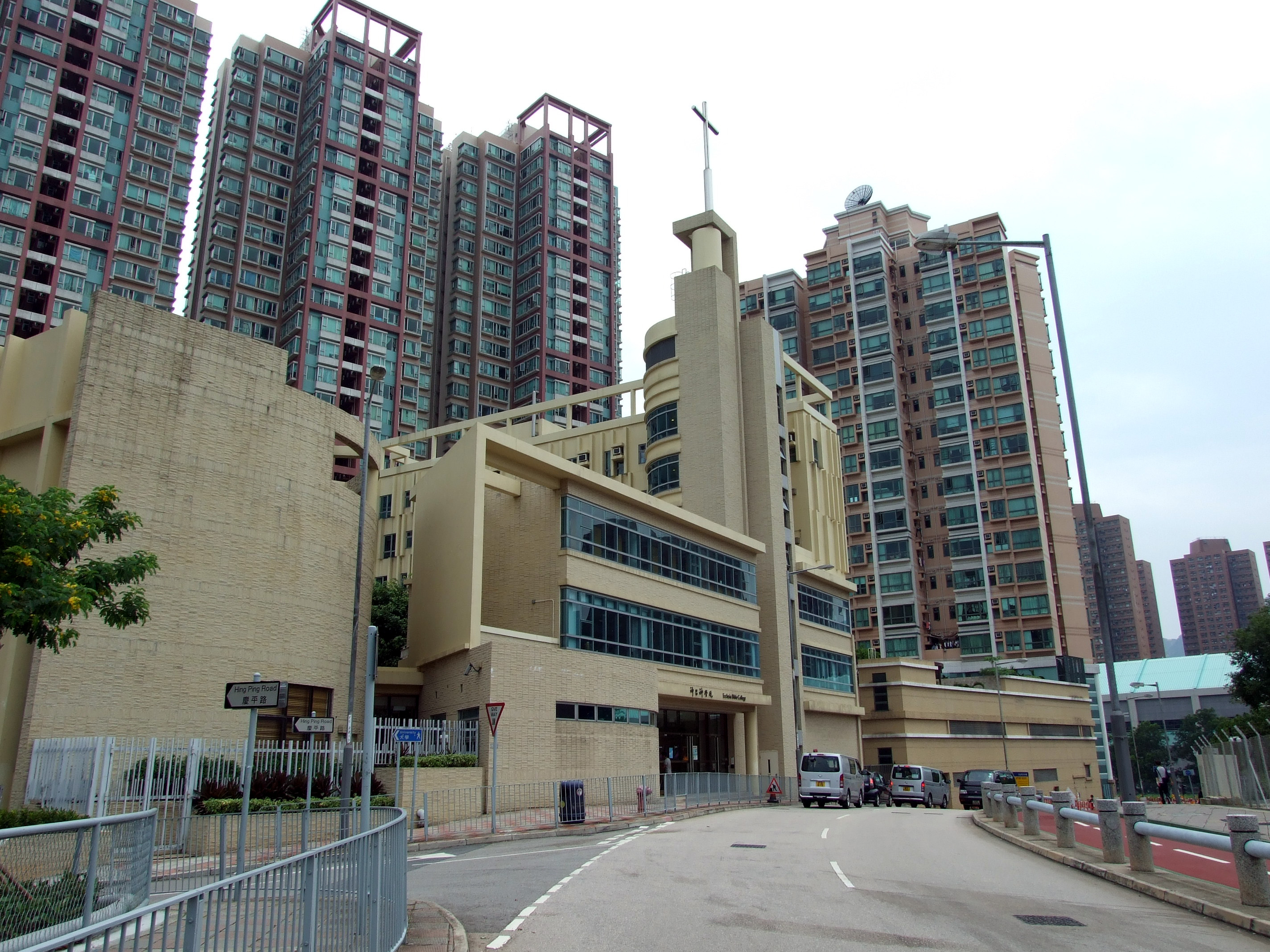
神召神學院
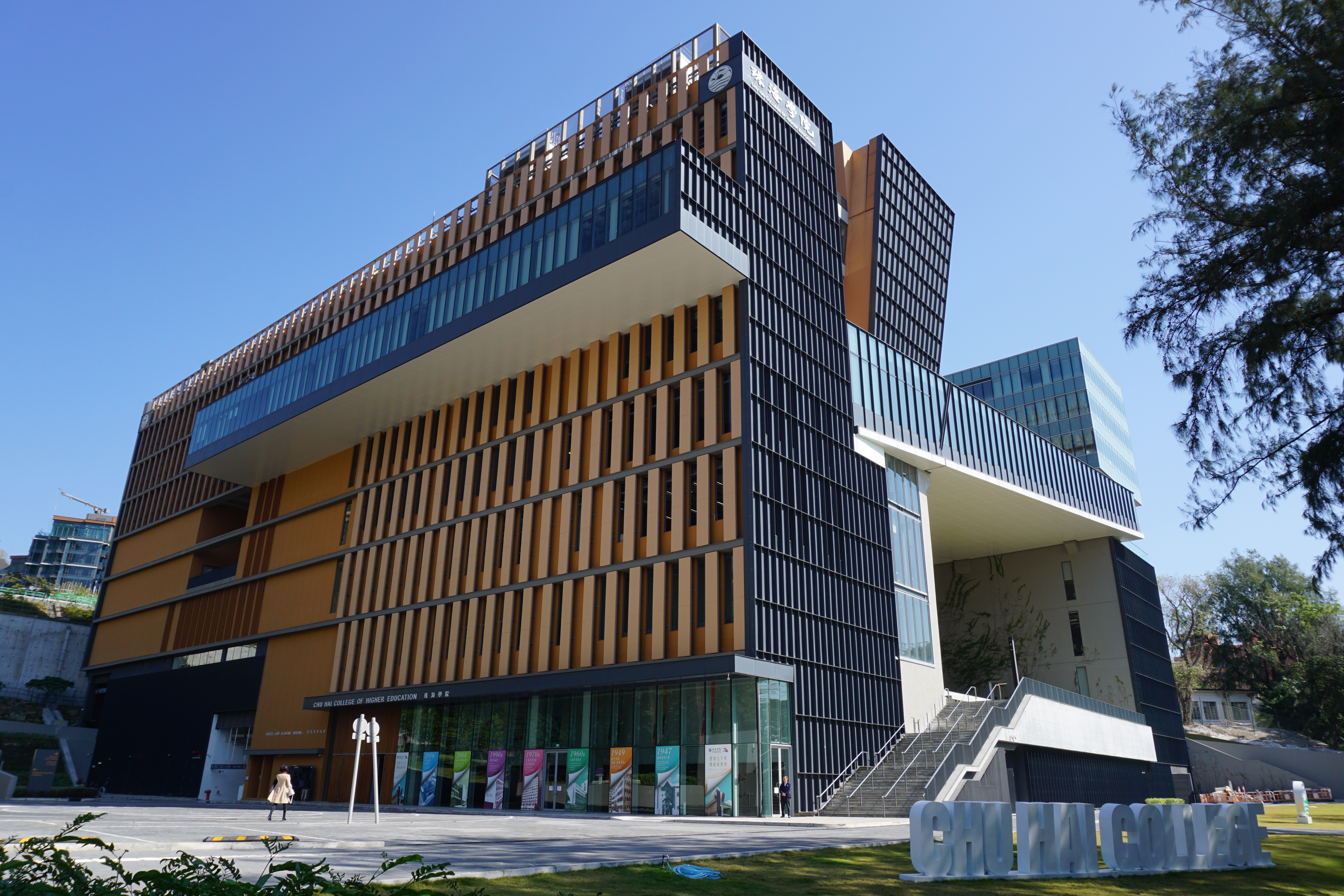
珠海學院屯門新校舍，已於2016年啟用

#### 國際學校
- 哈羅香港國際學校，位於屯門掃管笏，在2012年開校，是香港第一所寄宿制國際學校。
- 英國著名學校凱莉山Mount Kelly，位於屯門掃管笏，將於2017年9月開校。

#### 中學教育
截至2018年，屯門區內有37間中學。除了妙法寺劉金龍中學為女校，其他全為男女中學。

#### 小學教育
截至2015年，屯門區內有35間小學。

青山天主教小學
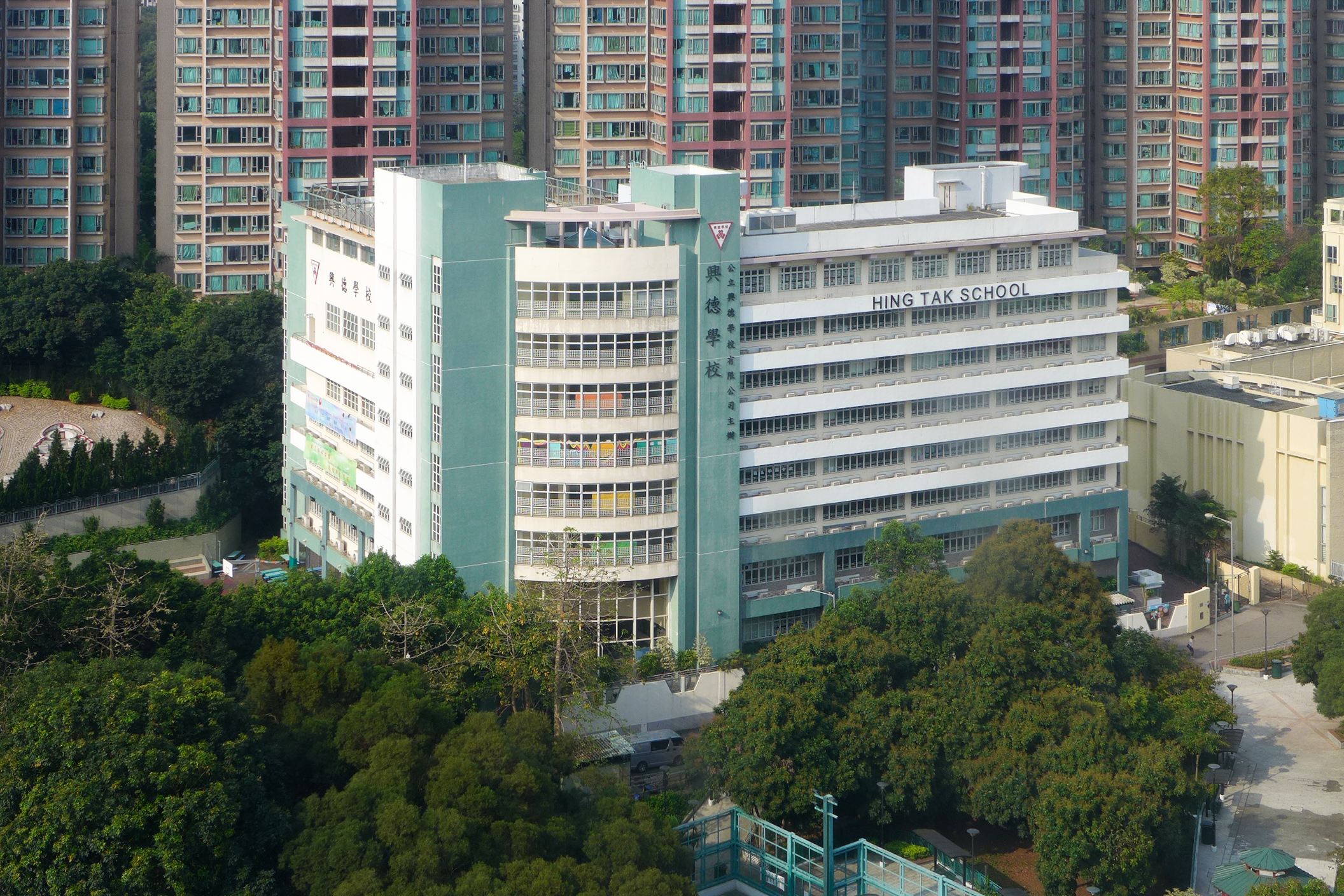
興德學校

#### 懲教
- 屯門兒童及青少年院，位於屯門散石灣北路3號。
- 大欖女懲教所，位於屯門大欖涌路110號。
- 大欖懲教所，位於新界大欖涌大欖涌路108號。

### 醫療服務

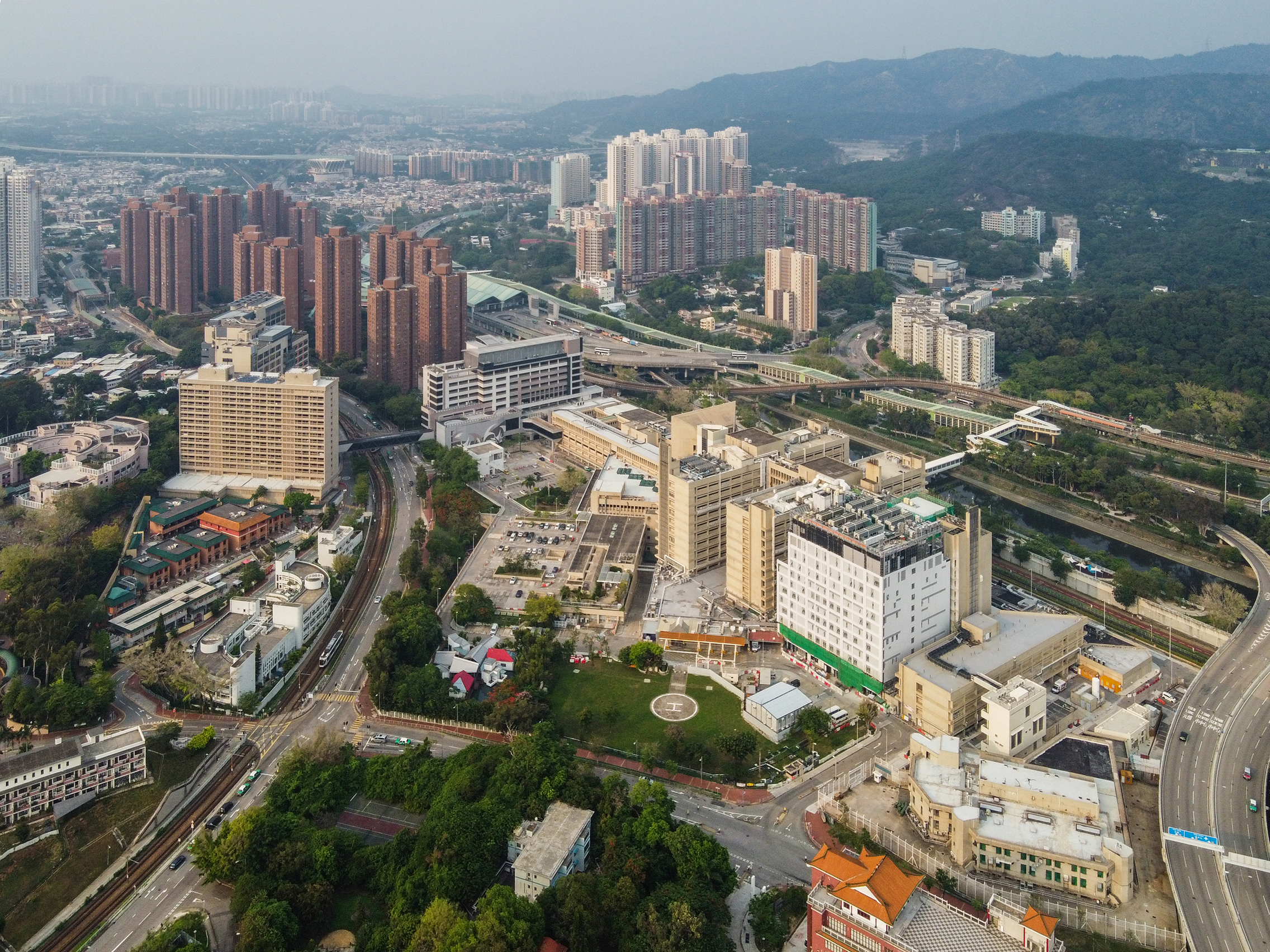
屯門醫院

- 屯門醫院
- 青山醫院
- 小欖醫院
- 小欖精神病治療中心
- 屯門診療所
- 仁愛分科診療所
- 屯門湖康分科診療所
- 屯門湖康母嬰健康院

### 文康娛樂
屯門區內有多個一二三級的歷史建築和一個法定古蹟。屯門大會堂是屯門區內主要的文化娛樂場所，舉辦區內大型的文化活動。屯門鄧肇堅運動場是區內最大的戶外運動場，卻有不少屯門區的中學陸運會選擇到天水圍舉行。以下為屯門康文署體育設施列表：
| 博物館及古蹟 - 何福堂會所馬禮遜樓 - 紅樓（青山） - 陶氏宗祠（屯子圍） - 青山禪院（青山） - 聖廟（青山灣三聖墟） - 沙洲天后宮（沙洲） - 青松觀（青松觀路） - 清涼法苑佛殿及淨恩小築（虎地） - 劉氏宗祠（龍鼓灘） - 楊青路17號 - 三聖宮（屯子圍） - 善慶洞（屯發路） - 天后古廟（大欖角） - 入境處博物館 社區會堂及廣場 - 屯門大會堂 - 屯門文娛廣場 - 天后廟廣場 - 仁愛堂社區及體育中心 - 仁愛廣場 - 建生社區會堂 - 良景社區會堂 - 大興社區會堂 - 山景社區會堂 - 蝴蝶灣社區中心 - 屯門兆麟政府綜合大樓 圖書館 - 屯門公共圖書館 - 大興公共圖書館 - 蝴蝶邨公共圖書館 | 公園 - 屯門公園 - 屯門海濱花園 - 屯門河畔公園 - 大欖郊野公園 - 沙洲及龍鼓洲海岸公園 - 鳳地花園 - 青田公園 - 銀圍休憩公園 - 青揚休憩公園 - 新和里遊樂場 - 新墟遊樂場 - 丘德根公園 - 石排頭遊樂埸 - 洪祥路休憩處 - 楊景遊樂場 - 楊小坑錦簇花園 - 青華球場 - 青善遊樂埸 - 麒麟崗公眾公園 - 老鼠洲遊樂埸 - 皇珠路公園 - 海皇路遊樂場 - 中山公園 - 湖景路公園 - 湖山遊樂埸 - 湖山河畔公園 - 蝴蝶灣公園 - 青龍公園 | 康樂場地 - 屯門鄧肇堅運動場 - 兆麟運動場 - 高球港 - 屯門康樂體育中心 - 歷奇公園 - 屯門高爾夫球中心 - 屯門公眾騎術學校 - 射箭暨門球場 - 湖山草地滾球場 - 湖山網球場 - 屯門游泳池壁球場 體育館 - 良田體育館 - 大興體育館 - 友愛體育館 - 賽馬會屯門蝴蝶灣體育館 - 兆麟體育館 游泳池 - 屯門西北游泳池 - 賽馬會仁愛堂游泳池 - 屯門游泳池 泳灘 - 黃金泳灘 - 新咖啡灣泳灘 - 舊咖啡灣泳灘 - 加多利灣泳灘 - 青山灣泳灘 - 蝴蝶灣泳灘 - 龍鼓灘 |

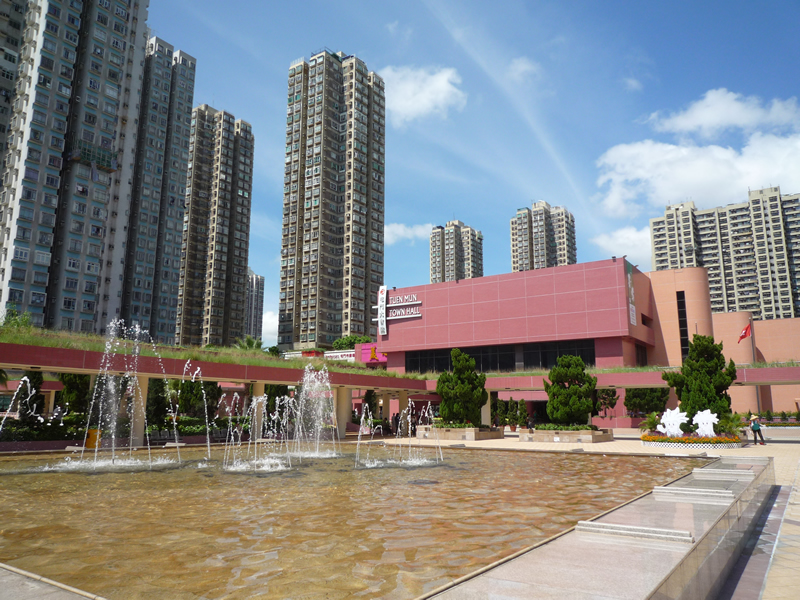
屯門大會堂
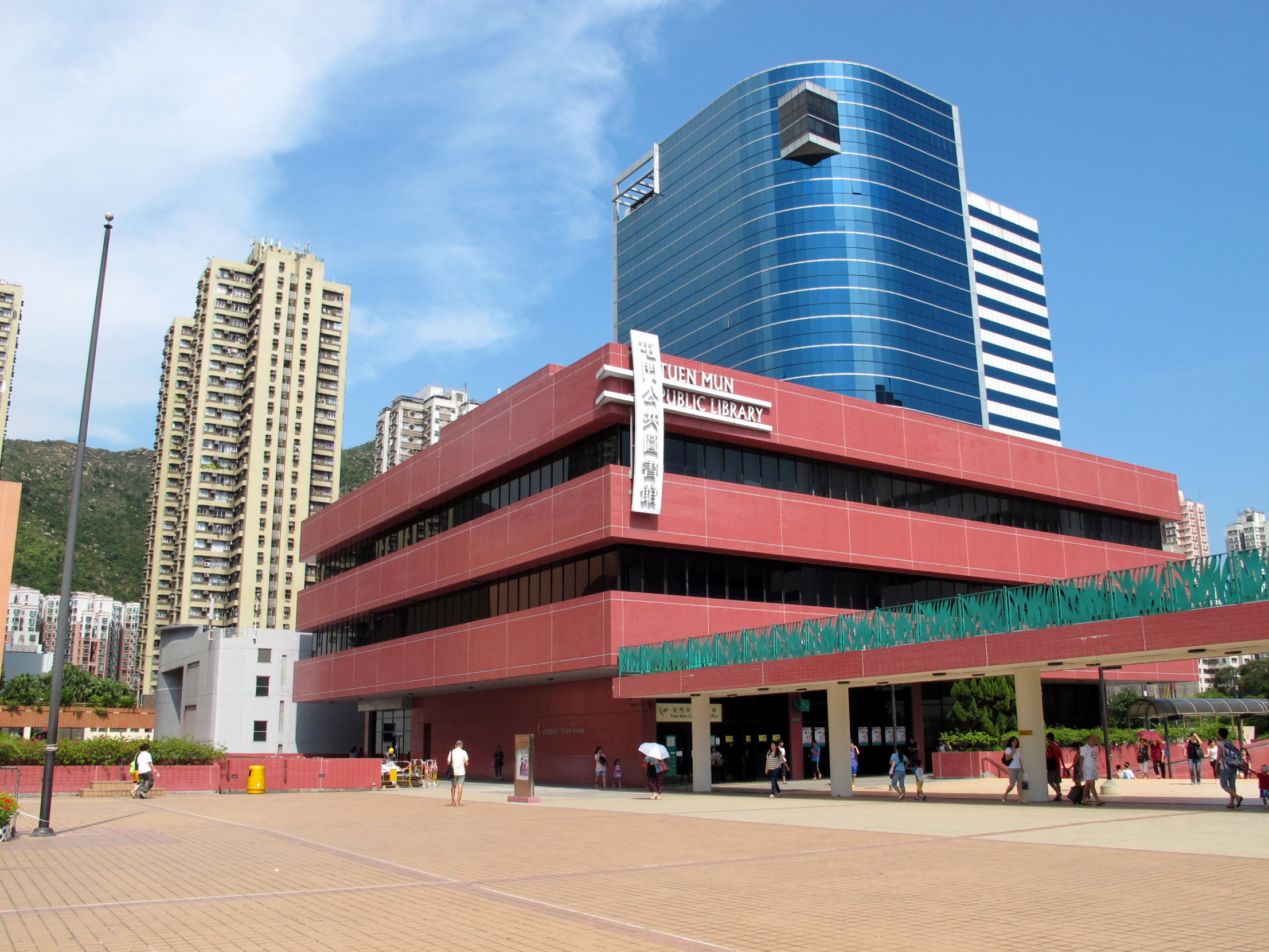
屯門公共圖書館
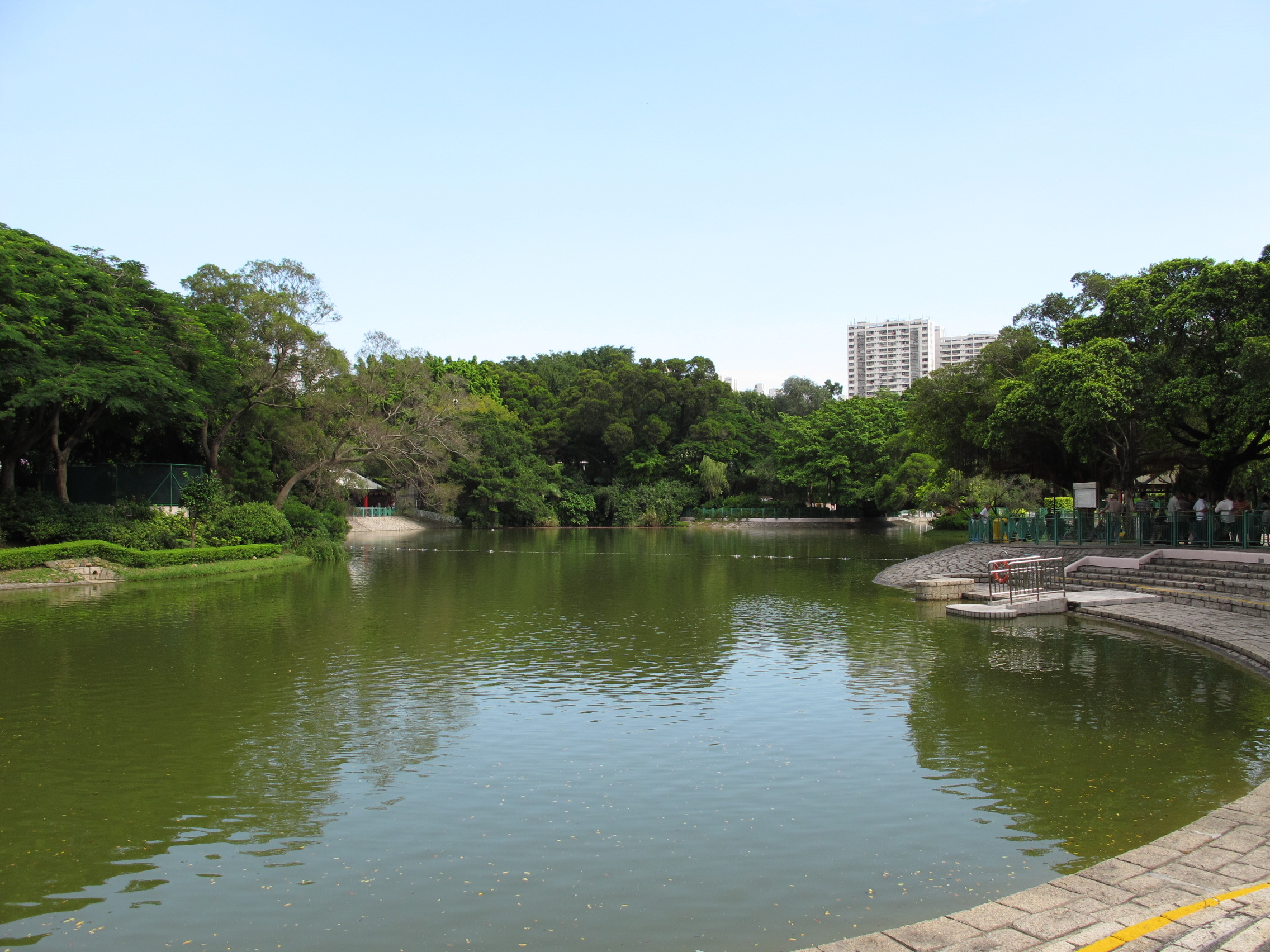
屯門公園
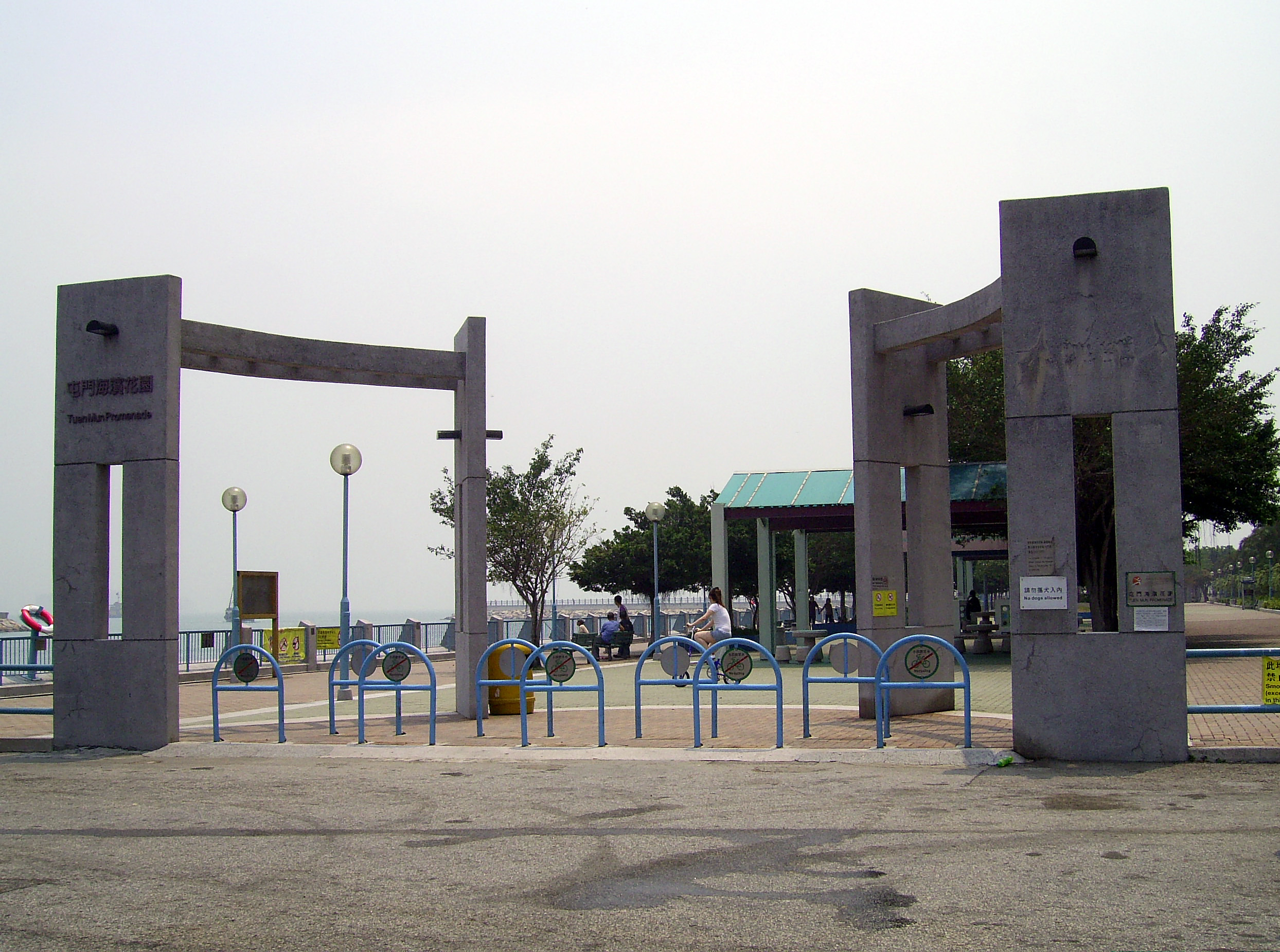
屯門海濱花園
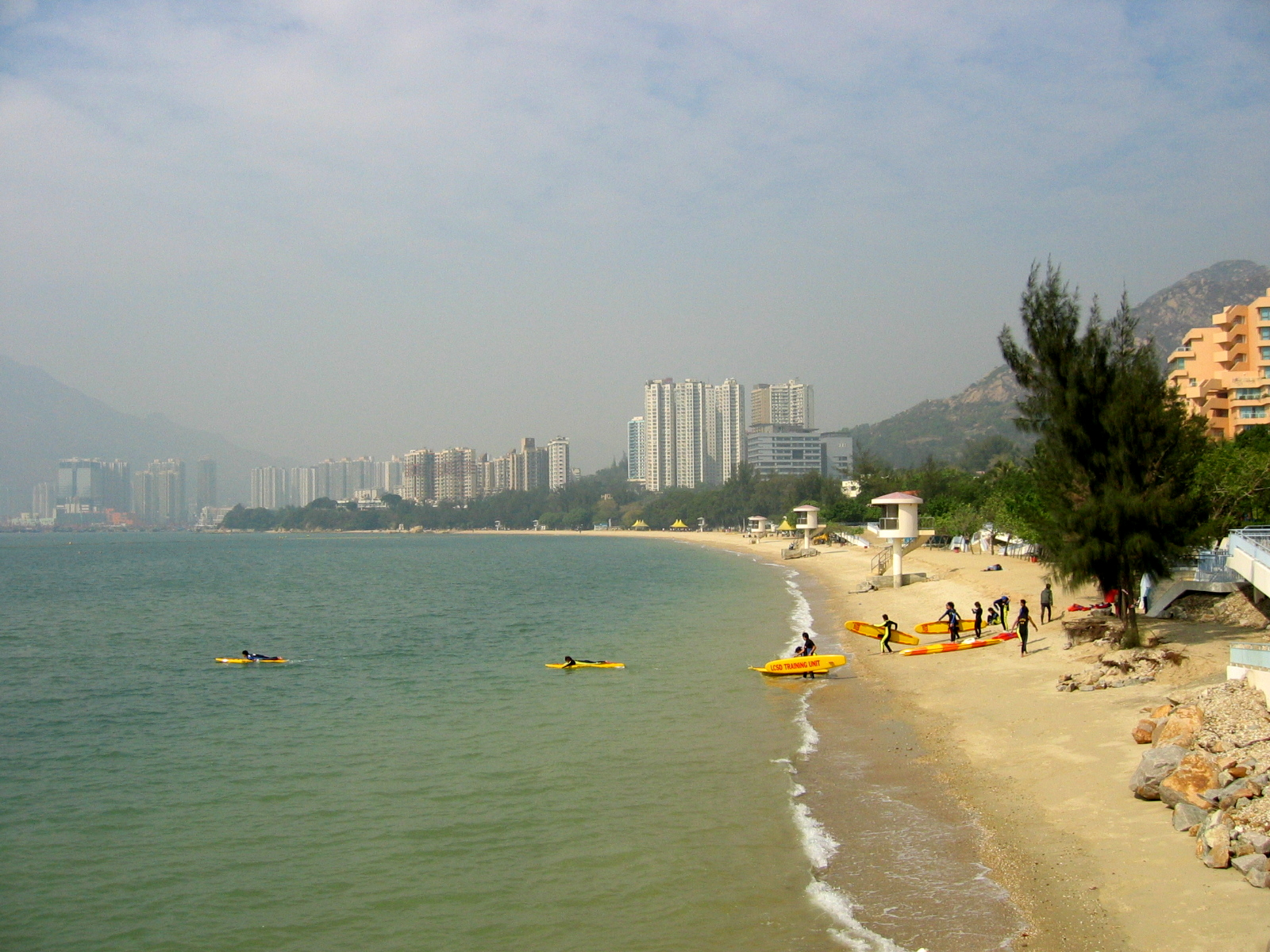
黃金泳灘
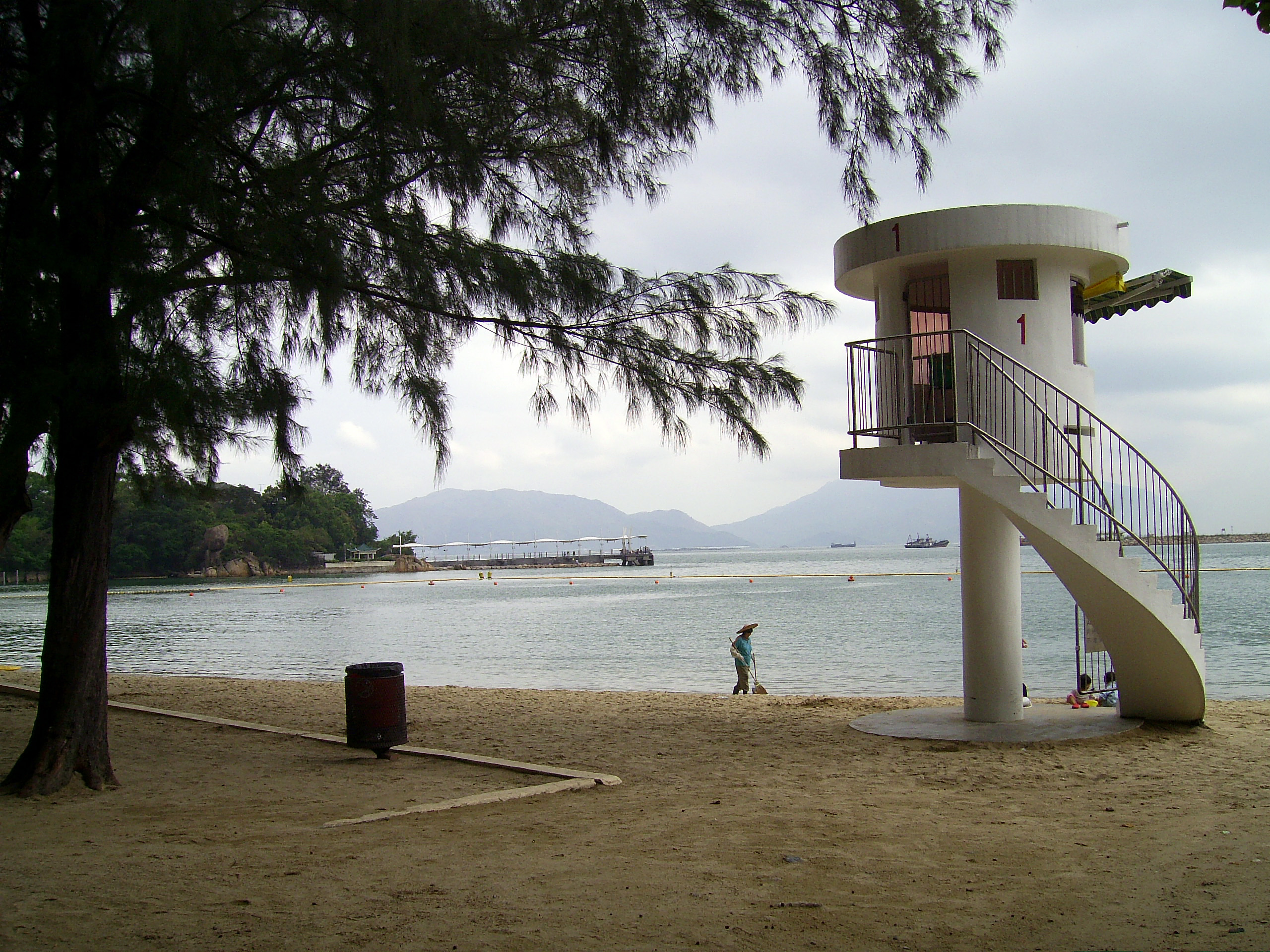
青山灣泳灘
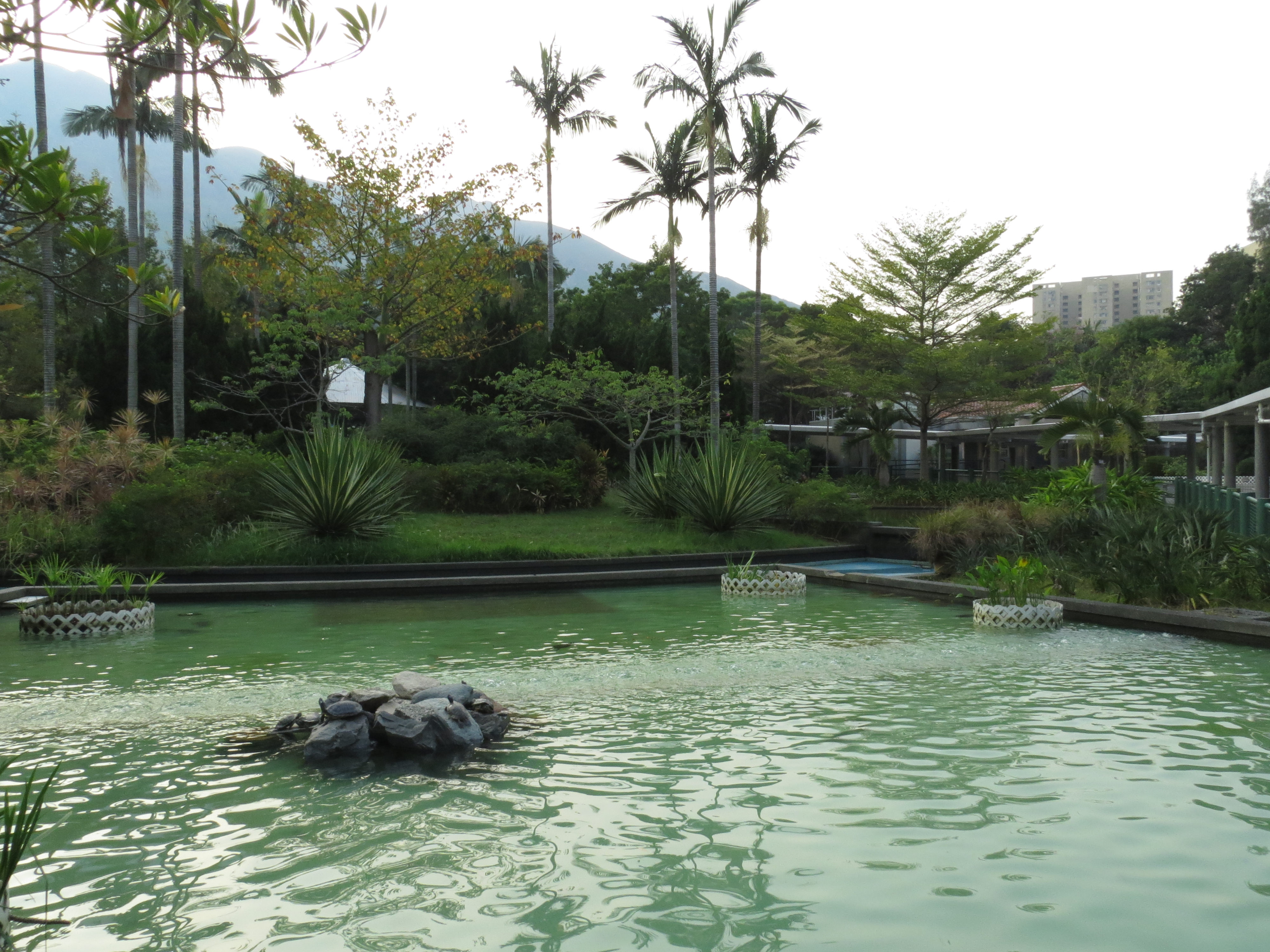
楊小坑錦簇花園

## 經濟發展

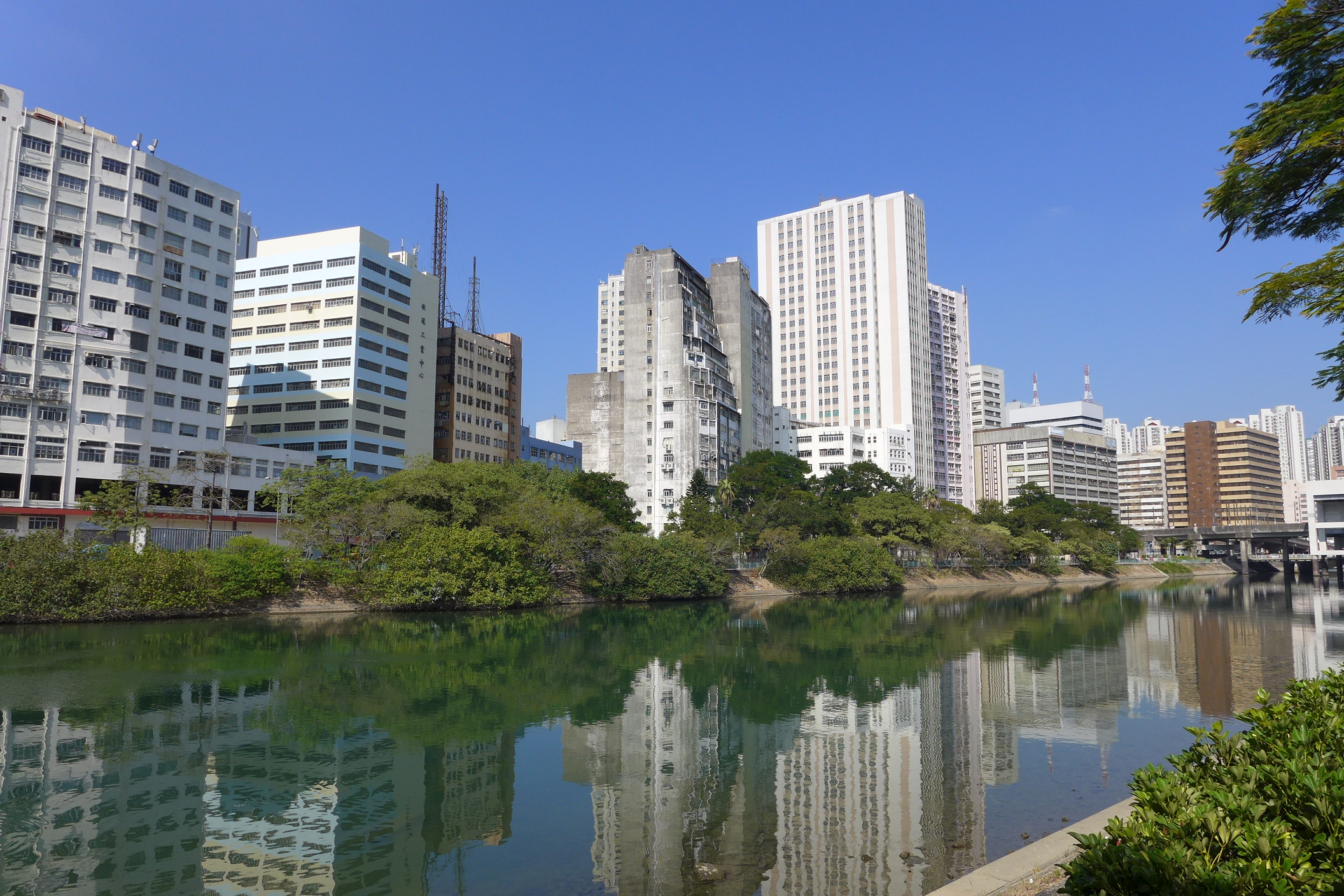
屯門工業區

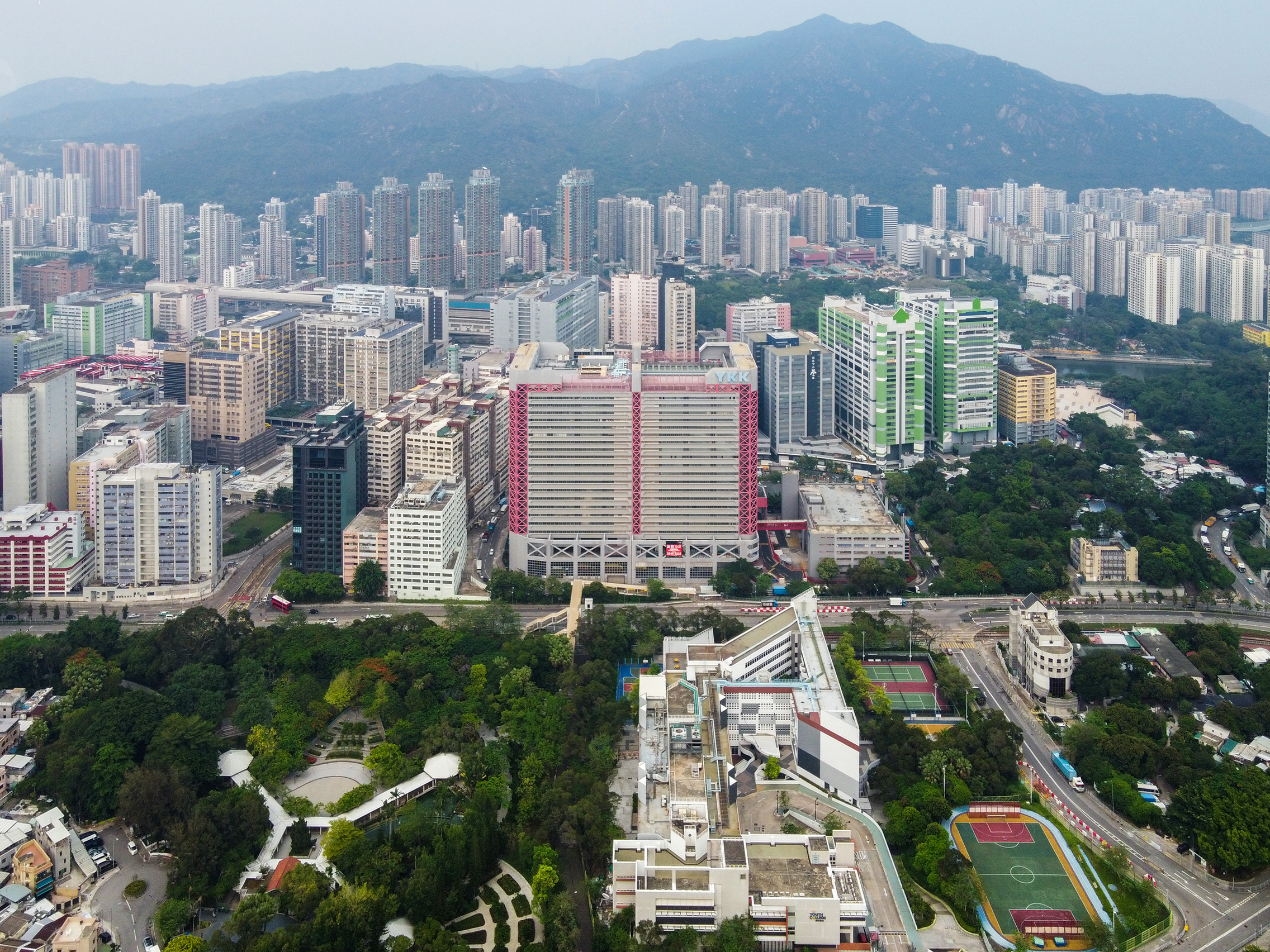
吉田大廈

昔日青山山腳，即今天山景、良景及田景邨一帶為農田，青山灣有大量漁民。區內市集為新墟和三聖墟，至1960年代、1970年代，政府發展新市鎮，工業才出現於此區。
屯門的工業區域分為兩大部份：屯門區中央的工廠大廈和蝴蝶灣以西至稔灣一帶的特殊工業區。
屯門區中央位置的屯門工業區，位於皇珠路及石排頭路之間及天后廟路、業旺路一帶。被山景，大興及以前的新發邨所包圍著，希望屯門區達到「自給自足」，區內生活和區內工作。雖然離市區較遠，但該區有不少公司設立於此，主因是租金比市區工商物業便宜，約只是中環的一半，其中最著名的乃在香港飲品市場具領導地位的維他奶集團、主要奶製品公司維記牛奶、以出售「福字麵」著名的統一食品、原址分別設於中環遮打大廈和鰂魚涌之國泰航空公司制服洗濯部和其附屬企業雅潔洗衣以及拉鍊製造商YKK。另外位於業旺路的南豐工業城為屯門區中唯一擁有多座工業大廈的小型工業區。九龍巴士的巴士車身裝嵌廠於1982年屯門工業區內落成，是裝嵌九巴車隊的主要基地。到1990年代，隨著香港工業北移，屯門工業區同為貨倉多而工廠少，市民大都是坐長途的車程往市區上班，徧離「自給自足」的原意。
蝴蝶灣以西至稔灣一帶為「特殊工業區」、物流業、回收業、廢物處理、堆填區、發電廠等都在這一帶。其中最大的乃屯門內河碼頭，位於屯門龍鼓灘，不但讓各物流公司進駐，更設有大型貨櫃場，方便接駁珠江三角洲的內河貨運往來。此外香港最大的英泥製造商、中華電力的青山發電廠、龍鼓灘發電廠，以及香港唯一一個環保園也坐落此區。小冷水堆填區、望后石谷堆填區、新界西堆填區、垃圾處理設施、污泥處理設施、都在這一帶，更將在此建垃圾焚化爐。

## 社區保育
2019年起，香港新媒體社會企業 不朽傳耆 獲屯門區議會及仁愛堂資助，舉辦了三屆「導．賞屯門」長幼社區導賞計劃 。不朽傳耆 先後為屯門區設計了四個主題路線，包括保育青山灣漁村歷史的《三聖巨石傳說》、探討公共空間運用的《屯門共融遊樂空間》、發掘宗教足跡的《屯門求祈之旅》，以及遊覽青山灣、加多利灣、舊咖啡灣、新咖啡灣、掃管笏的《五灣之旅》，並培訓區內長者、樂活中年、在職青年和中學生成為導賞大使。計劃旨在透過長者豐富的人生閱歷，配合年青人無限創意，成就不一樣的導賞體驗和社區風景，也體現長幼共融。
2022年初，社企 不朽傳耆 出版書籍《屯團轉：屯門心導遊》，推介由不朽傳耆團隊過去為屯門設計的其中兩條主題導賞路線，附有社區地圖，也收錄了由多位屯門居民所撰寫，分享他們親身經歷、見證屯門變遷的小故事，以達至社區保育的目標 。

## 旅遊
- 青山禪院
- 青雲觀
- 三聖廟
- 后角天后廟
- 青松觀
- 妙法寺
- 青山紅樓
- 皇帝巖
- 屯門徑
- 麥理浩徑第十段
- 蝴蝶灣
- 龍鼓灘
- 黃金海岸
- 屯門公園
- 屯門公眾騎術學校
- 源·區（T·PARK）

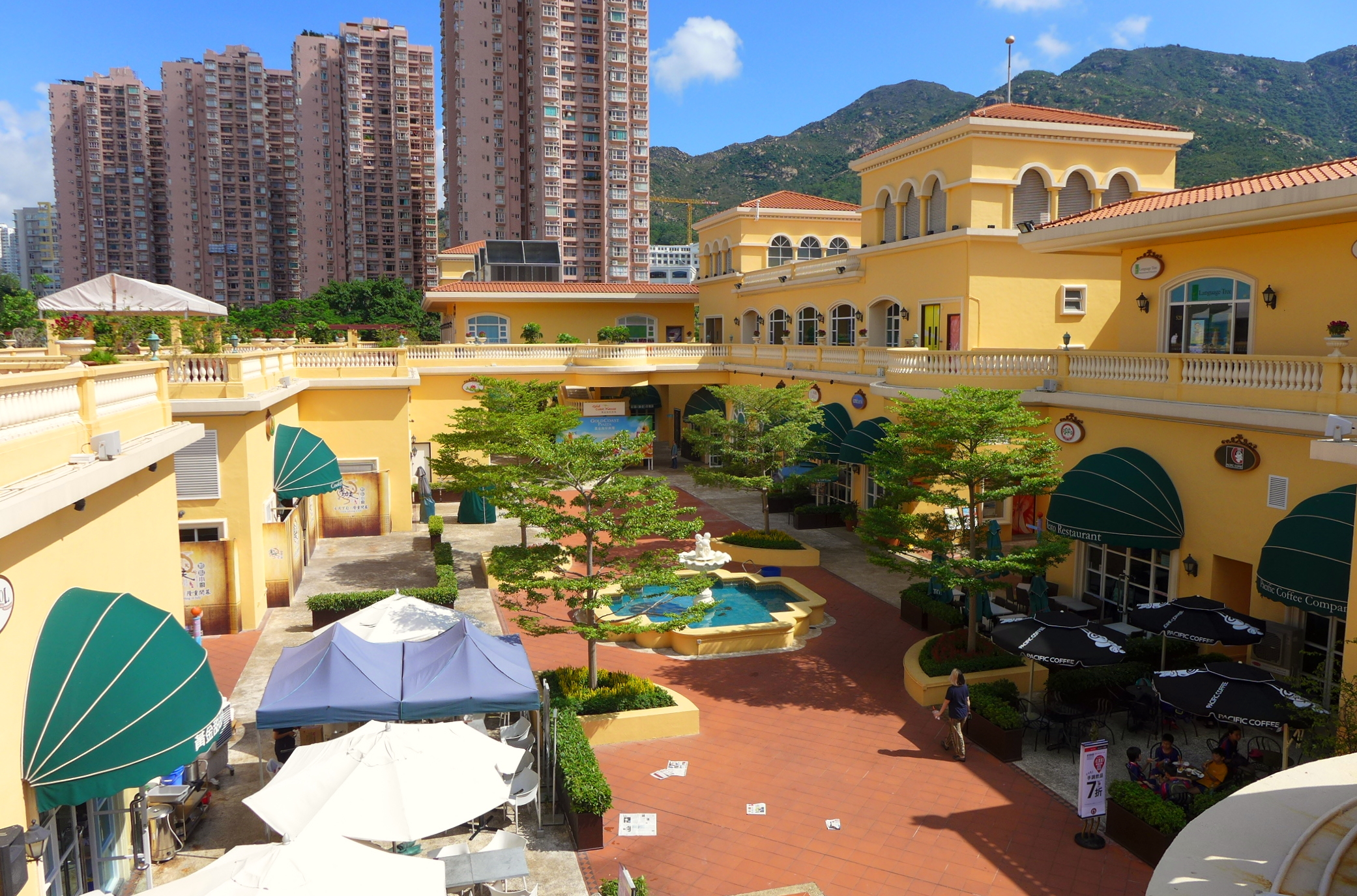
香港黃金海岸

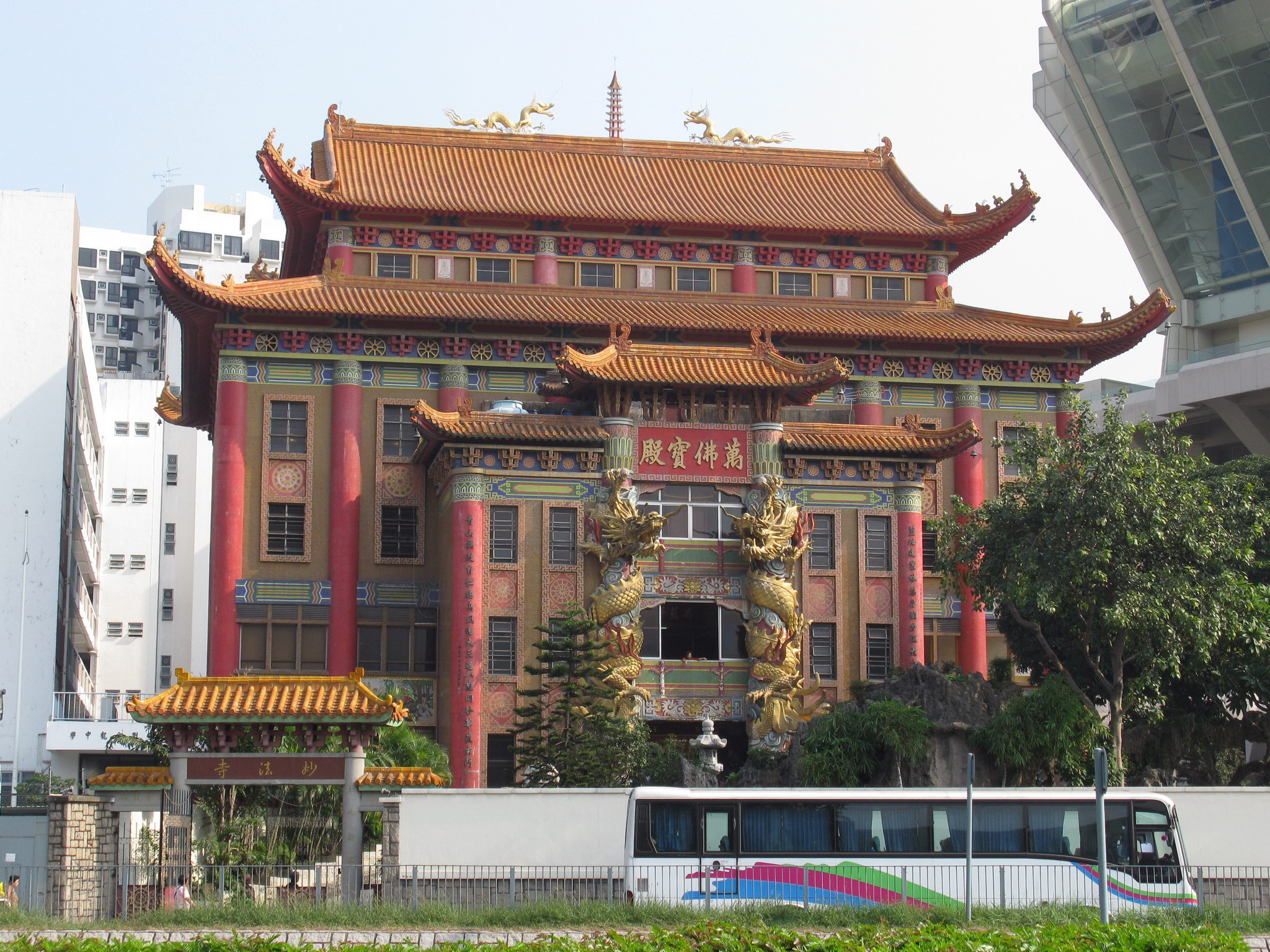
妙法寺 萬佛寶殿

雖然屯門區有不少泳灘，但由於近珠三角，船隻往來特多，加上工商業和物流活動影響，海水污染嚴重，但大部份泳灘仍適宜游泳，其中青山灣曾被列為不適宜游泳，早年更有警告板樹立於該泳灘提醒泳客。
2019年起，社企 不朽傳耆 先後為屯門區設計了四個主題路線，包括保育青山灣漁村歷史的《三聖巨石傳說》、探討公共空間運用的《屯門共融遊樂空間》、發掘宗教足跡的《屯門求祈之旅》，以及遊覽青山灣、加多利灣、舊咖啡灣、新咖啡灣和黃金海岸的《五灣之旅》。

## 交通

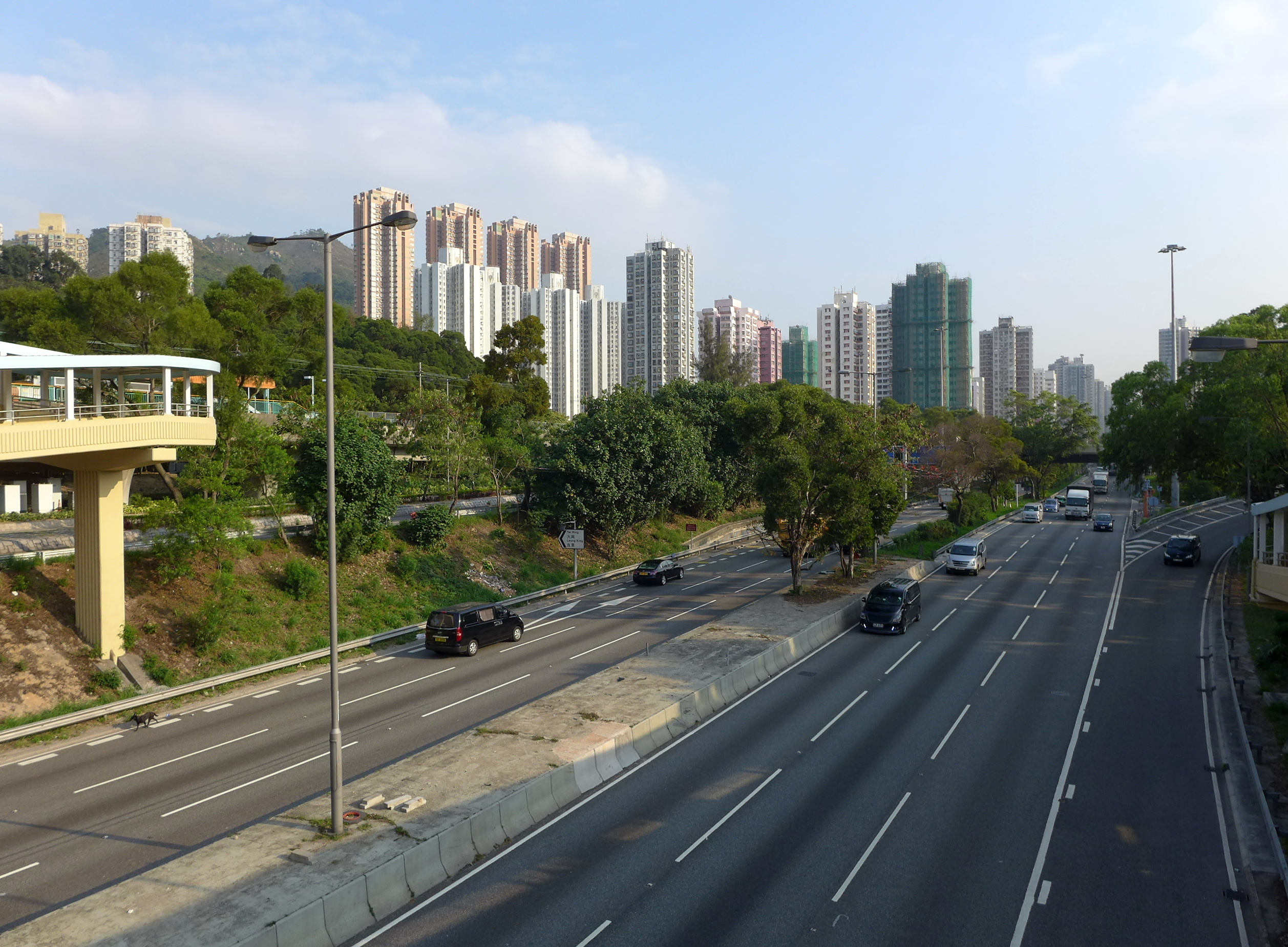
屯門公路兆康段

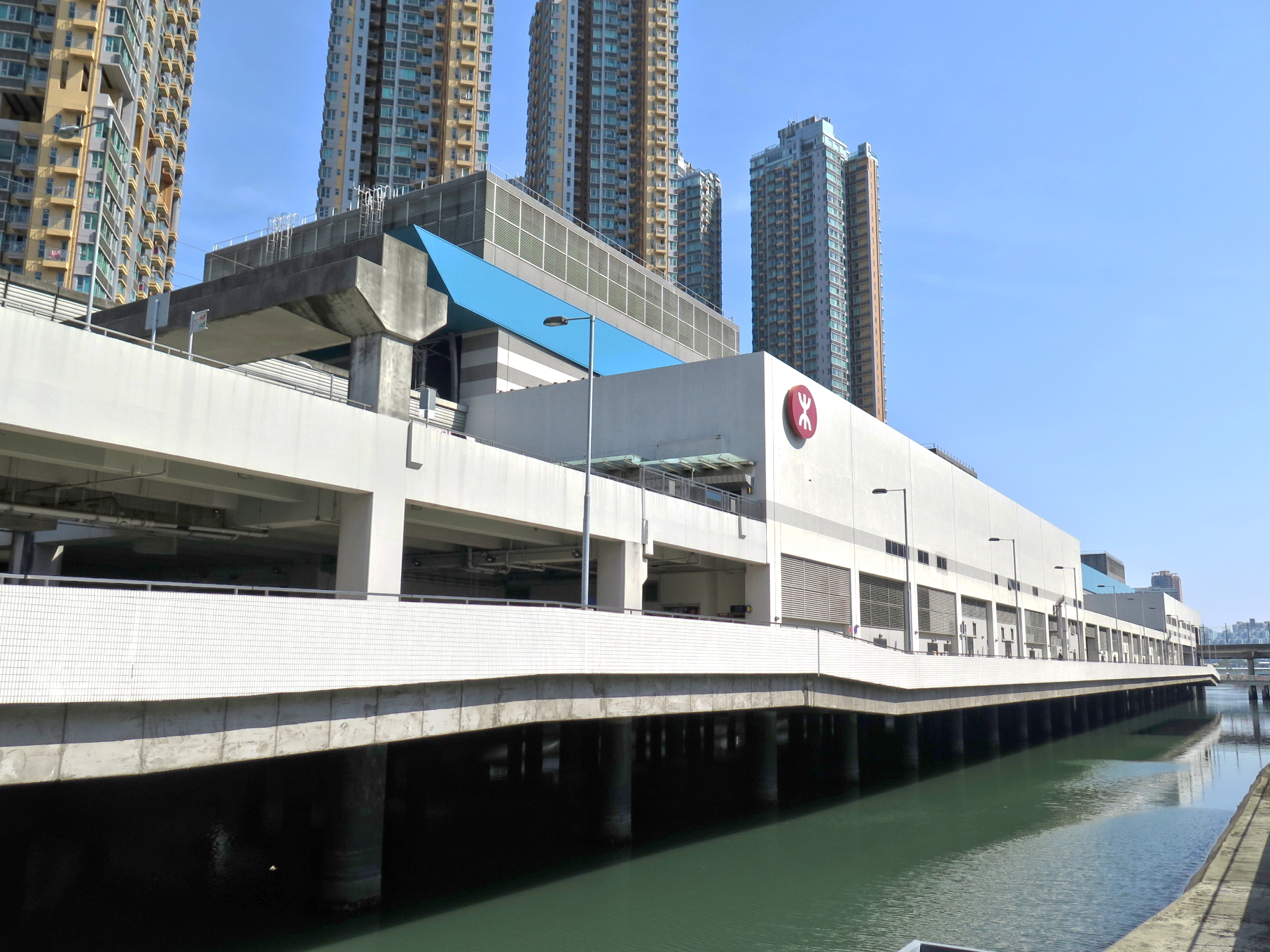
港鐵屯門站

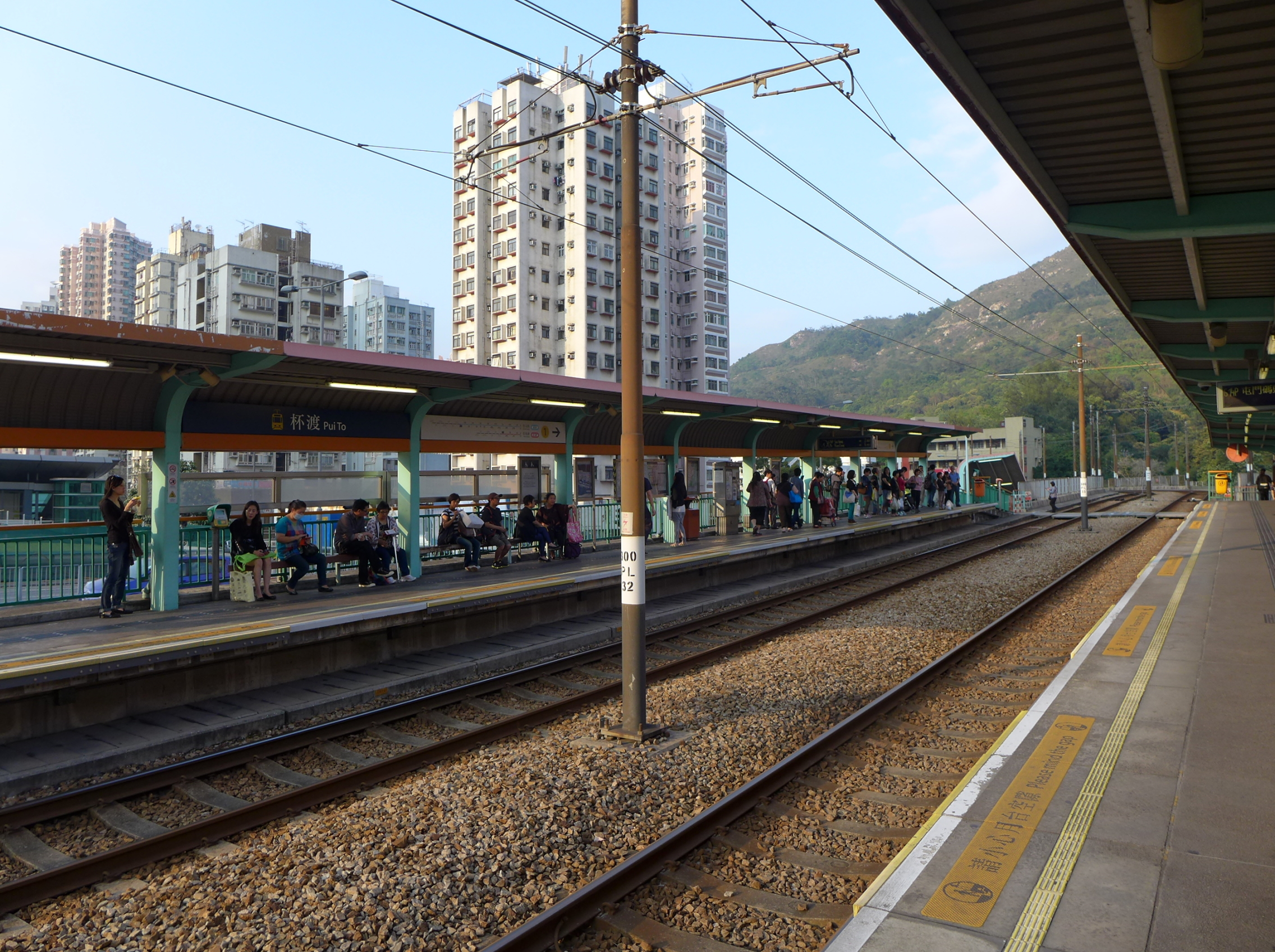
輕鐵杯渡站

屯門區來往市區的交通主要依靠屯門公路與青山公路，直至2003年底九廣西鐵（2007年12月2日隨兩鐵合併更名港鐵西鐵綫，至2021年6月27日併入屯馬綫）啟用後提供另一條往市區的路徑。區內除一般公共小巴及巴士路線外，還有在1988年落成的輕鐵連接區內及元朗區。而荃灣至屯門單車徑中屯門至掃管笏擬議單車徑的詳細設計正在進行，至於荃灣灣景花園至掃管笏擬議單車徑的設計及推展策略正檢討中。另外由青荃橋至灣景花園的單車徑工程於2018年9月21展開當中前期工程的「荃灣單車徑」2021年4月27日正式啟用。2021年4月開放的路段由荃灣西站起、至荃灣海安路休息處為止。
近年運輸署為提升屯門區的巴士網絡效率，分別在小欖交匯處附近的屯門公路往九龍方向及在大欖角迴旋處附近屯門公路往屯門方向興建屯門公路巴士轉乘站。兩個巴士轉乘站已先後於2012年12月和2013年7月相繼落成啟用。

### 港鐵
- █  屯馬綫：屯門站、兆康站
- █  輕鐵：輕鐵第1收費區、輕鐵第2收費區、輕鐵第3收費區

輕鐵有8條路線於屯門區行駛，全區共設有43座車站，當中屯門站、河田站及兆康站可轉乘屯馬綫。

### 道路
幹線道路
- 9號幹線：屯門公路、元朗公路、青山公路
- 10號幹線：深港西部通道

市區道路
- 青山公路 (大欖段至洪水橋段部份路段)
- 皇珠路
- 青雲路
- 龍門路
- 屯門鄉事會路
- 青田路
- 震寰路
- 鳴琴路
- 杯渡路
- 海皇路
- 湖景路
- 湖翠路
- 龍富路
- 屯興路
- 龍鼓灘路
- 稔灣路
- 屯門至赤鱲角連接路

### 巴士
專線小巴
- 紅色公共小巴
  - 元朗 ⇄ 屯門置樂花園
  - 元朗 ⇄ 佐敦道
- 渡輪

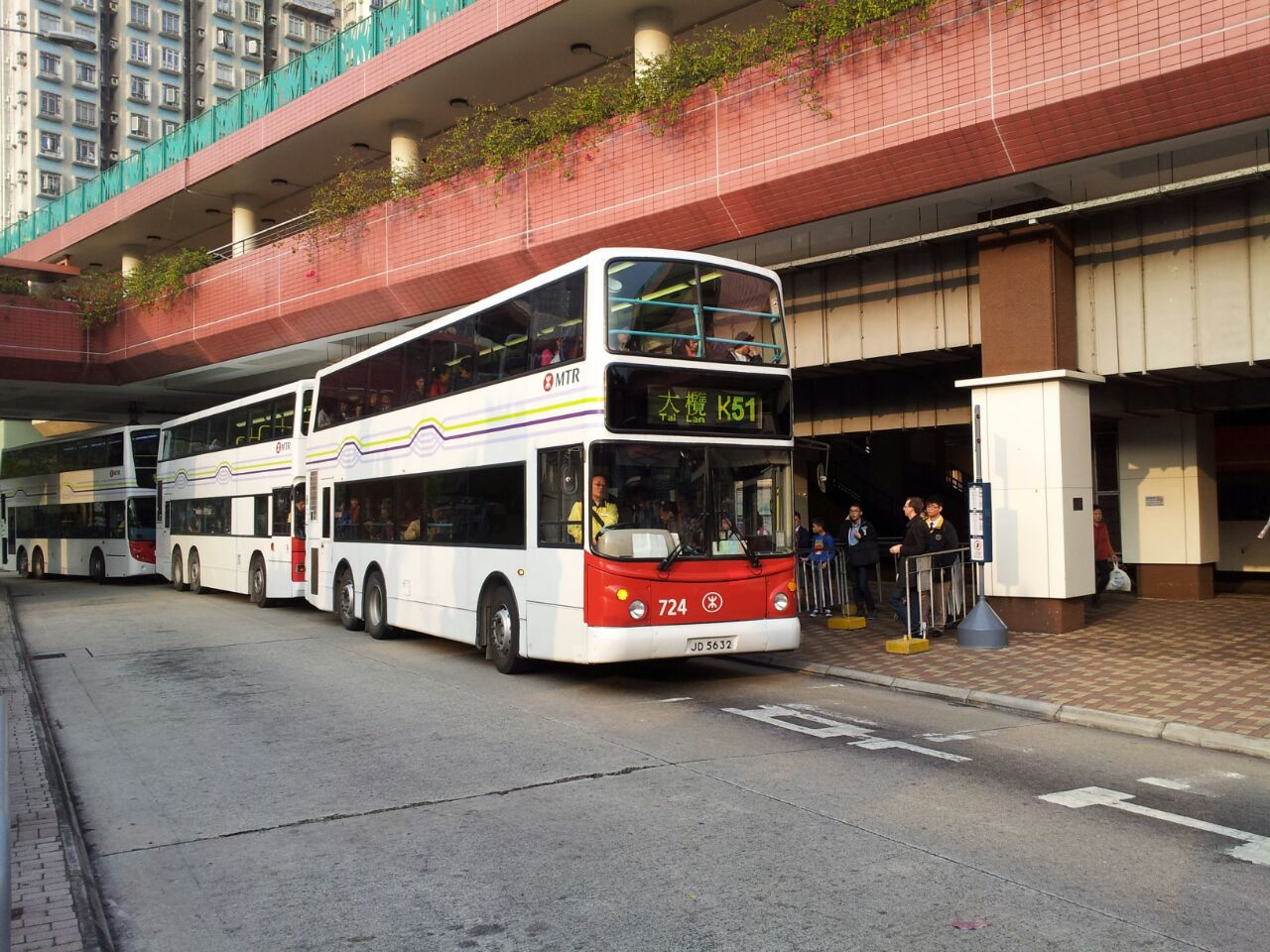
港鐵巴士（新界西北）

新界區專線小巴43線是屯門區首批投入服務且運作至今的小巴路線

  - 屯門碼頭 ⇄ 東涌、沙螺灣及大澳（富裕小輪）

### 未來
港鐵
- █  屯馬綫：屯門16區站（規劃中）（2023年動工，2030年啟用）
- █  屯馬綫：屯門南站（規劃中）（2023年動工，2030年啟用）
- █  屯馬綫：洪水橋站（規劃中）（2024年動工，2030年啟用）

#### 道路
- 屯門西繞道

## 未來發展
屯門區經多年發展，現時已經非常成熟，而未來發展重點則會落於以下幾個地方。
- 屯門市（屯門站、新墟一帶）－ 計劃將屯門市中心進一步擴大延伸及重建屯門工業區，形成更大型商業中心區域。
- 屯門中 屯門區域運動場 － 為配合屯門區的康體發展，屯門區議會及康文署正計劃在屯門16區興建一個可提供五千座位的區域性運動場。
- 屯門東（小欖、大欖、掃管笏） － 該地現時有多個小型空置地盤，計劃用作發展住宅，將其擴充為屯門新市鎮擴展區。
- 屯門西（小冷水、龍鼓灘） － 現在政府正在屯門38區填築約60公頃土地，將用作特殊工業用途，如回收園、永久性飛機燃料設施、垃圾焚化爐及動物火化爐等。
- 屯門西北54區　—　位於寶田邨以北、兆康苑以西的土地，首個發展計劃欣田邨已於2018年落成。

2015年，政府委託顧問公司為屯門40區及46區和毗鄰地區規劃和工程研究展開可行性研究，同時舉辦社區參與活動，因應該些地區未來將通過屯門至赤鱲角連接路連接港珠澳大橋香港口岸及大嶼山北部，並經擬議的屯門西繞道與新界西北接駁。預計屯門40區及46區未來的可達性將大大提升，並帶來發展機遇。因此，有關當局正全面檢討及規劃有關用地的土地用途。當中，四幅總面積約50公頃的土地，被納入為具發展潛力區。
- 屯門鄉郊（爛角咀與踏石角之間） － 屯門位處珠江口，是為香港與大陸之間的海路貨運提供停泊設施的理想位置。政府當局亦正在探討該地發展為港口的可行性。

## 流行文化

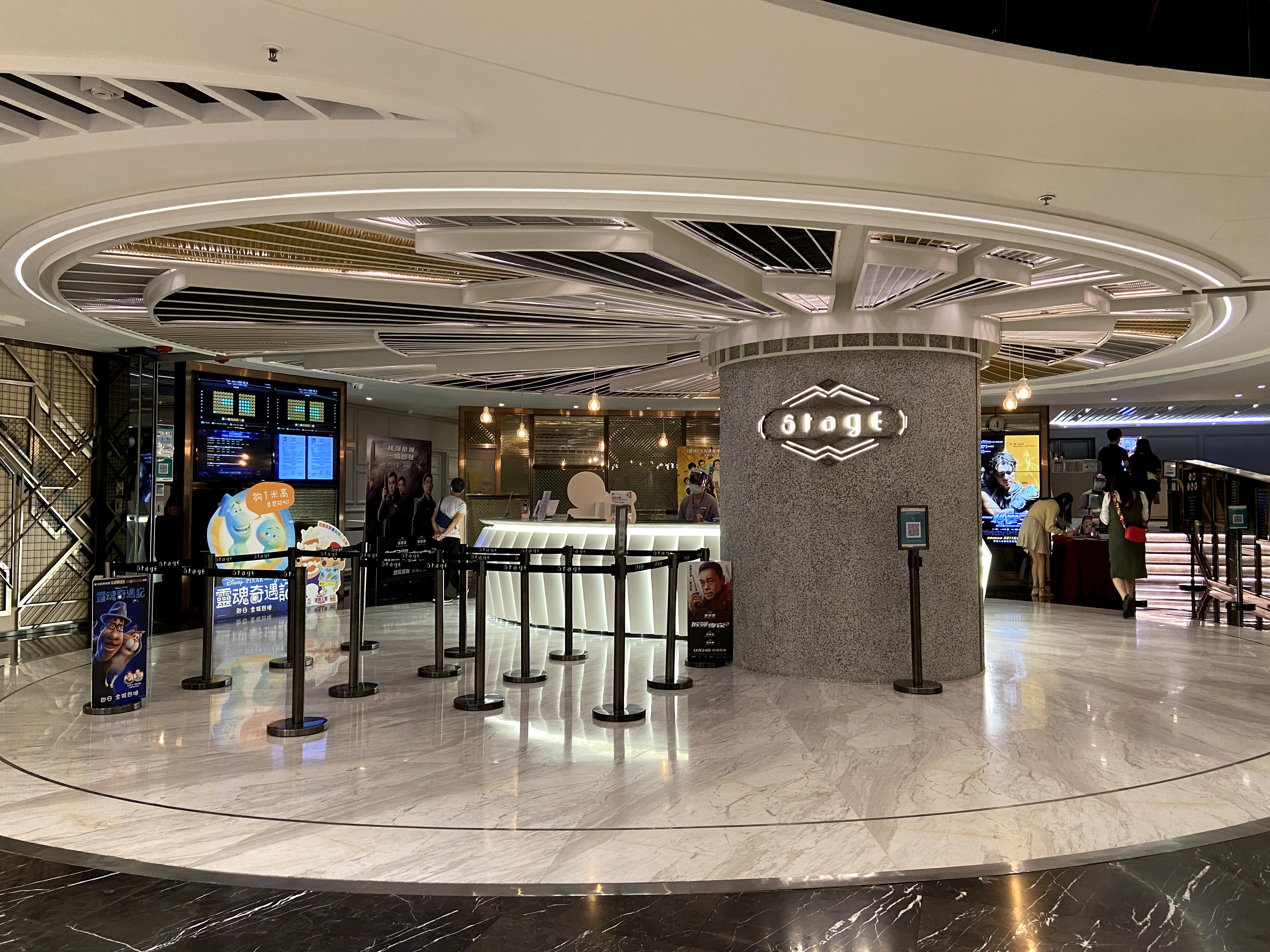
屯門市廣場3樓stagE戲院

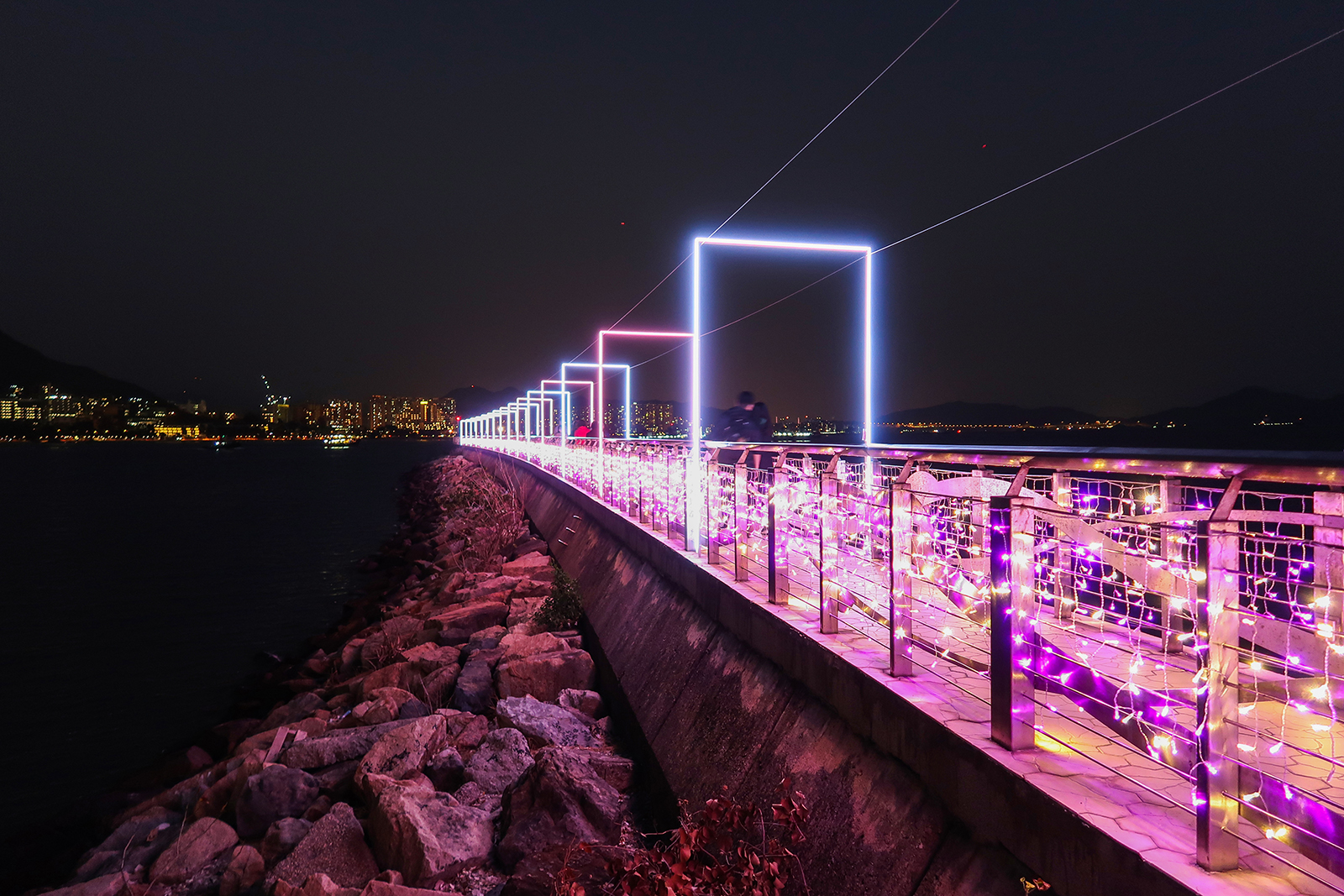
2021年年初設置在屯門碼頭海濱長廊「幻愛橋」的節日裝飾，雖然被《幻愛》導演周冠威批評觀感不好，但成為市民拍攝熱點

屯門區在1990年代是品流複雜的地方，屯門區內開設了多間卡拉OK，有些更以年輕少女作招徠，及後經警方大力掃蕩後，治安情況已大為改善。善於拍攝社會性題材的劉國昌，於2000年曾以屯門區的出軌少女為題材拍攝了一部作品《無人駕駛》。影片中，華都商場內的「回到未來」成了片中四個出軌少女蕉、詩、腐乳、餅的流連之地。
現時華都商場地下及一樓主要為旅行社、二手教科書、手機配件及網絡器材等店舖，亦設有不少小型食店，吸引區內學生及年輕人光顧。而自位於新墟的屯門Neway於2020年9月結業後，屯門區內已再沒有任何卡拉OK店舖。
現時屯門區內設有四間戲院，包括位於新墟，歷史悠久的巴黎倫敦紐約米蘭戲院及凱都戲院，位於屯門市廣場的stagE（2018年前為UA屯門市廣場），以及位於新都商場，於2018年開業的英皇戲院。
2020年起，屯門區有街坊先後設立社區報《屯敘》，《溯本尋屯》等，希望藉此提升屯門人對社區的認識和熱愛。

## 相關影視製作
- 《情海茫茫》 (1965)
- 《夕陽戀人》 (1971)
- 《90都市情懷之他來自屯門》 (1990)
- 《超級學校霸王》 (1993)
- 《破壞之王》 (1994)
- 《97古惑仔：戰無不勝》 (1997)
- 《無人駕駛》 (2000)
- 《一蚊雞保鑣》 (2002)
- 《幻愛》 (2019)

## 外部連結
- 屯門區議會
- 屯門區分界圖（页面存档备份，存于）
- 屯門新市鎮
- 嶺南大學圖書館《屯門風物志》
- 嶺南大學圖書館《屯門風物志》昔日相片（页面存档备份，存于）
- 屯門 facebook 專頁 - 屯門新里程 （页面存档备份，存于）
- 綠在屯門的Facebook專頁